# Slezsko

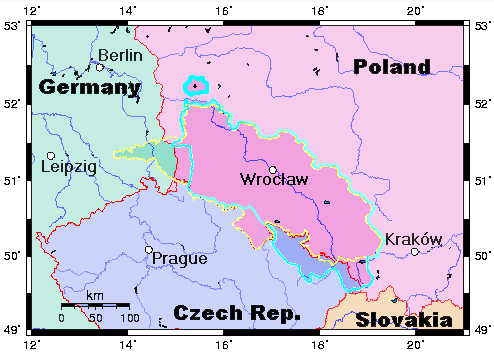
Slezsko: fialově vyznačeno současné Polské Slezsko, šedě vyznačeno současné České Slezsko, tyrkysový okraj: habsburské Slezsko před rokem 1742, žlutý okraj: pruská provincie Slezsko

Znak Dolního a Horního Slezska
(slezská orlice)

Slezsko (slezsky Ślůnsk/Ślōnsk/Ślónsk, Ślónsko, Ślesko apod., slezskoněmecky Schläsing, německy Schlesien, polsky Śląsk, latinsky Silesia) je historická země ve střední Evropě. Rozkládá se převážně v povodí horní a střední Odry na sever od Beskyd a pohoří Krkonošsko-jesenické subprovincie. Přesné určení hranic Slezska vychází z podoby středověkého Slezského knížectví a vratislavského biskupství a také pruské provincie Slezsko a stejnojmenné rakouské korunní země. V současnosti patří většina země Polsku (Polské Slezsko), malý jihovýchodní díl je součástí České republiky (České Slezsko) a okrajová území na západě zasahují i do Německa.
Tradičně se v rámci Slezska rozlišují dvě oblasti s odlišnou historií a charakteristikami: severozápadní Dolní Slezsko a jihovýchodní Horní Slezsko. Občas se jako třetí hlavní oblast a nikoli část Horního Slezska uvádí Těšínsko a další území bývalého Rakouského Slezska. V dnešním pojetí se za součást Slezska zpravidla považuje také Kladské hrabství připojené v roce 1742 a ty části Horní Lužice, které připadly po druhé světové válce Polsku. Takto definované Slezsko má rozlohu zhruba 40 000 km² a více než 8 milionů obyvatel. V německém prostředí je běžné ztotožňovat historické Slezsko s pruskou provincií téhož jména, a tedy řadit k němu ještě větší kus Horní Lužice. Historickou metropolí je Vratislav, nejlidnatější oblastí katovická konurbace. Ve Slezsku leží též některé městské části Ostravy a podstatná část ostravské aglomerace.
Zatímco Dolní Slezsko mělo od počátku moderních dějin převážně německý charakter a v důsledku výměny populace po druhé světové válce je téměř čistě polské, etnická a jazyková problematika Horního Slezska je velmi složitá, a to vzhledem k přítomnosti stotisícové německé menšiny v Polsku (viz též dvojjazyčnost Horního Slezska) a polské menšiny v Česku, požadavkům na autonomii polské části regionu, slezské národnosti, k níž se v roce 2021 hlásilo přes pět set tisíc Hornoslezanů (přes 500 tisíc z více než 4 milionů obyvatel polské části Horního Slezska, což je přibližně 12 % všech obyvatel polské části Horního Slezska, celkem má Horní Slezsko 5 milionů obyvatel, takže téměř 10 % obyvatel Horního Slezska uvedlo svou národnost jako slezskou), a snahám o kodifikaci spisovné slezštiny, jejíž status polského dialektu nebo samostatného západoslovanského jazyka je sporný. Ve 20. století bylo Horní Slezsko předmětem několika územních sporů (viz spor o Těšínsko, hornoslezský plebiscit, Hlučínsko).

## Etymologie

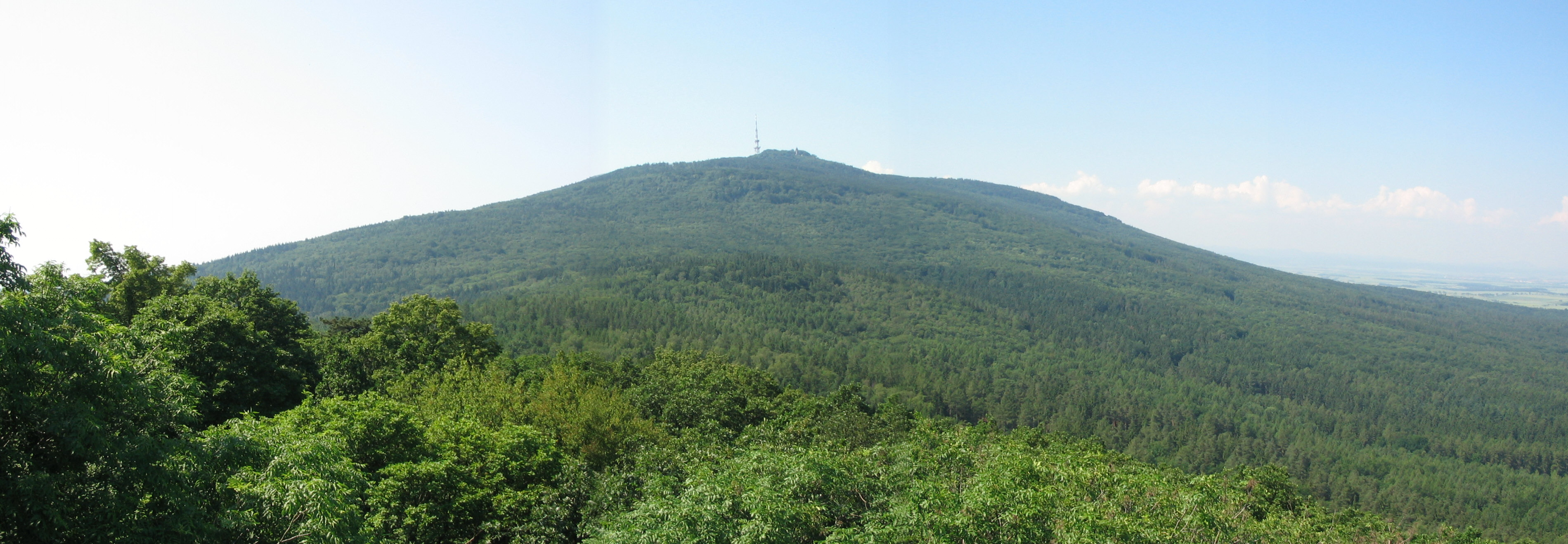
Hora Ślęża

Existuje několik teorií týkajících se vzniku slova Slezsko. Převážně němečtí badatelé odvozovali pojmenování Slezska od germánského kmene Silingů (Silingae), jehož příslušníci na slezském území do 6. století n. l. sídlili. Dle dalších teorií je možné odvodit název tohoto území od řeky Ślęzy či hory Ślęża, která byla posvátným místem pohanských kmenů již v neolitu a v raném středověku se kolem ní soustředilo kmenové území Slenzanů. Název hory a řeky může mít původ ve slovanských výrazech ślęg či ślǫg označujících nepohodu, vlhkost a deštivé počasí, anebo i v starším základě, viz Staroevropská hydronyma. Některé studie kombinují oba názory a uvádějí, že název území je odvozen od jména hory, to že se ale pojí se Silingy.

## Geografie

### Hranice

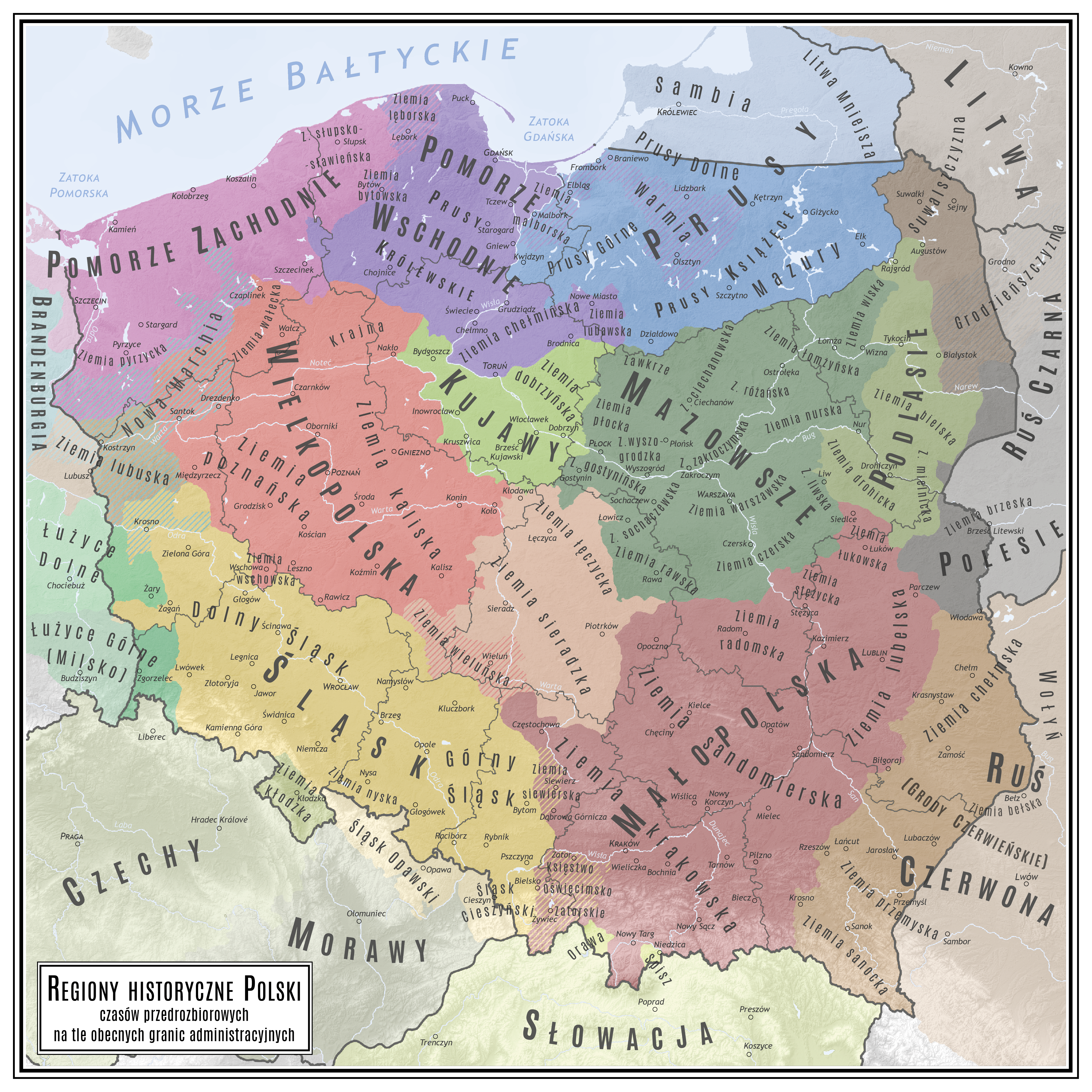
Slezsko a další historické země Polska na pozadí moderních správních hranic

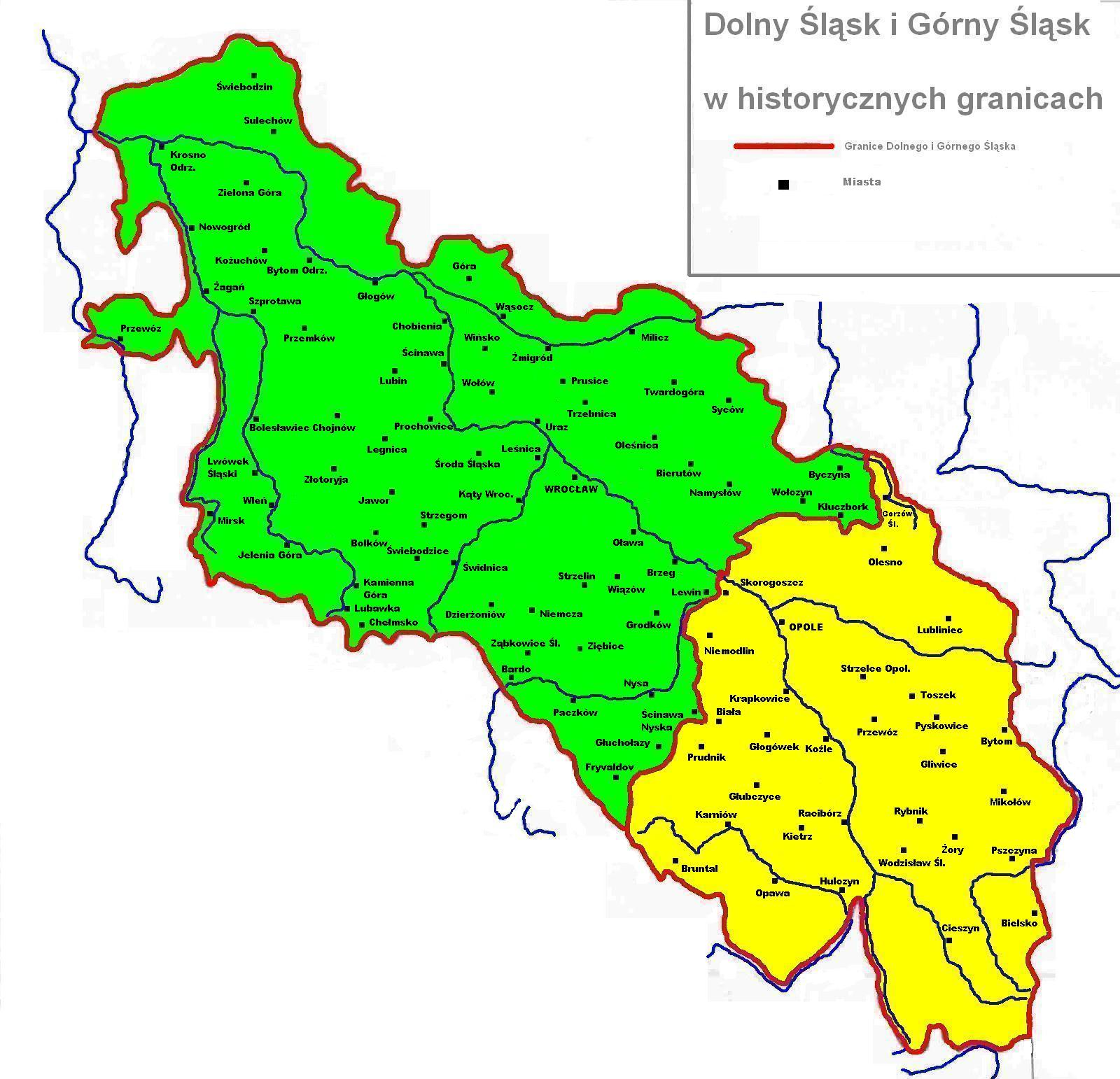
Slezsko v původních středověkých hranicích, tj. bez Kladska a lužických oblastí, s Krosenskem a Sulechówskem

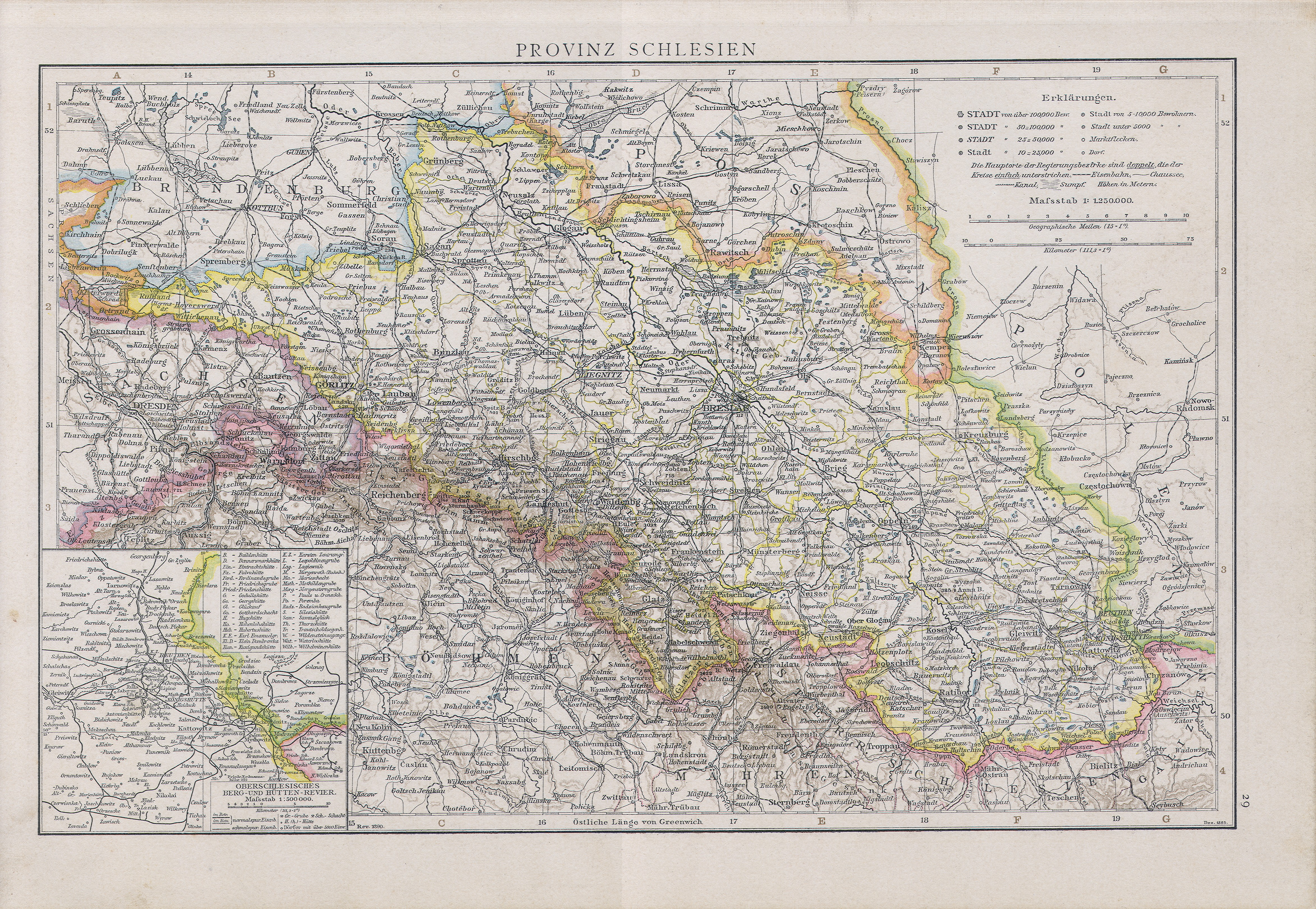
Pruská provincie Slezsko

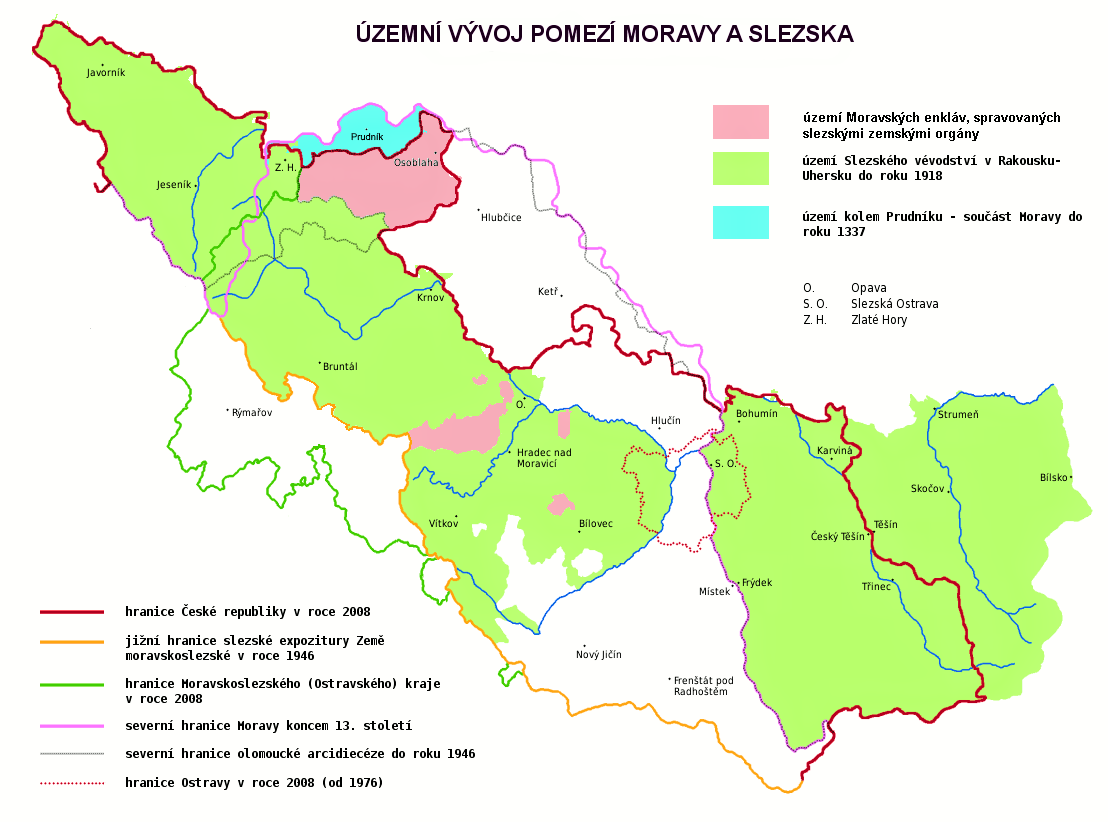
Územní vývoj pomezí Moravy a Slezska

Výchozí bod pro vymezení hranic Slezska představuje původní rozsah vratislavského biskupství a pak Slezské knížectví založené v roce 1138 a jeho nástupnické útvary – rozdrobená vévodství, v nichž do 14. až 17. století vládla slezská větev Piastovců. Kromě toho se bere v potaz podoba pruské provincie Slezsko zřízené po Vídeňském kongresu v roce 1815 a rakouské korunní země s názvem Vévodství Horní a Dolní Slezsko existující v letech 1742–1918, jakož i stávající zeměpisně-kulturní celky zformované pod vlivem posunutí hranic po druhé světové válce.
Severní hranice Slezska, za níž se rozkládá Velkopolsko, se z velké části shoduje se současnou hranicí Dolnoslezského a Opolského vojvodství s výjimkou gmin Praszka a Rudniki ležících na pravém břehu Prosny, které k Slezsku nepatří. Naopak součástí Slezska bylo kdysi městečko Rychtal a několik obcí východně od Sycova, které byly odtrženy v roce 1919 na základě Versailleské smlouvy a nyní leží ve Velkopolském vojvodství.
Navzdory názvu leží jen 48 % území Slezského vojvodství ve Slezsku. V této oblasti je zemská hranice dodnes silně zakotvena v povědomí obyvatel, neboť odděluje autochtonní Slezany od „vlastního Polska“. Vede východní hranicí okresu Lubliniec, potom ji tvoří řeka Brynica (s jednou odchylkou u Siemianowic) až k ústí do Černé Přemše, Černá Přemše a Přemše až k ústí do Visly, Visla až k ústí Bělé a dále Bělá až ke svým pramenům na úpatí Klimczoku. Od toho místa se slezskou hranicí stává východní hřeben Slezských Beskyd a je totožná s administrativní hranicí gmin Brenná, Visla a Jistebná. Původně se mezi slezská knížectví řadilo rovněž Seveřsko, Osvětimsko a Zátorsko, ale tato území odpadla od Slezska již v 15. století a nyní jsou jednoznačně vnímána jako malopolská.
Od slovenských Kysuc odděluje Slezsko přirozená horská hranice totožná se státní hranicí Polska a České republiky ve Slezských a Moravskoslezských Beskydech. Hranice mezi Slezskem a Moravou je podrobně popsána v samostatném článku. Tvoří ji Ostravice, pak od Ostravy směrem na jihozápad vede s vícerem odchylek kolem horního toku Odry, přičemž se vyhýbá Fulneku a ponechává město Odry. Na jihozápadě Moravskoslezského kraje má spletitý průběh, v některých úsecích vede tokem Moravice a středem vodní nádrže Slezská Harta. Následně probíhá hlavním hřebenem Hrubého Jeseníku.
Kladsko bylo připojeno v roce 1742 k Prusku spolu s většinou Slezska, od roku 1815 bylo součástí pruské provincie Slezsko a nyní leží v Dolnoslezském vojvodství a tvoří se zbytkem jeho území nesporně jednu funkční oblast. Proto je nehledě na dřívější příslušnost k Čechám vnímáno jako slezské území a slezsko-česká hranice je tak totožná se státní hranicí Polska a České republiky. Vede masivem Králického Sněžníku, Orlickými, Stolovými a Javořími horami, hlavním hřebenem Krkonoš a Jizerskými horami. Bez započtení Kladska oddělovaly Slezsko od Čech Rychlebské a Soví hory.
Západní hranice Slezska se původně opírala o Kwisu. V současnosti se posouvá spíš na polsko-německou státní hranicí vyznačenou v roce 1945 na Lužické Nise, protože oblast mezi Kwisou a Nisou je sice historicky součástí Horní Lužice, ale postrádá po výměně populace lužickou identitu a zato tvoří nesporně jeden funkční celek se zbytkem Dolnoslezského vojvodství. Pruská provincie Slezsko sahala ještě hlouběji do Horní Lužice – zahrnovala i nyní německou část Zhořelce, město Nízký (Niesky), Hojeřice (Hoyerswerda) a Mužakov (Bad Muskau). Slezská identita je tam pořád živá, čehož důkazem je třeba Slezské muzeum v německém Zhořelci, Schlesisches Musikfest a další akce se Slezskem v názvu nebo uvítací cedule Niederschlesien (Dolní Slezsko) na příjezdech do obcí a na dálnici A4.
Od Dolní Lužice odděluje Slezsko v úseku mezi Zahání a obcí Łagoda Bobr, předtím historické Slezsko vráží klin mezi obě Lužice a tvoří výběžek, který sahá okrajově i za Lužickou Nisu a zahrnuje bývalé město Przewóz (Priebus). Krosensko a Sulechówsko odpadly od slezského Hlohovského knížectví ve prospěch braniborské Nové marky v roce 1482. Svobodínsko tvořilo do roku 1815 nejsevernější slezskou enklávu, poté bylo připojeno k Braniborsku. Z dnešního Lubušského vojvodství tak do Slezska ve smyslu bývalé pruské provincie patří Zelená Hora, Zaháň, Nowa Sól, Sława či Szprotawa, ale slezská identita je tam velmi slabá a obyvatelé se ztotožňují spíše s novodobým pojmem Lubušsko (polsky Ziemia Lubuska) zahrnujícím celé vojvodství jakožto jednu funkční oblast.

### Přírodní podmínky

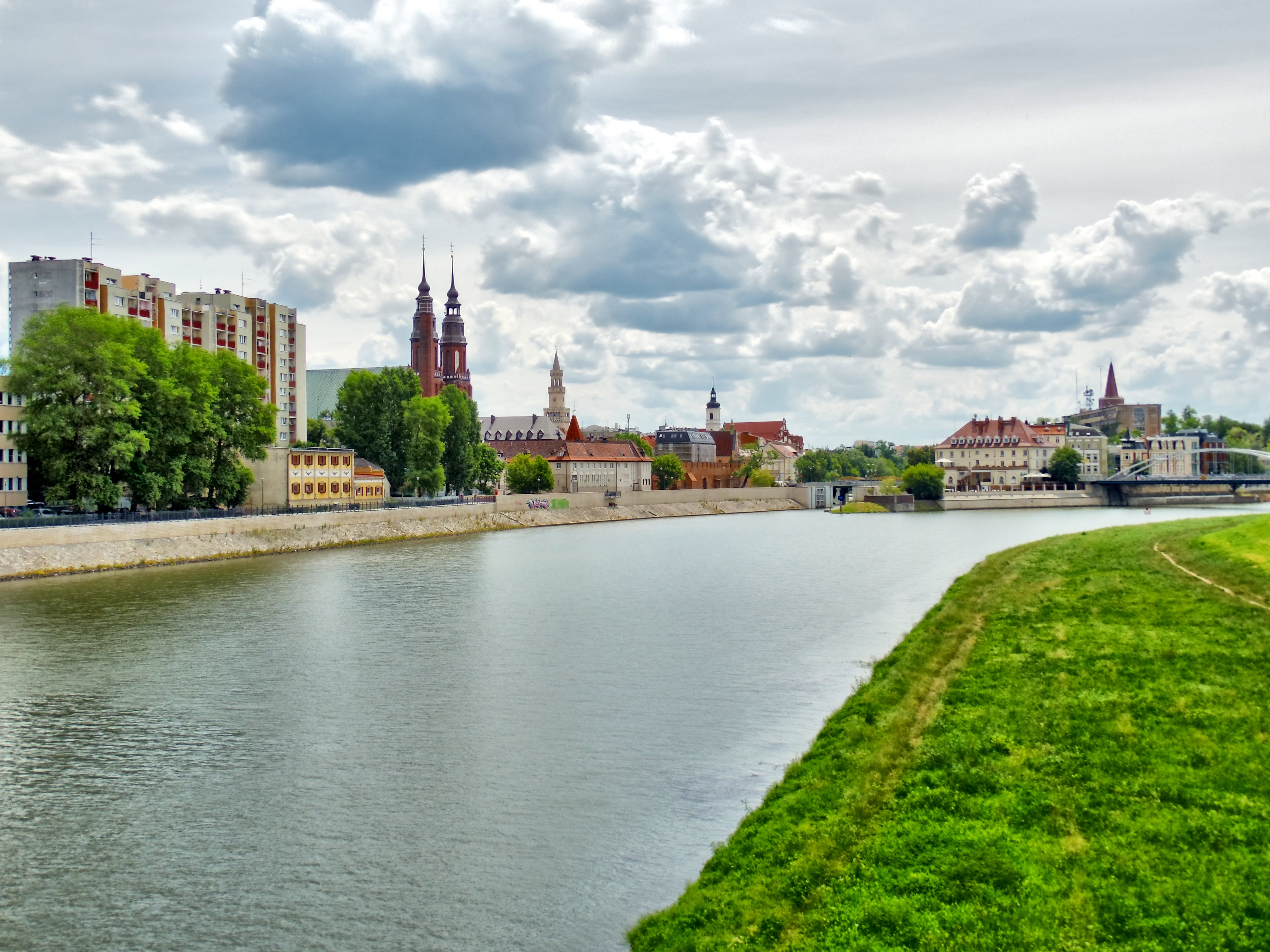
Odra v Opolí

Sněžka

Většina Slezska leží v povodí Odry, jejímiž hlavními přítoky jsou zleva: Opava, Cina, Osoblaha, Kladská Nisa, Olava, Ślęza, Bystřice, Kačava, Bobr s Kwisou a Lužická Nisa; zprava: Ostravice, Olše, Kłodnica, Malá Pěna, Stobrava, Widawa a Barycz. Jen jihozápadní okraj leží v povodí Visly, do níž ústí Bělá a Přemše s Brynicí.
Přírodní jezera se ve Slezsku téměř nevyskytují, pouze na severozápadě v Lubušském vojvodství. Největší je Sławské jezero (8,17 km²). Na umělé vodní nádrže je obzvlášť bohatá hornolužická část Slezska – zatopením opuštěných hnědouhelných lomů vzniká v okolí Nízkého (Niesky), Hojeřic (Hoyerswerda) a Bílé Vody (Weisswasser) největší oblast uměle založených jezer v Evropě. V polské části Slezska je největší Goczałkowická přehradní nádrž (32 km²) na Visle následovaná Turawskou přehradní nádrží (24 km²) na Malé Pěně, v české části pak Slezská Harta (10,7 km²) na Moravici spojená s vodním dílem Kružberk. Miliczské rybníky v údolí Barycze jsou největší rybniční soustavou ve Slezsku, k dalším patří Žabí kraj na Těšínsku a oblast Poodří jižně od Ostravy.
Převážná část území se rozprostírá v nížinách. Z hlediska geomorfologického členění jde o oblasti Slezská nížina, Třebnický val a Miliczsko-hlohovská sníženina v rámci subprovincie Středopolské nížiny, na západě zasahují také Sasko-lužické nížiny a na severozápadním okraji několik menších celků náležejících Jihobaltskému pojezeří. Pahorkatiny se vyskytují na východě, jsou začleněny do oblastí Slezská vysočina a Woźnicko-wieluńská vysočina. Jižně od nich se táhne pás Severních Vněkarpatských sníženin.
Přirozenou jižní hranicí Slezska tvoří řada pohoří Krkonošsko-jesenické subprovincie, v polštině, němčině a slezštině dodnes hromadně označovaných Sudety, a také Moravskoslezské Beskydy a Slezské Beskydy, které jsou součástí Karpat. Obě pohoří od sebe odděluje Moravská brána. Nejvyššími horami jsou: Sněžka (1603 m n. m.), Vysoké kolo (1510 m n. m.) a Praděd (1491 m n. m.).

### Dolní a Horní Slezsko

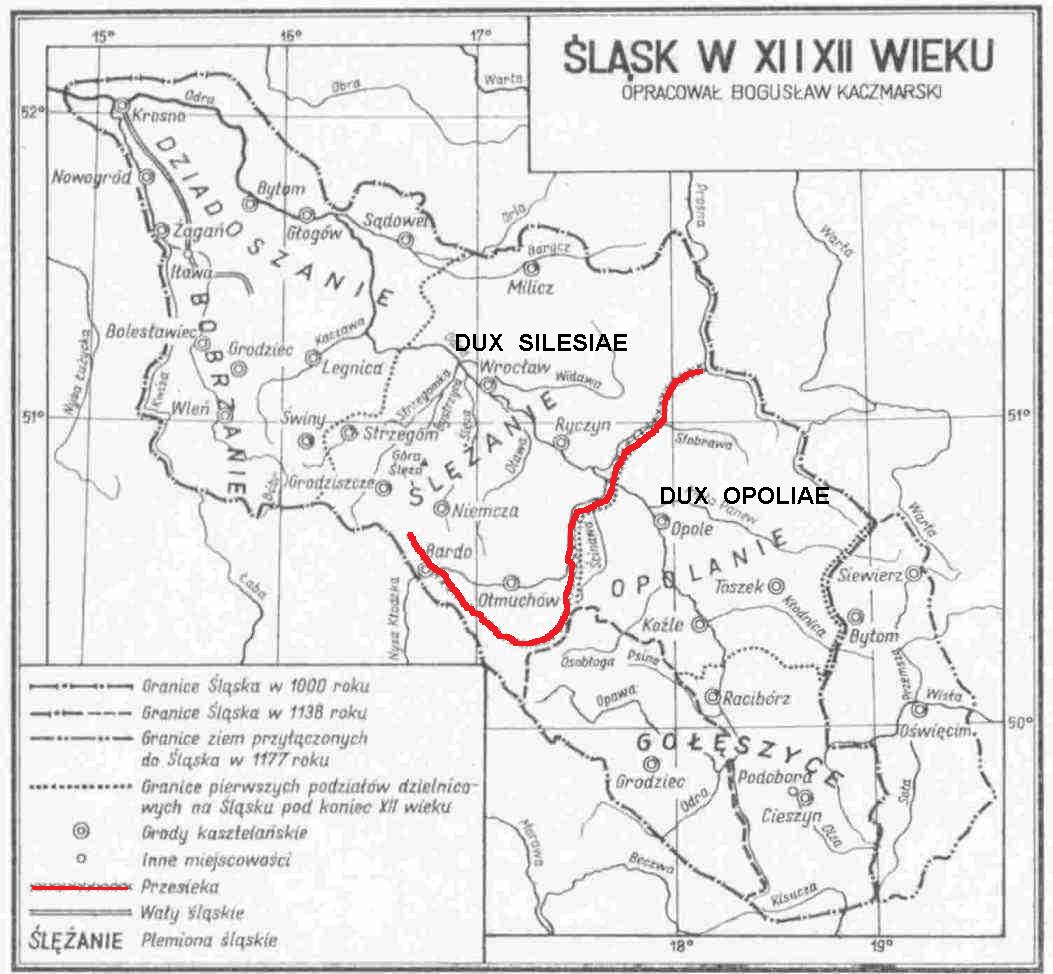
Slezská přeseka na mapě středověkého Slezska

Slezsko se tradičně dělí na „Dolní“ a „Horní“ podle relativní polohy ve vztahu k Odře: Horním Slezskem se myslí jihovýchodní část země na horním toku řeky, Dolním severozápadní, která leží dále od pramene (byť se jedná o střední, nikoli dolní tok). Termín Silesia Superior (Horní Slezsko) se v historických pramenech začíná objevovat na sklonku 15. století, pak byl k němu per analogiam vytvořen pojem Silesia Inferior (Dolní Slezsko). Oddělovala je Slezská přeseka – pás neprostupných lesů táhnoucích se podél Kladské Nisy a Stobravy, který představoval přirozenou hranici mezi kmenovými územími Opolanů a Slenzanů, později mezi Opolským a Vratislavským knížectvím.
V novějších dobách toto rozdělení zpečetily kulturní odlišnosti. Dolní Slezsko bylo převážně německé a protestantské, Horní Slezsko etnicky smíšené a spíše katolické. Po druhé světové válce prošlo Dolní Slezsko výměnou populace a úplnou polonizací, Horní Slezsko si naopak zachovalo svůj mnohokulturní ráz. V souvislosti s problematikou slezské národnosti, jazyka a autonomie, která se dolnoslezských oblastí netýká, bývá pojem Slezsko zužován jenom na Horní Slezsko.
Moderní průběh hranice mezi Dolním a Horním Slezskem je diskutabilní. V hornoslezských regionalistických kruzích se nejčastěji Horní Slezsko definuje jako území bývalého pruského vládního obvodu Opolí spolu s celým bývalým Rakouským Slezskem. Niské knížectví včetně Jesenicka a také okolí Kluczborku (součást Břežského knížectví) se však původně řadily k Dolnímu Slezsku a kulturně-společensky s ním vykazují mnoho společných rysů (např. výměna populace po roce 1945). Termín Horní Slezsko je odmítán částí obyvatel Těšínska, kteří zdůrazňují svou odlišnou identitu („císařáci“ vs. „prušáci“) a prosazují vyčleňování Těšínska, potažmo celého Rakouského Slezska, jako třetího hlavního subregionu. V českém úzu je běžné používat pro celou českou část výraz Slezsko bez přívlastků a pojem Horní Slezsko vztahovat jen na oblasti ležící v Polsku. Dolní Slezsko bývá hovorově ztotožňováno s územím Dolnoslezského vojvodství.

### Největší města

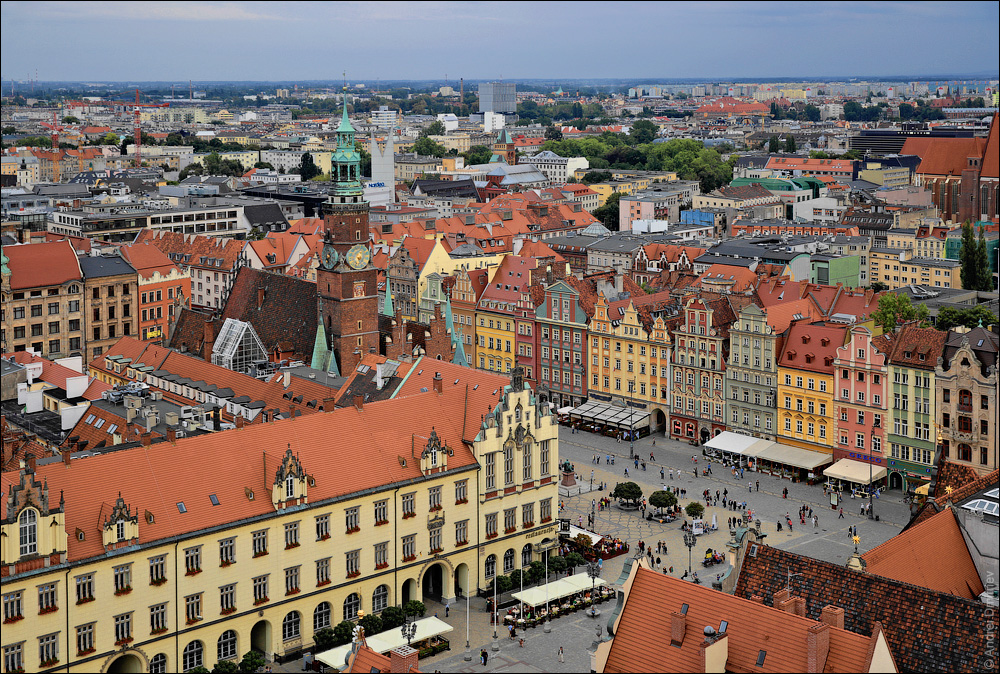
Vratislav

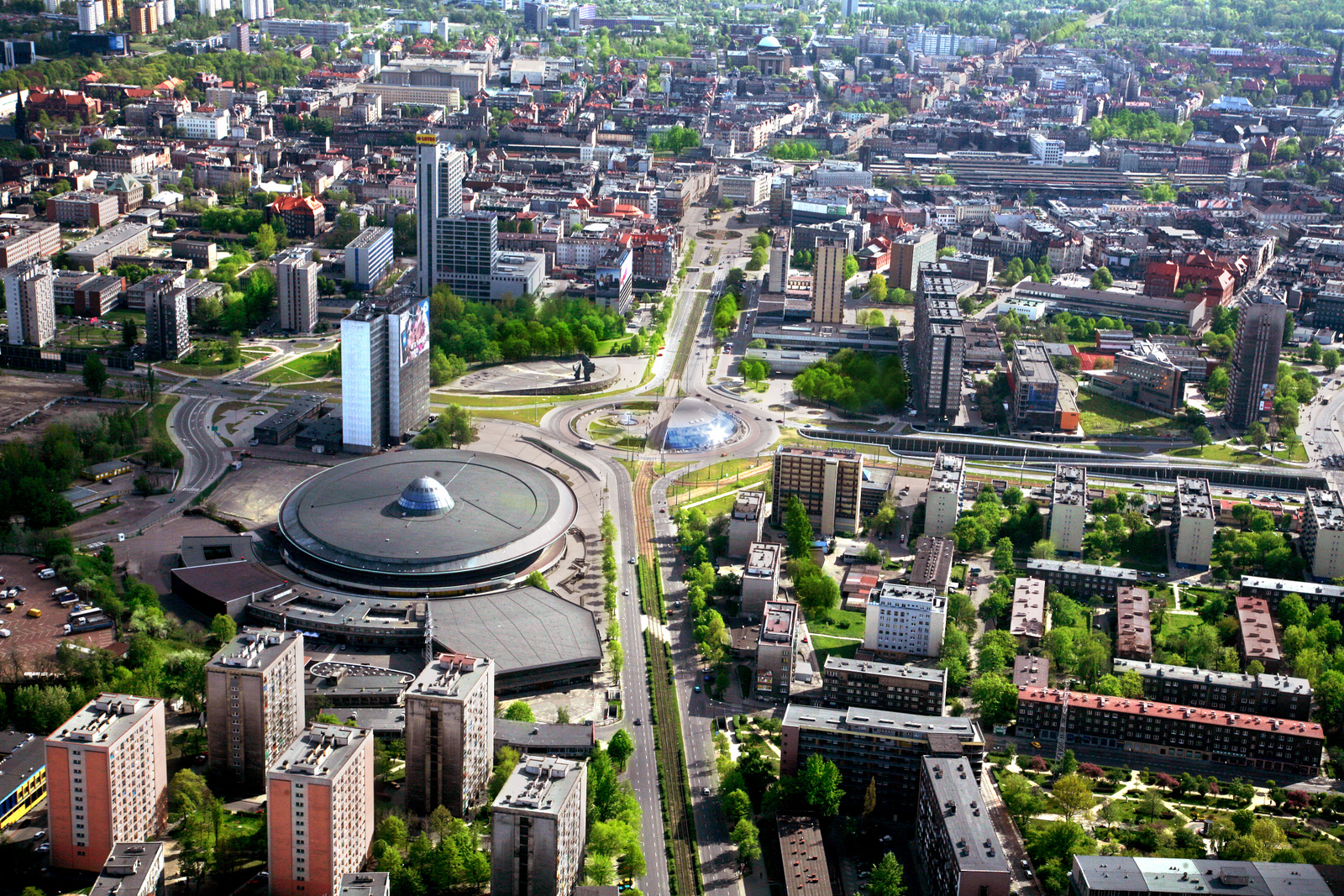
Katovice

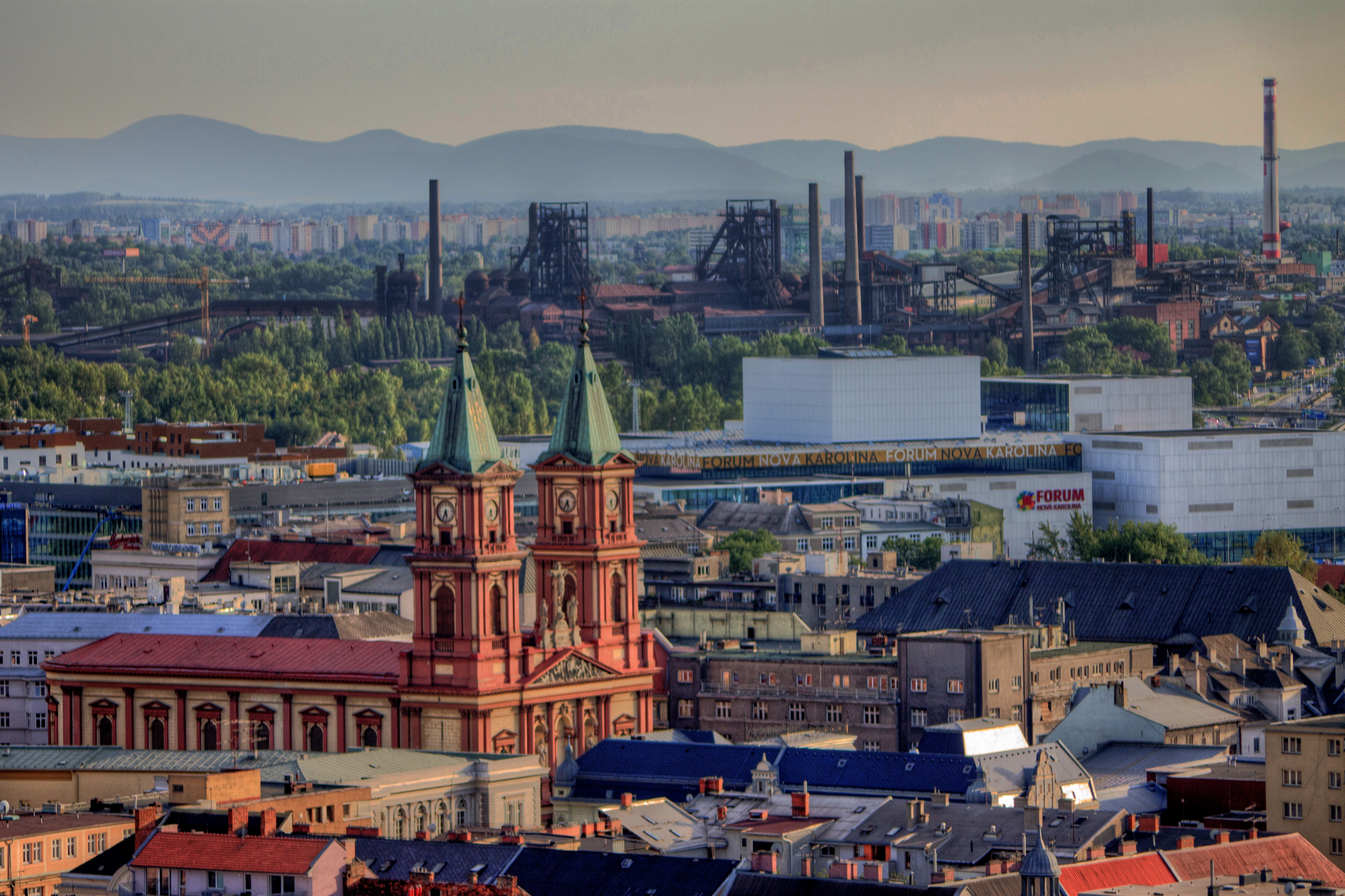
Ostrava

Největším městem Slezska a jeho tradiční metropolí je Vratislav. V roce 2019 měla 642 869 trvale registrovaných obyvatel, přičemž reálný počet obyvatel včetně studentů, cizinců a dalších osob bez trvalého bydliště byl vratislavským magistrátem odhadován na 825 tisíc až 1 milion. Aktuálně je čtvrtým největším městem v Polsku, podle populačních prognóz má ale do roku 2030 předstihnout Lodž a posunout se na třetí pozici.
Katovice čítaly na konci roku 2019 292 774 stálých obyvatel a jsou jádrem dvoumilionové konurbace rozkládající se na obou stranách slezsko-malopolské zemské hranice. Podle nejužší definice tvoří konurbaci 19 měst, z nichž kromě Katovic 13 leží ve Slezsku. Jsou to Hlivice (178 603), Zabrze (172 360), Bytom (165 263), Slezská Ruda (137 360), Tychy (127 590), Chořov (107 807), Myslovice (74 618), Siemianowice Śląskie (66 841), Tarnovské Hory (61 422), Slezské Pěkary (55 030), Świętochłowice (49 557), Mikulov (40 423) a Knurów (38 310).
Srovnatelnou velikost má Ostrava: 298 335 k 1. lednu 2019. Ve Slezsku leží 14 ze 23 městských obvodů, které dohromady měly 121 520 obyvatel, ostatní se nacházejí na Moravě. Většina ostravské aglomerace se rozkládá ve Slezsku, včetně měst Havířov (71 698), Frýdek-Místek (54 805), Karviná (51 373), Orlová (29 122) a Bohumín (20 960).
Mezi katovickou a ostravskou metropolitní oblastí se rozkládá Rybnický uhelný okruh, jehož jádro tvoří města Rybnik (137 782), Jastrzębie-Zdrój (88 425), Žárov (62 670) a Vladislav (47 813). Tyto tři aglomerace bývají dohromady označovány jako Slezská metropolitní oblast.
Dále nad 100 tisíc obyvatel mají:
- Bílsko-Bělá (170 663)
- Zelená Hora (141 222)
- Opolí (128 305)
- Valbřich (111 356)

Mezi 50 až 100 tisíc obyvatel čítají:
- Lehnice (99 350)
- Zhořelec (z toho 55 980 v německé části[12] a 30 231 v polské části)
- Jelení Hora (79 061)
- Lubin (72 300)
- Hlohov (66 980)
- Kandřín-Kozlí (60 641)
- Těšín (z toho 34 424 v polské části a 23 488 v české části)
- Svídnice (56 803)
- Opava (56 112)
- Ratiboř (55 189)

## Dějiny

### Rané dějiny

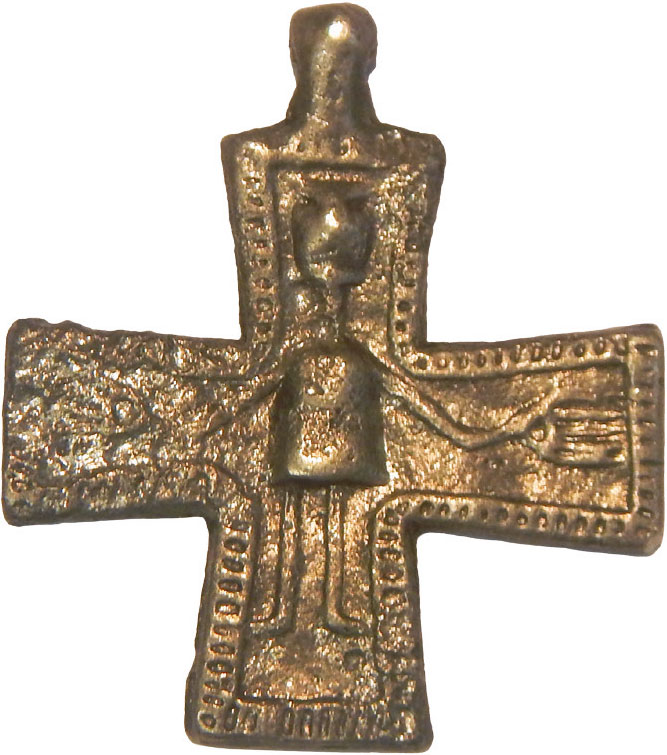
Velkomoravský kříž z 10. století nalezený ve Vratislavi

V době bronzové obývali dnešní Slezsko nositelé lužické kultury. V posledních staletích před naším letopočtem se objevily germánské kmeny, které byly v období stěhování národů kolem roku 550 až 600 nahrazeny Slovany. Germánské osídlení proběhlo prostřednictvím Vandalů, kteří se sem přesunuli z jižní Skandinávie okolo roku 120 př. n. l. K hlavním vandalským kmenům patřili Silingové, první obyvatelé Slezska doložení v římských kronikách, od nichž je podle některých teorií odvozen název země. Archeologické nálezy dokazují, že v předgermánské době zde žili rovněž Keltové. Podle mladších objevů lze usuzovat, že kultury obou společností časem splynuly. V 6. století n. l. se vydala většina Vandalů na jih, některé klany však zůstaly a nově příchozí Slované žili zpočátku po boku zůstavších Germánů. Rovněž v tomto případě poukazují archeologické výzkumy na to, že obě společnosti přirozeně splynuly. Místa větších ozbrojených střetů nejsou známa.
Bavorský geograf se zmiňuje o čtyřech slezských kmenech: Slenzané (v Dolním Slezsku v okolí hory Ślęża), Dědošané (pravděpodobně na severozápadě Dolního Slezska v okolí Hlohova), Opolané (v Horním Slezsku v okolí města Opolí) a Holasici (na Těšínsku a Opavsku). Kosmova kronika česká uvádí také Bobřany (na řece Bobr) a Třebovany (pravděpodobně v okolí Třebnice). V 9. století se jejich kmenová území dostala pod vliv Velkomoravské říše, což potvrzují archeologické nálezy, ovšem to, jestli Slezsko bylo přímo součástí mojmírovského státu, zůstává mezi historiky spornou otázkou. Podle populární hypotézy proběhla velkomoravská expanze ve dvou etapách: roku 875 ovládla vojska Svatopluka I. kraj Holasiců a Opolanů a následně po roce 885 vtrhla přes Kladskou kotlinu do Dolního Slezska. Po pádu Velké Moravy v roce 907 si Slezsko podmanila česká knížata z rodu Přemyslovců. Vratislavovi I. se někdy přisuzuje založení hradiště Vratislav – budoucího hlavního města Slezska. Nicméně pravděpodobnější je, že to vzniklo až kolem roku 983 a bylo na počest Vratislava pojmenováno zpětně, pokud souvislost mezi názvem města a jménem českého knížete vůbec existuje.

Slezsko mezi českým a polským státem v 11. století.

V roce 990 dobyl Slezsko s říšskou podporou piastovský kníže Měšek I. Třebaže zakládací listina pražského biskupství zahrnuje i slezská území, hlavním nástrojem christianizace se stalo vratislavské biskupství založené v roce 1000, které spadalo pod hnězdenskou církevní provincii. Hranice Slezska v té době jsou běžně ztotožňovány právě s územím vratislavské diecéze. 11. století uplynulo ve znamení přetahované o Slezsko mezi raně českým a raně polským státem. V roce 1038 obsadil zemi Břetislav I., který využil trvajícího pohanského lidového povstání proti Piastovcům. Takzvaná pohanská reakce měla ve Slezsku proběhnout obzvlášť vehementně, již kolem roku 1033 byla zbourána vratislavská katedrála a na jejím místě obnoven slovanský chrám. Opět k Polsku připojil Slezsko Kazimír I. Obnovitel kolem roku 1050, což stvrdil Quedlinburský mír v roce 1054. Kazimír se rovněž zasloužil o obnovení vratislavského biskupství. Další česko-polská válka vypukla záhy v 60. letech, když Boleslav II. Smělý odmítl platit Čechům tribut ze Slezska. Konflikty a vzájemné vpády na území pokračovaly s různou intenzitou i na přelomu 11. a 12. století (významnou epizodou je například neúspěšné obležení Hlohova roku 1109, kterého se zúčastnil Svatopluk Olomoucký) a ukončil je teprve Kladský mír z roku 1137, jenž ponechal většinu slezského území Polsku. Jen Opavsko, Krnovsko a Hlubčicko, které již za Břetislava I. přešly do olomoucké diecéze, připadla Soběslavovi I. a stala se načas součástí Moravy. Byla též vyřešena otázka českého Kladska, na které si v průběhu 11. století dělali Piastovci nároky.

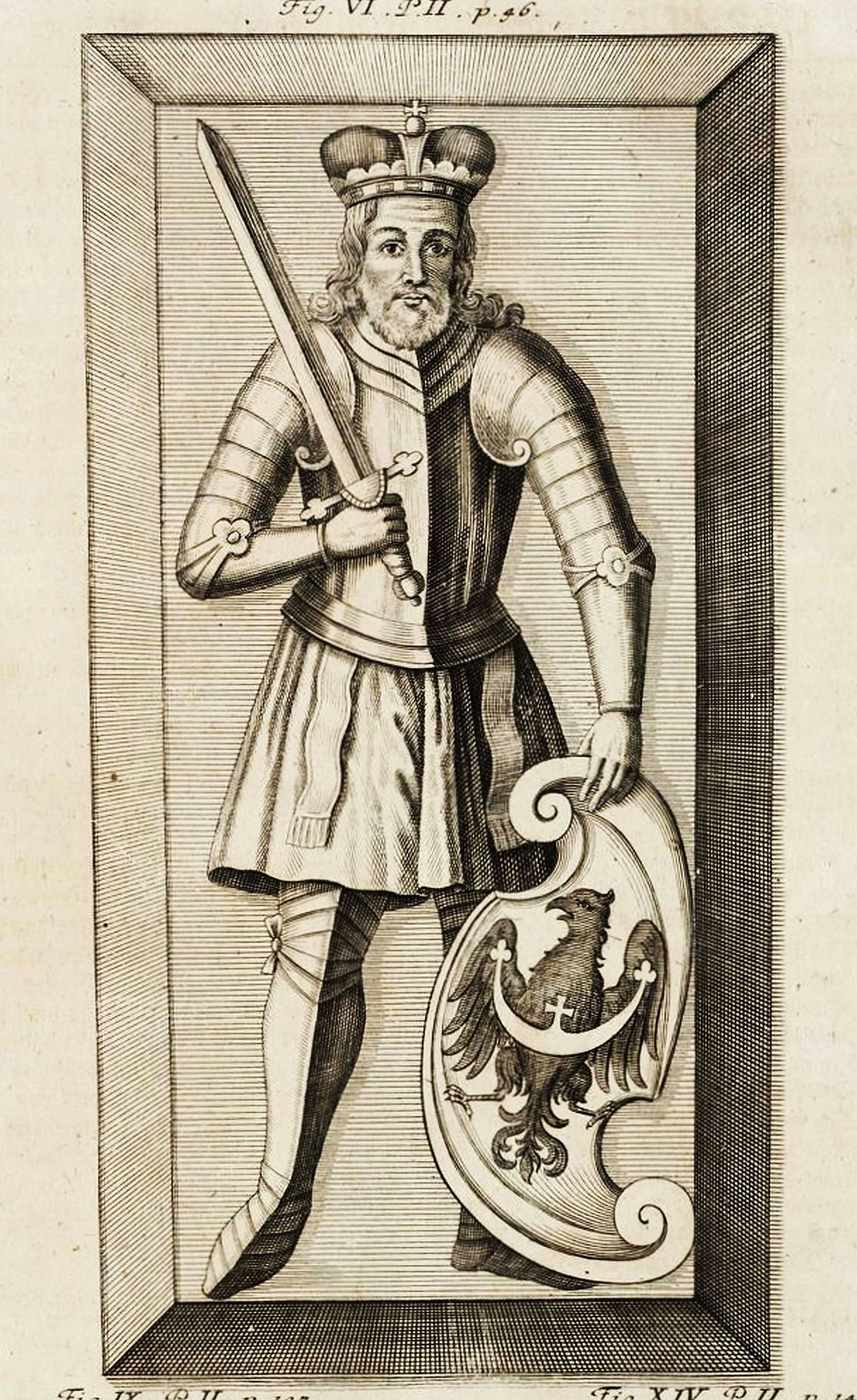
Náhrobní deska Jindřicha I. Bradatého

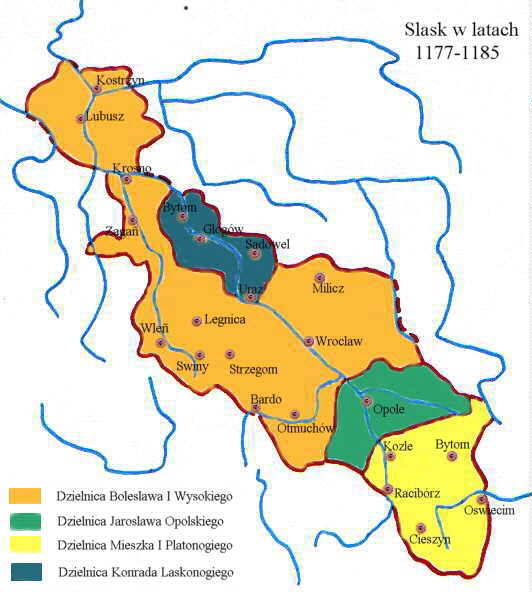
Slezsko po roce 1177 s vyděleným Hlohovskem, Opolskem a Ratibořskem

Roku 1138 dochází na základě testamentu Boleslava III. Křivoústého k rozdělení polského státu na čtyři části. Vzniká tak Slezské knížectví, jehož prvním panovníkem a zakladatelem slezské větve Piastovců byl Vladislav II. Vyhnanec. Vladislavův spletitý konflikt s bratry nakonec vedl k jeho útěku do Čech a následně do Saska v roce 1146 a období vlády Boleslava IV. Kadeřavého ve Slezsku, proti němuž bojovali císařové Konrád III. a Fridrich I. Barbarossa. Roku 1162 se do země vrátili Vladislavovi synové: Boleslav I. Vysoký, Měšek I. Křivonohý a Konrád Hlohovský. Na podnět Boleslava I. vznikl cisterciácký klášter Lubuš, který se stal významným střediskem slezského písemnictví a pohřebištěm prvních slezských knížat. Vydělením ratibořského, opolského a hlohovského údělu v roce 1172, potažmo 1177, začíná proces drobení Slezska na řadu polonezávislých knížectví. Zároveň v roce 1177 došlo k rozšíření Slezska (ratibořského údělu) na východě o bytomskou a osvětimskou kastelánii, jež byly dříve součástí Krakovska. Dočasně zemi sjednotil Jindřich I. Bradatý v roce 1230, který zároveň vešel do dějin jako zakladatel měst (prvním slezským městem vysazeným v roce 1211 podle magdeburského práva byl Goldberg neboli Złotoryja) a iniciátor německé kolonizace. Jeho žena Hedvika byla prohlášena za světici a je hlavní patronkou Slezska. Syn Jindřich II. Pobožný padl roku 1241 v bitvě u Lehnice při mongolském vpádu, jehož důsledkem bylo zpustošení a vylidnění velké části země a opětovný rozpad monarchie slezských Jindřichů na samostatná knížectví.

### Slezsko součástí Koruny české

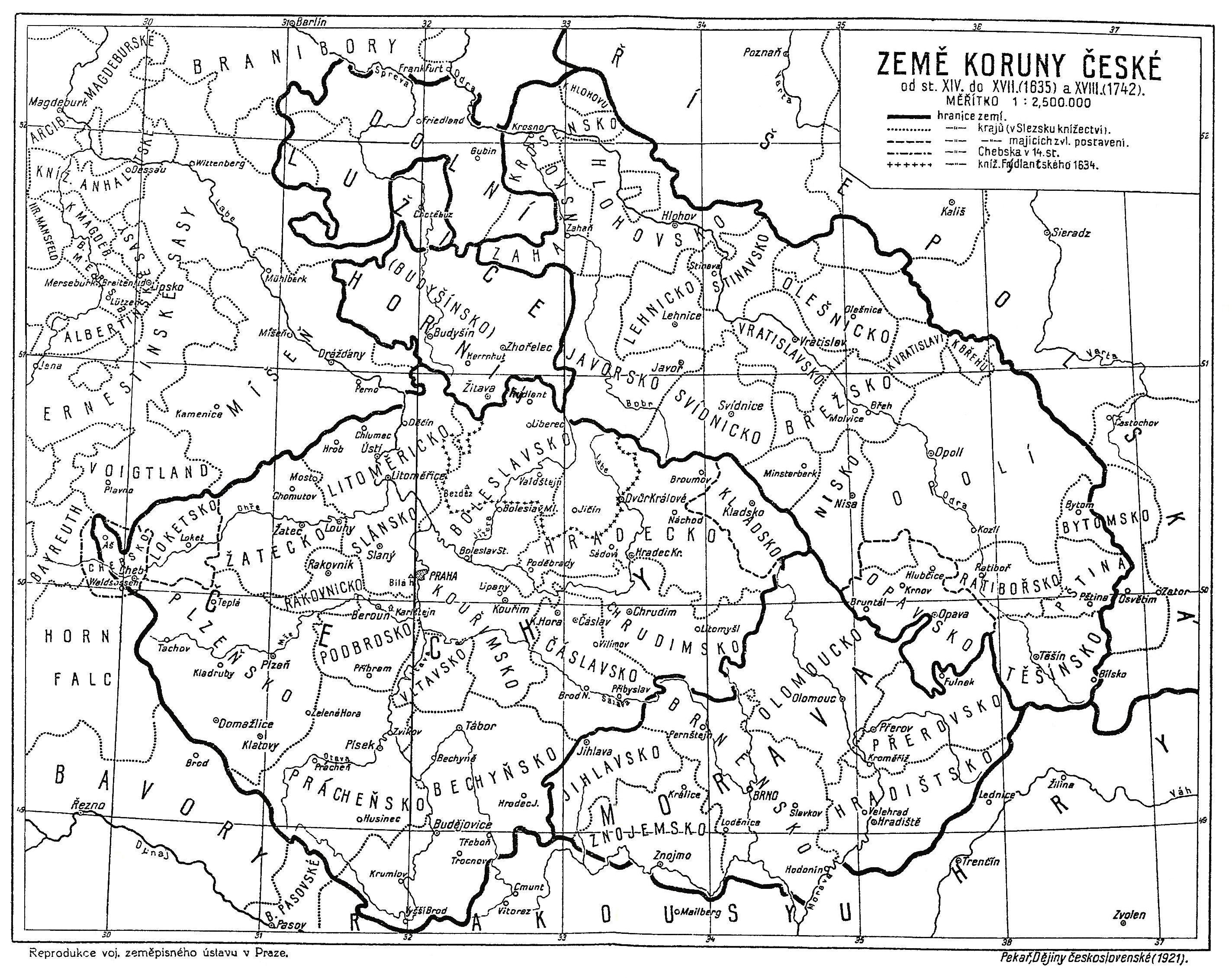
Země Koruny české včetně slezských knížectví

Kazímir Bytomsko-Kozelský byl prvním slezským knížetem, který složil lenní slib českému králi Václavovi II., a sice 9. ledna 1289. Proces sbližování slezských státečků s Českým královstvím pokračoval i po nástupu lucemburské dynastie a jeho vrcholným okamžikem byl rok 1327, kdy se leníky Jana Lucemburského stali vratislavský kníže Jindřich VI. Dobrý a také všichni zbývající panovníci v Horním Slezsku (Těšínsko, Osvětimsko, Opolsko, Pštinsko, Ratibořsko, Falkenbersko, Střelicko). V roce 1329 následovala knížectví Lehnické, Břežské, Olešnické, Zaháňské a Stínavské, roku 1331 pak knížectví Hlohovské, 1336 Minstrberské a 1342 Niské, které bylo majetkem vratislavských biskupů. Bulou ze dne 7. dubna 1348 inkorporoval Karel IV. všechny tyto země do Koruny království českého. Mimo se ocitlo jen Svídnicko-javorské knížectví, které bylo začleněno až po smrti Anežky Habsburské, manželky Boleslava II. Malého, v roce 1392. Začleněním do Koruny české se Slezsko stalo součástí Svaté říše římské, nicméně slezští vladaři nezískali postavení říšských stavů a byli tak podřízení českým králům bez místa a hlasu v říšském sněmu. Již roku 1335 se na základě Trenčínské smlouvy polský král Kazimír III. Veliký vzdal nároků na Slezsko výměnou za to, že se Jan Lucemburský vzdal nároků na polský trůn, který drželi poslední Přemyslovci. Tuto dohodu potvrdil Namyslovský mír z roku 1348 a roku 1372 Kazimírův nástupce Ludvík I.
Vymíráním jednotlivých piastovských větví (1335 vratislavské, 1368 svídnické, 1428 minstrberské, 1492 olešnické, 1504 hlohovské, 1532 opolské, 1625 těšínské, 1675 břežsko-lehnické) připadala postupně jejich území jako odúmrť přímo České koruně. Vůbec posledním mužským představitelem dynastie byl Jiří Vilém Lehnický (1660–1675). Po vymření ratibořských Piastovců v roce 1336 bylo s Ratibořskem na čas spojeno Opavské knížectví, čímž začala opětovná integrace toho území se Slezskem. Mikuláš I. Opavský založil slezskou větev Přemyslovců, která vládla nejdéle v Ratiboři do roku 1521. V 15. století odpadla od Slezska některá území na východě a severozápadě: Osvětimsko bylo odprodáno Polskému království v roce 1457, z něj vydělené Zátorsko taktéž v roce 1494, Seveřsko (původně východní část Bytomska) odkoupil v roce 1443 krakovský biskup a území kolem Krosna (Crossen) a Sulechówa (Züllichau) odpadlo v roce 1482 ve prospěch Braniborska.

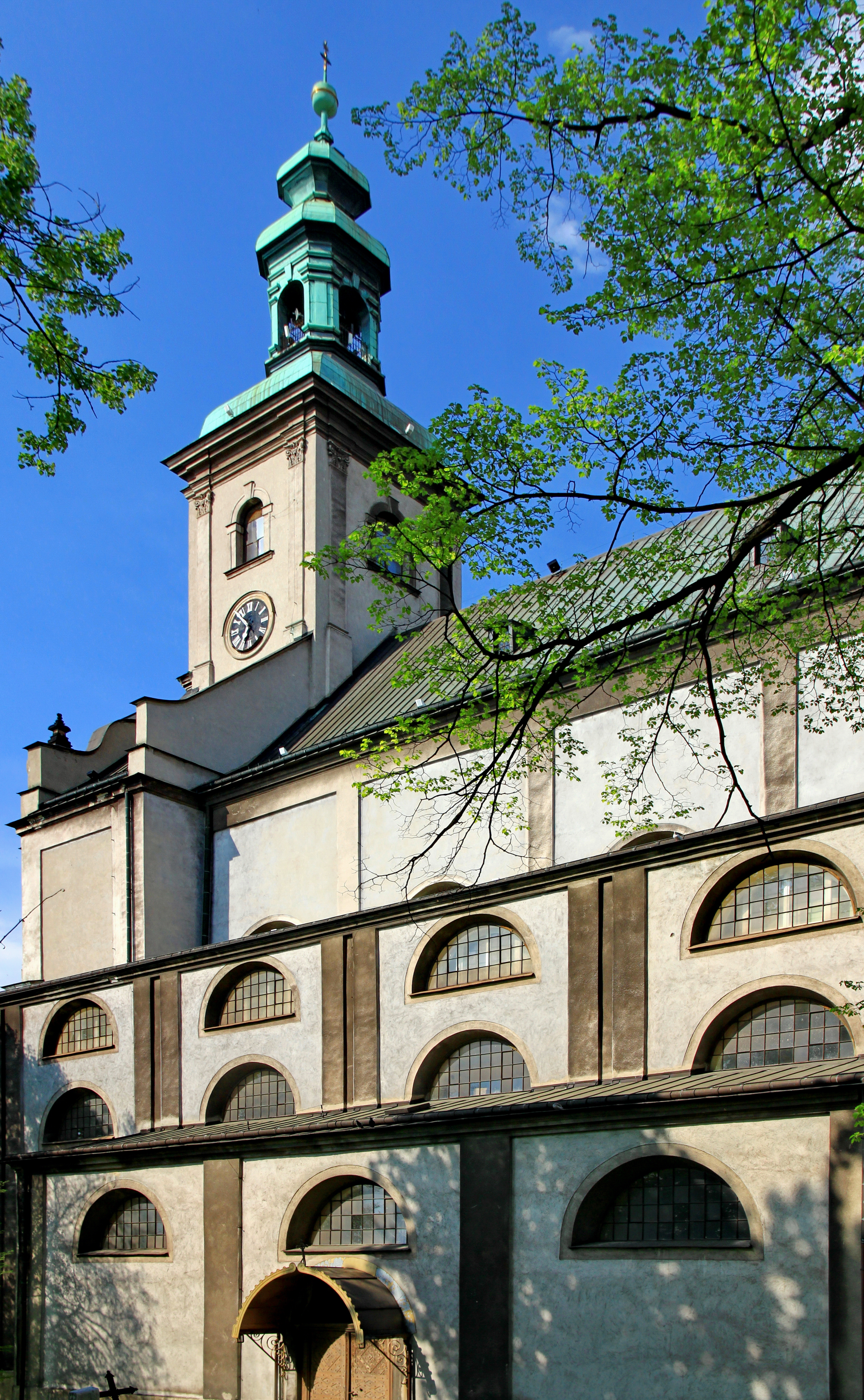
Kostel milosti v Těšíně

Za husitských válek došlo k oslabení vztahu Slezska k Českému království. Jediným významnějším slezským pánem, který se postavil na stranu kališníků byl Boleslav V. Heretik. Řada slezských měst byla dobyta během spanilých jízd, nicméně obyvatelstvo zůstalo převážně katolické. Jiří z Poděbrad zakoupil pro sebe Minstrberské knížectví, jeho potomci drželi potom i Olešnicko až do roku 1647. Za vlády Matyáše Korvína (1469–1490) došlo k určité centralizaci slezské správy, byl zřízen post vrchního hejtmana jakožto zástupce krále (zpravidla jím býval vratislavský biskup) a stavovský sněm. Na rozdíl od husitských myšlenek padly ve Slezsku na úrodnou půdu ideje Martina Luthera. V průběhu 16. století přijala luteránství naprostá většina obyvatel. V Lehnici působící Kaspar Schwenkfeld vyvinul osobitý náboženský směr, který je dodnes zastoupený mezi potomky slezských emigrantů v USA v podobě Schwenckfelder Church. Jistého významu dosáhla též novokřtěnecká skupina gabrielitů. Protestantská víra si udržela své postavení i v pobělohorské době zejména v Dolním Slezsku a na Těšínsku. Po vestfálském míru byla náboženská svoboda pro protestanty ponechána na základě cuius regio, eius religio ve Vratislavi, na Břežsku, Lehnicku, Olešnicku a Volovsku. V ostatních rekatolizovaných knížectvích musel Ferdinand III. Habsburský musel souhlasit s výstavbou v 50. letech 17. století tří „kostelů mírů“ v Javoru, Svídnici a Hlohově. Po roce 1709 následovalo šest „kostelů milosti“.

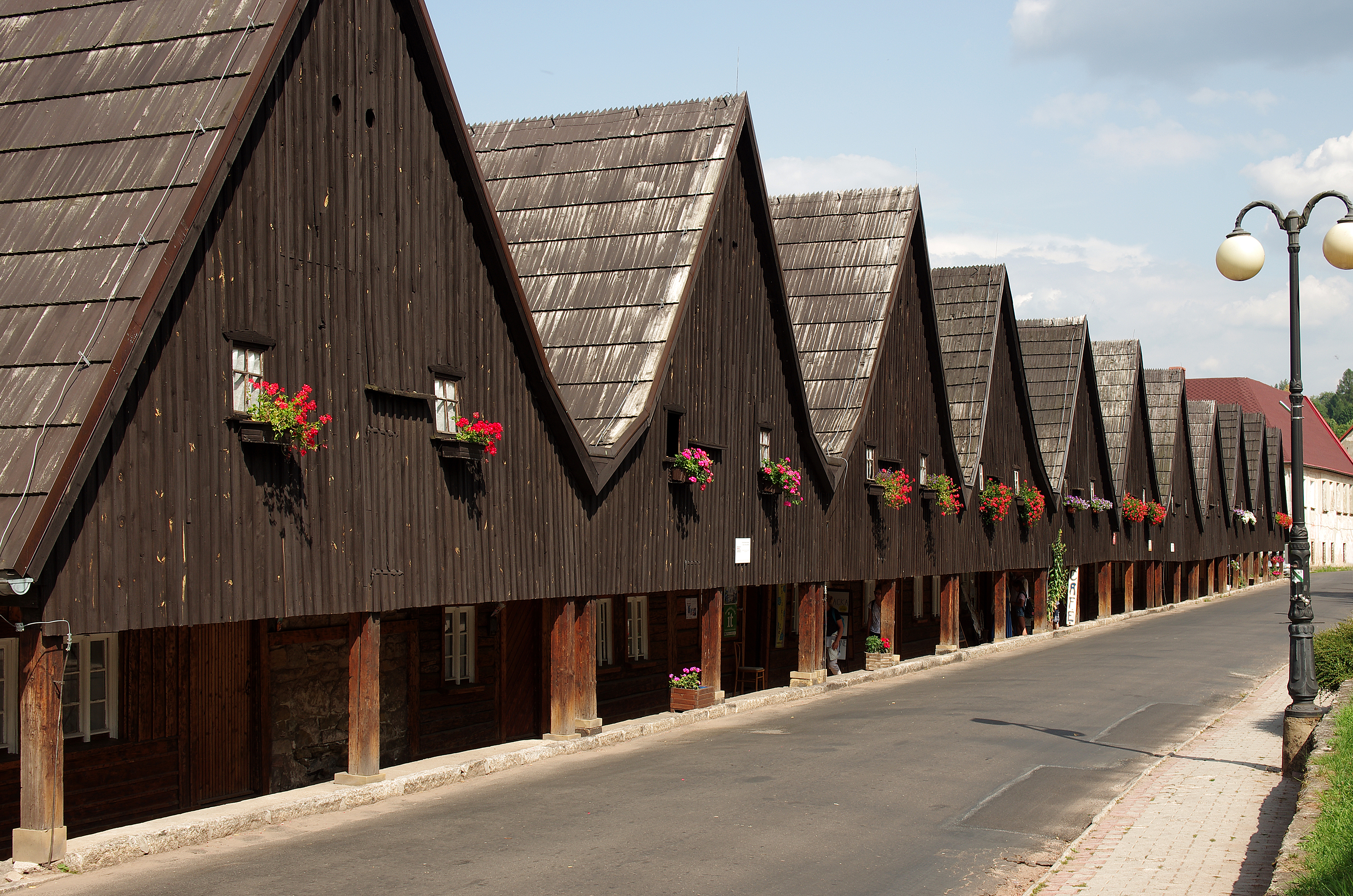
Tkalcovské domky ze 17. století v obci Chełmsko Śląskie

Ekonomický vývoj Slezska v raném novověku se opíral především o dvě odvětví: textilní výrobu a těžbu rud. Významnými centry tkalcovství a soukenictví bylo Bílsko a města v podhůří Sudet: Jelení Hora, Nová Ruda, Landeshut (Kamienna Góra) či Löwenberg (Lwówek Śląski). Díky ložiskům stříbra, olova, mědi a železa se rozvíjel podsudetský hornický revír: Schmiedeberg (Kowary), Kupferberg (Miedzianka), Valbřich, Stříbrná Hora a další. Zlato se těžilo v Cukmantlu (Zlaté Hory), Hlucholazech a Goldbergu (Złotoryja). Důlní řád z roku 1526 a Horní řád z roku 1528 – dvě privilegia vydaná Janem II. Opolským a Jiřím Braniborsko-Ansbašským – položily základ hornictví v Horním Slezsku. Vzniklo tehdy město Tarnovské Hory, jehož stříbrné, zinkové a olověné doly jsou dnes památkou UNESCO. Na těžbu plynule navazovalo hutnictví a hamernictví. V 17. století bylo Slezsko považováno za ekonomicky nejvýznamnější oblast celé Habsburské monarchie, k níž od roku 1526 patřilo. Roku 1702 vznikla ve Vratislavi první slezská univerzita – Academia Leopoldina.

### Pruské a Rakouské Slezsko

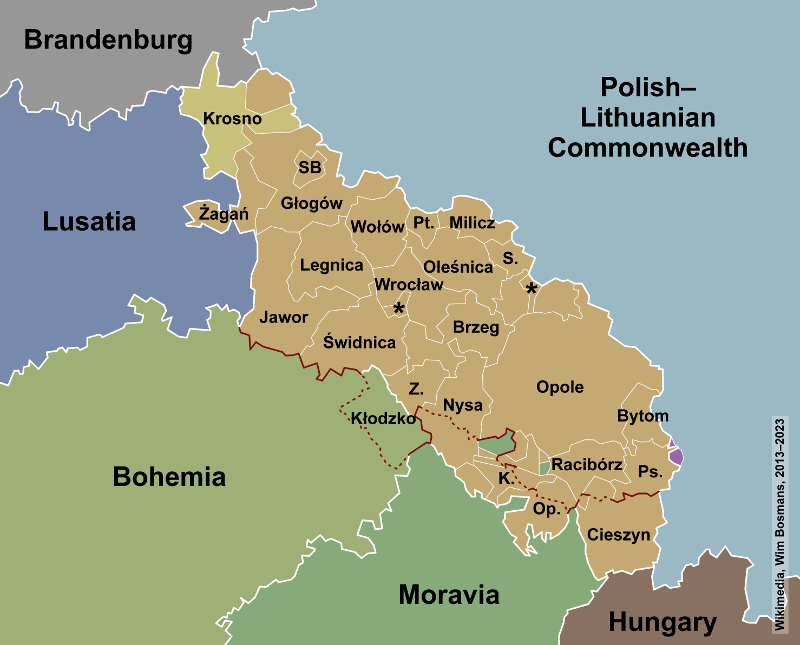
Proměny Slezska po roce 1742

Výsledkem první slezské války mezi Habsburskou monarchií a Pruskem – jedné z tzv. válek o rakouské dědictví vypuklých v souvislosti s neuznáním pragmatické sankce zajišťující Marii Terezii nástupnictví na císařském trůnu –, stvrzeným Vratislavským příměřím z 11. června 1742 a Berlínským mírem z 28. července 1742, bylo rozdělení Slezska mezi dva státy. Většina území připadla Pruskému království, Habsburkové si ponechali pouze Těšínsko (včetně části bohumínského panství) a jižní části Opavského, Krnovského a Niského knížectví. Druhá (1744–1745) a třetí slezská válka (1756–1763), v nichž se Marie Terezie pokoušela zvrátit ztrátu Slezska, nedopadly pro habsburskou říši úspěšně a jen upevnily status quo dosažený v roce 1742.
Z habsburské části vznikla korunní země hovorově nazývaná Rakouské Slezsko se sídlem v Opavě, jež byla v období 1782–1850 spojena s Moravou v rámci jednoho správního celku s názvem Země moravskoslezská. Prusové svůj díl nejdříve rozdělili na 48 okresů a dva departementy (vratislavský a hlohovský), načež při správní reformě v roce 1815 vytvořili provincii Slezsko. Do ní nebyla zahrnuta svobodínská (świebodzinská) enkláva, která nově spadala pod Braniborsko, zato se její součástí stalo Kladské hrabství připojené k Prusku také v roce 1742 a podstatná část Horní Lužice. Provincie se dělila na tři vládní obvody (Regierungsbezirk): Lehnice, Vratislav a Opolí. Vratislav se stala nejen hlavním městem nové provincie, ale i jedním ze tří, vedle Berlína a Královce, sídelních měst pruských králů. Právě na vratislavském zámku sepsal Fridrich Vilém III. v roce 1813 prohlášení An Mein Volk (Mému lidu) povzbuzující k boji proti Napoleonovi, které je považováno za významný milník v utváření celoněmecké národní identity. Od roku 1871 bylo Pruské Slezsko součástí sjednoceného Německa, kdežto Rakouské Slezsko spolutvořilo po roce 1867 Rakousko-Uhersko.

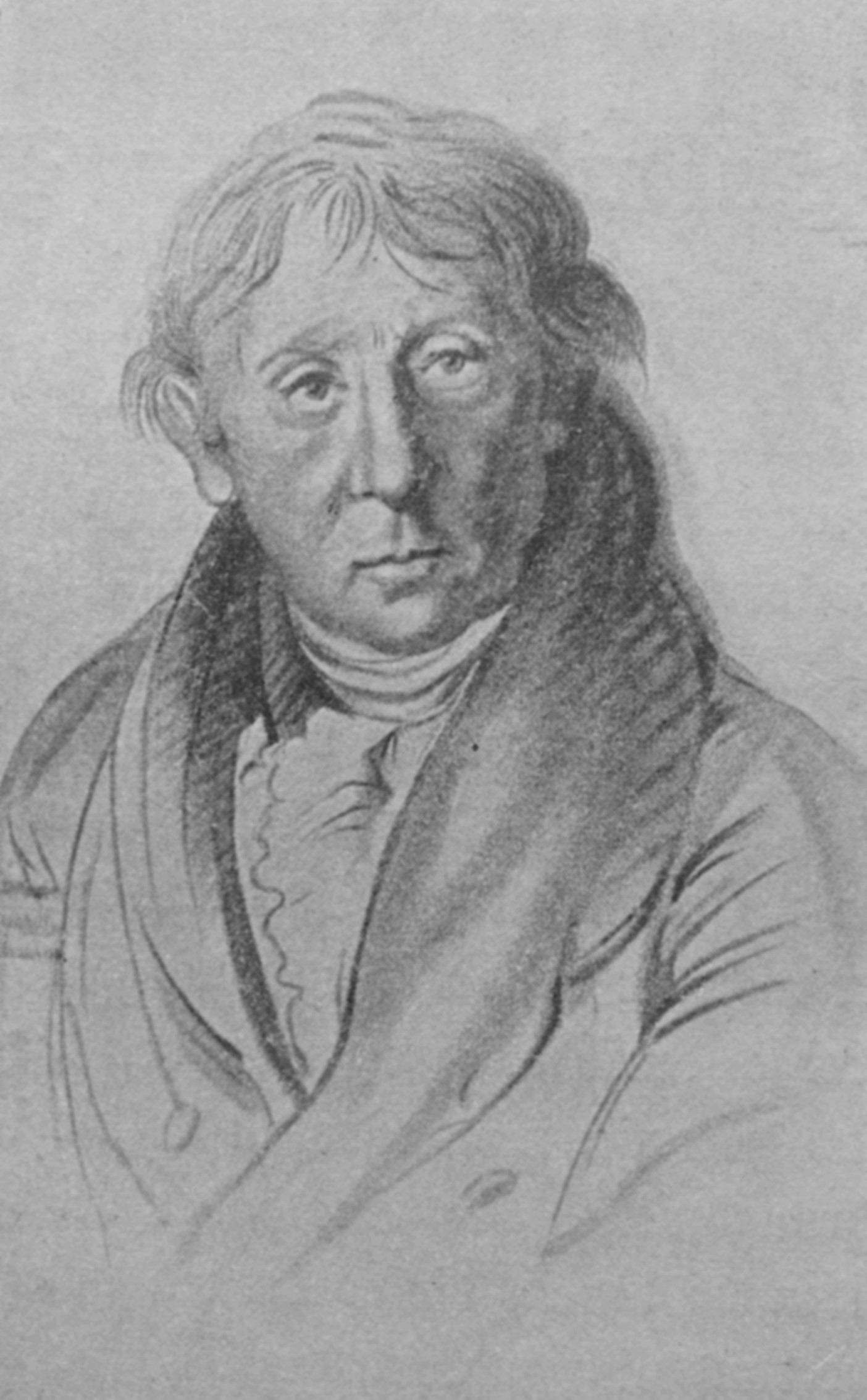
Friedrich Wilhelm von Reden

V 19. století se začala formovat moderní národní hnutí, což ovlivnilo politické a společenské dění především v etnicky smíšeném Horním Slezsku. Podrobněji jazykovou a národnostní problematiku popisuje → sekce Obyvatelstvo.

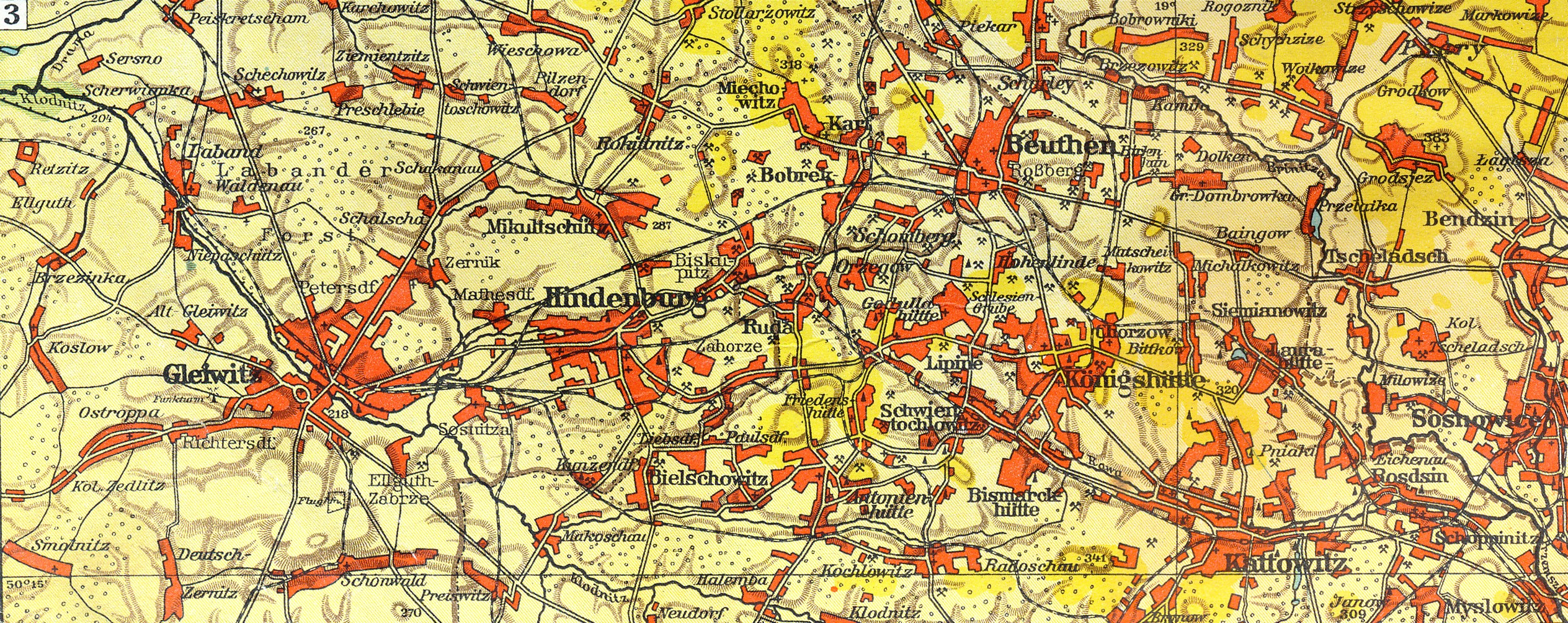
Bytomsko-hlivicko-katovická konurbace na sklonku 19. století

Jinak do života Slezanů ve velkém zasáhla industrializace. V druhé polovině 18. století byla objevena bohatá ložiska černého uhlí v Hornoslezské uhelné pánvi a vznikly tam první černouhelné doly a velkoprůmyslové železárny. Rozvoj oblasti podnítila zejména činnost Friedricha Wilhelma von Redena, ředitele Vyššího báňského úřadu ve Vratislavi v letech 1779–1802, a Johna Baildona, skotského odborníka na metalurgii, který přišel do Slezska v roce 1793. Klodnický průplav spojil v letech 1792–1812 novou průmyslovou oblast s Odrou. Na východním okraji Horního Slezska postupně vzniklo rozsáhlé souměstí, jehož centrem se vedle starých měst Bytom a Hlivice staly Katovice založené na zelené louce v polovině 19. století. K Hornoslezské uhelné pánvi se počítá též ostravsko-karvinský revír, který byl nejvýznamnější průmyslovou oblastí Rakouska-Uherska. V Dolním Slezsku se černé uhlí začalo těžit v oblasti Valbřichu a Nové Rudy. Velkoprůmyslový charakter získalo i tradiční slezské odvětví, tedy textilní výroba. Do dějin vešlo povstání slezských tkalců v roce 1844, jež získalo celoevropský ohlas v rodícím se dělnickém hnutí. První vlak projel z Vratislavi do Olavy dne 22. května 1845. Do konce 19. století Slezsko disponovalo jednou z nejhustších železničních sítí na světě. V roce 1880 byla Vratislav třetím největším městem celého Německa, po Berlíně a Hamburku. Na začátku 20. století čítala již přes půl milionu obyvatel, ale v důsledku růstu ostatních metropolí spadla na sedmou pozici.

### Po první světové válce

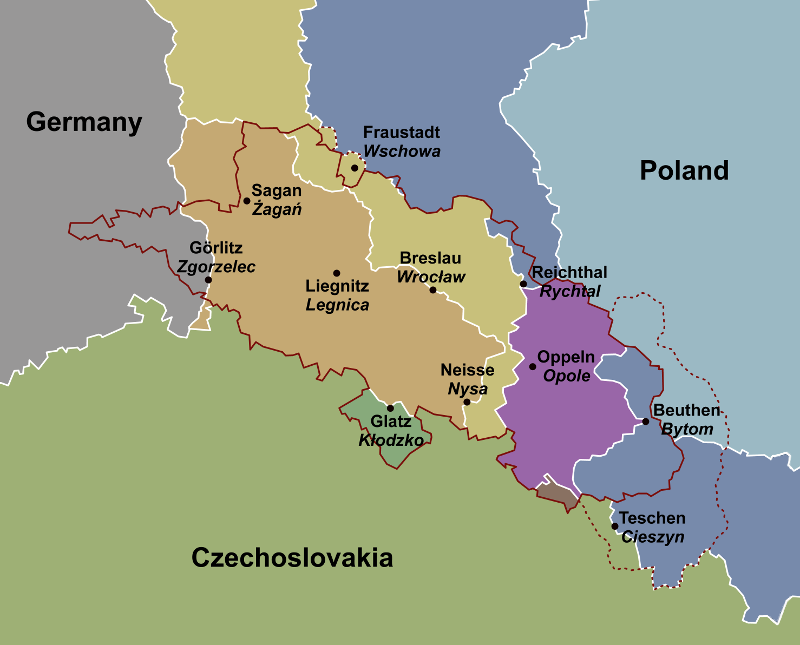
Rozdělení Slezska po první a druhé světové válce

Po první světové válce se Slezsko stalo sporným územím na pomezí Německa a nově vzniklých států: Polska a Československa, které si z historických, etnických a především hospodářských důvodů nárokovaly část země. Jablkem sváru byly zejména uhelné revíry v Horním Slezsku. Situaci komplikovala skutečnost, že se velká část tamních obyvatel nehlásila k žádné státotvorné národnosti, nýbrž k tzv. šlonzáckému hnutí zastupovanému Slezskou lidovou stranou v Rakouském Slezsku a Svazem Hornoslezanů v Pruském Slezsku.

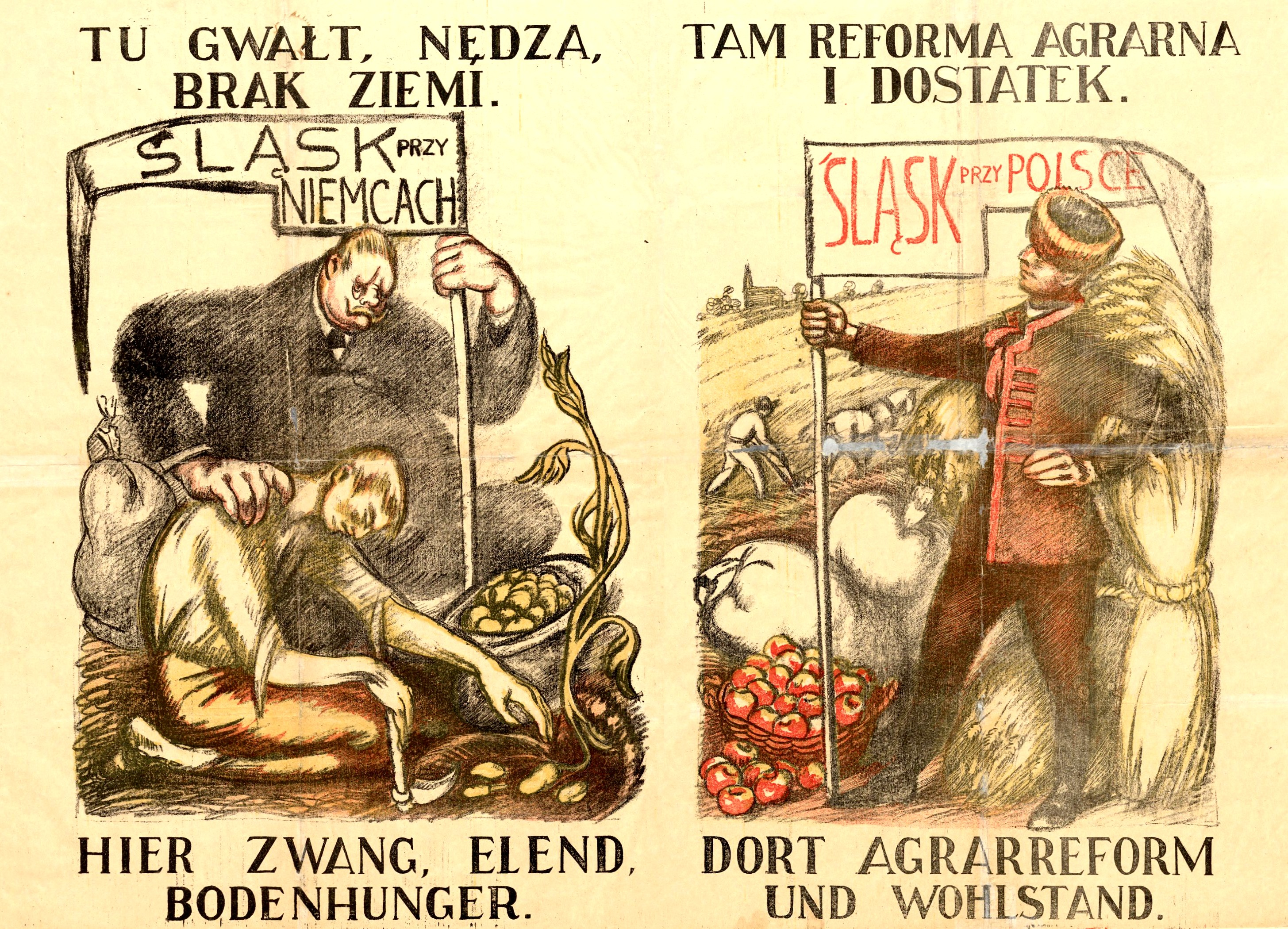
„Tady a tam“ – polský propagandistický plakát z období plebiscitu

Československo-polský spor o Těšínsko vygradoval v lednu 1919 do podoby sedmidenní války, následně se měl konat plebiscit, od nějž bylo nakonec upuštěno a bývalé Těšínské knížectví rozdělila Konference velvyslanců dne 28. července 1920 na dvě zhruba rovné části s tím, že ostravsko-karvinský uhelný revír a Košicko-bohumínská dráha připadly Československu a samotný Těšín byl rozpůlen podél řeky Olše. Bez hlasování a proti vůli obyvatelstva přiznala Versailleská smlouva Československu Hlučínsko – jižní část bývalého pruského okresu Ratiboř. Dále se součástí československého státu stala ostatní území Rakouského Slezska s Opavou, Krnovem a Jeseníkem i přesto, že se tamní obyvatelstvo ze začátku pokoušelo o sjednocení s Německým Rakouskem. Plebiscit se naopak uskutečnil 20. března 1921 v Pruském Slezsku na celém území vládního obvodu Opolí s výjimkou okresu Nisa, Falkenberg, Hlučínska a části Prudnicka. 40,4 % hlasujících se vyslovilo pro připojení k Polsku, 59,6 % zvolilo setrvání v Německu, přičemž Polsko podpořily zejména venkovské oblasti na jihovýchodě plebiscitního území, kdežto Německo západ, sever a všechna větší města. Vyznačení hranic přesně podle výsledků hlasování se jevilo jako neproveditelné a zároveň by bylo neuspokojivé pro obě strany, proto o rozdělení regionu nakonec rozhodla Rada Společnosti národů v říjnu 1921 (s platností od roku 1922). Polsku připadla třetina sporného území (ovšem s polovinou obyvatel a většinou průmyslu) a došlo k rozdělení hlavní průmyslové aglomerace: Bytom, Zabrze a Hlivice zůstaly na německé straně, ostatní města včetně Katovic byla připojena k Polsku. Spor doprovázely tři ozbrojené střety mezi propolskými iredentisty a příslušníky německých paramilitantních organizací (Grenzschutz Ost, Bojová organizace Horního Slezska) známé jako hornoslezská povstání. Od Německa ve prospěch Polska odpadla po první světové válce také okrajová území v Dolním Slezsku: Rychtalsko, část Sycovska a několik pohraničních obcí.

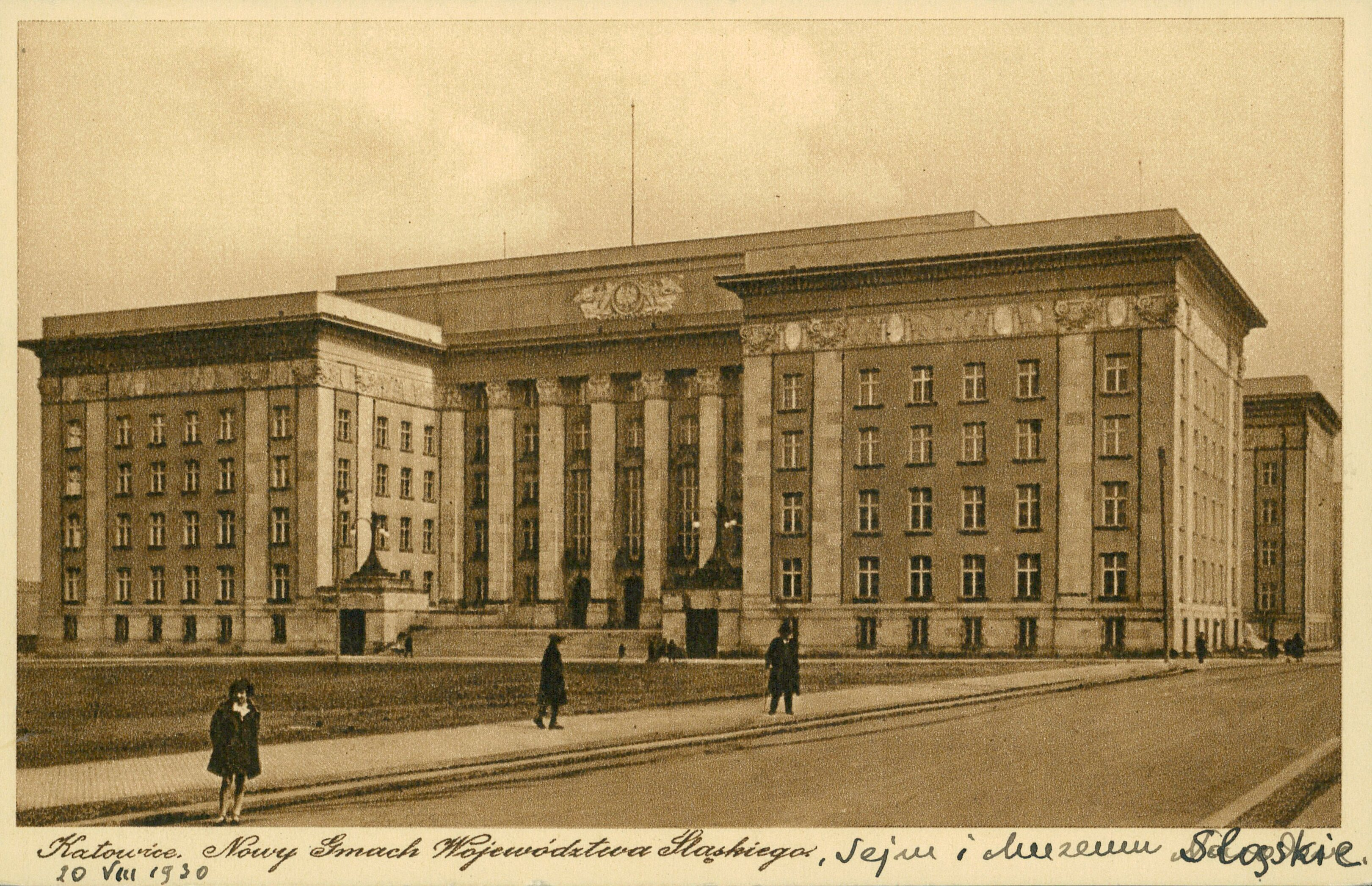
Budova Slezského sněmu v Katovicích

V části Slezska připojené k Polsku bylo vytvořeno autonomní Slezské vojvodství s vlastním parlamentem a státní pokladnou. Jeho hlavním městem byly Katovice, které po připojení vícera sousedních obcí v roce 1924 přesáhly sto tisíc obyvatel a po celé meziválečné období zažívaly prudký stavební boom. Jižně od původního centra vznikla funkcionalistická administrativní čtvrť s monumentální budovou Slezského sněmu a jedním z prvních výškových domů v Polsku. Hornoslezský průmysl povzbudil mnoho Poláků z jiných částí Polska k osídlení již v meziválečném období, a proto se mnoho Poláků usadilo v oblasti Horního Slezska před rokem 1939. Československá část Slezska tvořila původně samosprávnou zemi Slezskou, která byla roku 1928 sloučena s Moravou do země Moravskoslezské. Byť hlavním městem země Slezské zůstala nadále Opava, přirozeným centrem pro české Slezsko začala být Moravská Ostrava, jež stejně jako Katovice zažila období prudkého rozvoje. V roce 1941 byly k Moravské Ostravě připojeny obce na slezském břehu Ostravice a vznikla tak dnešní Ostrava. Německá provincie Slezsko byla v roce 1919 rozdělena na provincii Dolní Slezsko se sídlem ve Vratislavi a provincii Horní Slezsko se sídlem v Opolí. K opětovnému sloučení došlo v roce 1938.

### Druhá světová válka a její následky

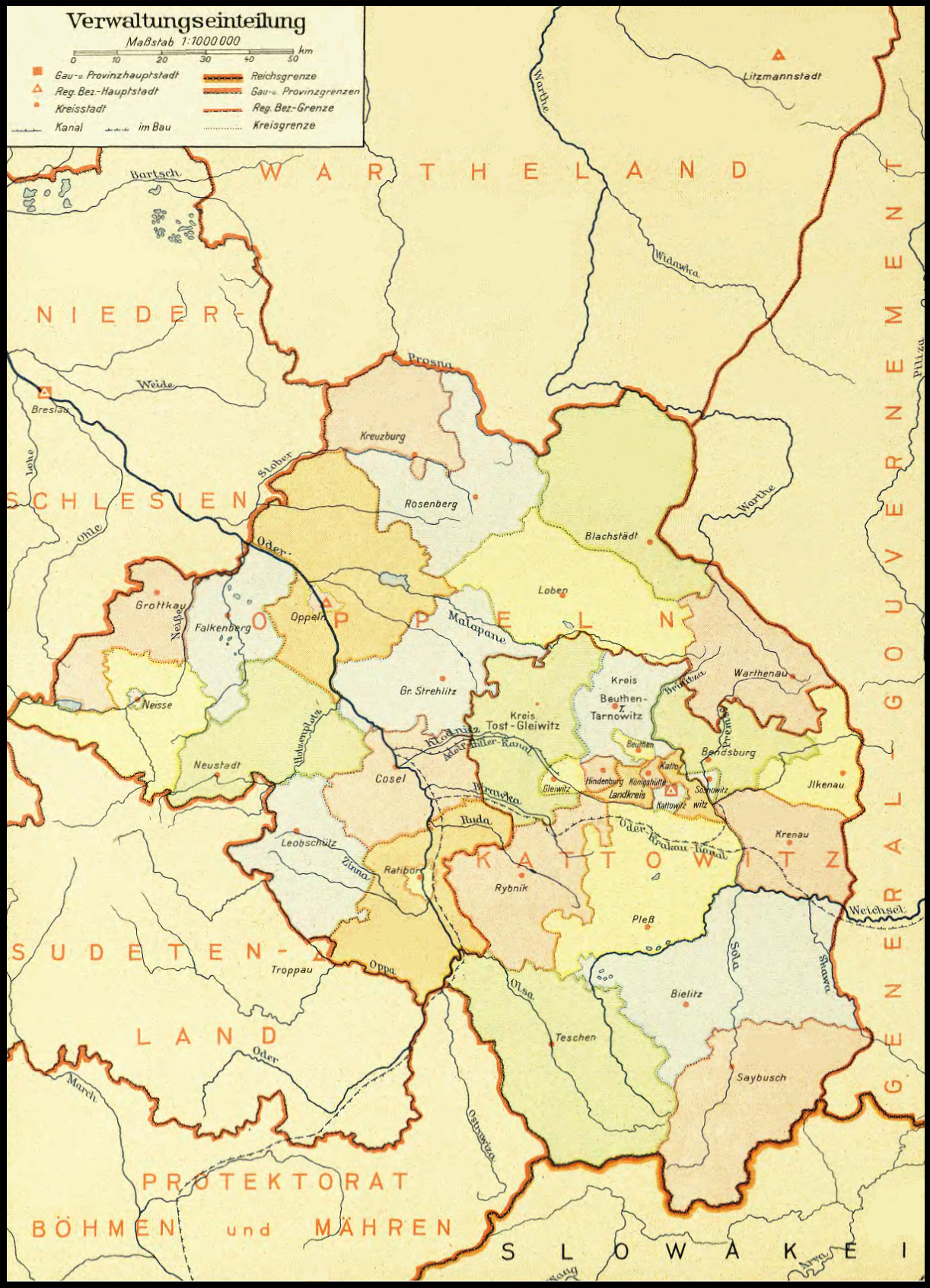
Nacistická provincie Horní Slezsko

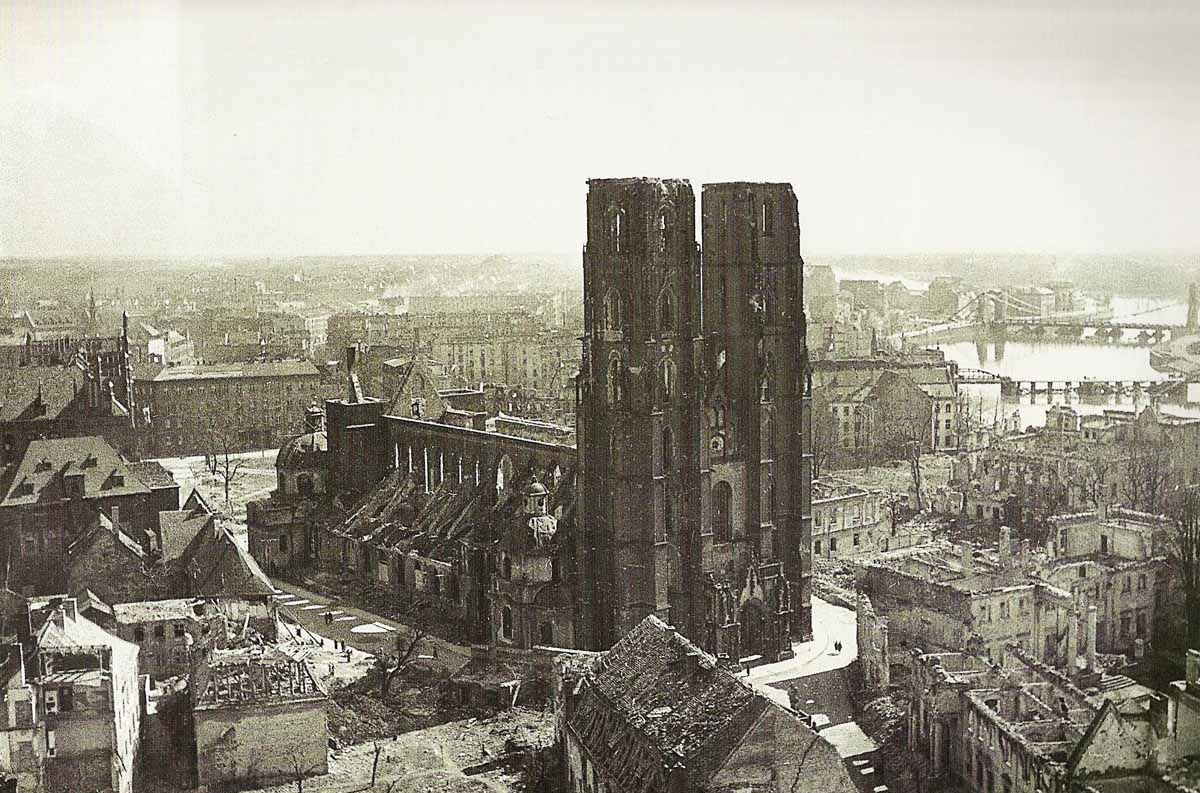
Zničená vratislavská katedrála v roce 1945

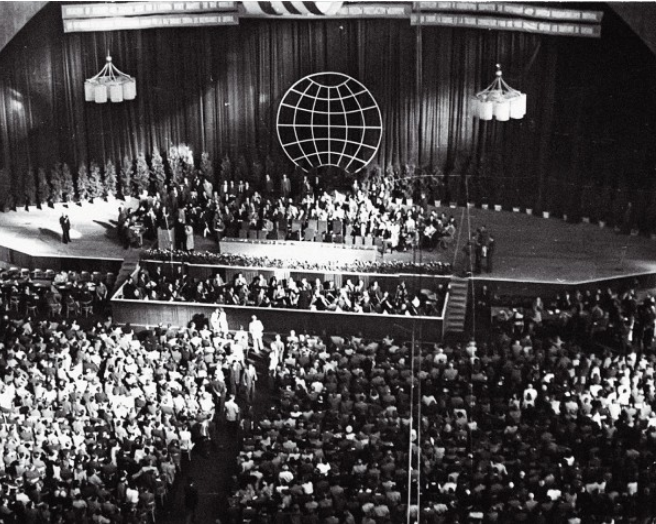
Světový kongres intelektuálů na obranu míru

Nacistickou stranu podpořilo ve volbách v březnu 1933 52 % voličů v Dolním Slezsku a 43,2 % v německé částí Horního Slezska (kde do roku 1932 měla převahu Německá strana centrum). Mezi německou menšinou v Polsku působila Mladoněmecká strana v Polsku, která měla centrálu ve slezském Bílsku a jejímž lídrem byl budoucí starosta toho města Rudolf Wiesner. V československém Slezsku se velké oblibě těšila Sudetoněmecká strana a většina jeho území se v roce 1938 na základě Mnichovské dohody stala součástí Říšské župy Sudety. Ve stejném roce Polsko zabralo část západního Těšínska, tzv. Záolší. Jen několik slezských obcí v okolí Ostravy a Frýdku patřilo pak k Protektorátu Čechy a Morava. Fingované přepadení vysílačky v Hlivicích 31. srpna 1939 posloužilo jako jedna ze záminek pro německý útok na Polsko. Nacistická správa obnovila provincii Horní Slezsko, tentokrát se sídlem v Katovicích, k níž připojila rozsáhlá území v okupovaném Polsku, která od Slezska odpadla v 15. století nebo k němu vůbec nikdy nepatřila: Osvětimsko, Dąbrowskou pánev, Żywiecko, Chrzanów, Zawiercie. Auschwitz se tak formálně nacházelo v hornoslezské provincii. V Dolním Slezsku byl zřízen koncentrační tábor Gross-Rosen.  Za 2. světové války Němci pronásledovali polské a české aktivisty z Horního Slezska (např. 4. září 1939 zavraždili polské aktivisty z Katovic). Němci navíc začali pronásledovat Židy a posílat je do koncentračních táborů a táborů smrti.
Příchod Rudé armády do Slezska začátkem roku 1945 byl spojen s vlnou násilností, rabování a obrovskými materiálními škodami. Některá slezská města byla zničena v souvislosti s boji, například Vratislav prohlášená za Festung Breslau a fanaticky bráněná ještě v květnu několik dnů po pádu Berlína nebo Hlohov, který po dvouměsíčním obležení přišel o 92 % veškeré zástavby. Jiná byla zdevastována již po obsazení Sověty, například Nisa nebo Lehnice, kde se požárům úmyslně zakládaným po kapitulaci Německa říkalo „ohně vítězství“. V Horním Slezsku je poslední lednová neděle vyhlášena Dnem památky hornoslezské tragédie. Má připomínat mj. masové znásilňování slezských žen, masakry na civilním obyvatelstvu (viz např. Miechowický masakr a Przyszowický masakr), oběti deportací do SSSR a také vězně pracovních táborů zřizovaných po válce polskou komunistickou správou nejen pro skutečné nacisty, ale i celou řadu lidí, kteří se provinili jen zápisem na Deutsche Volksliste, přičemž kategorie III. zahrnovala i Slezany mluvící slovanským dialektem a jejími nositeli bylo v roce 1942 přes milion obyvatel provincie Horní Slezsko. Nejznámější jsou tábory v Łambinowicích (Lamsdorf) a v świętochłowické městské části Zgoda.
Postupimská dohoda určila novou východní hranici Německa na Odře a Lužické Nise. Téměř celé bývalé pruské Slezsko připadlo Polsku a stalo se součástí takzvaných Znovuzískaných území. Postupně bylo rozděleno mezi čtyři vojvodství: Katovické, Opolské, Vratislavské a Zelenohorské. Československá část Slezska se vrátila k hranicím před rokem 1938 a po zániku země Moravskoslezské v roce 1948 byla rozdělena mezi Olomoucký a Ostravský kraj. Uvnitř nových německých hranic zůstal jen západní hornolužický výběžek někdejší pruské provincie, který náležel k sovětské okupační zóně a roku 1949 se stal součástí Německé demokratické republiky (zpočátku spolková země Sasko, potom rozděleno mezi kraje Drážďany a Chotěbuz).

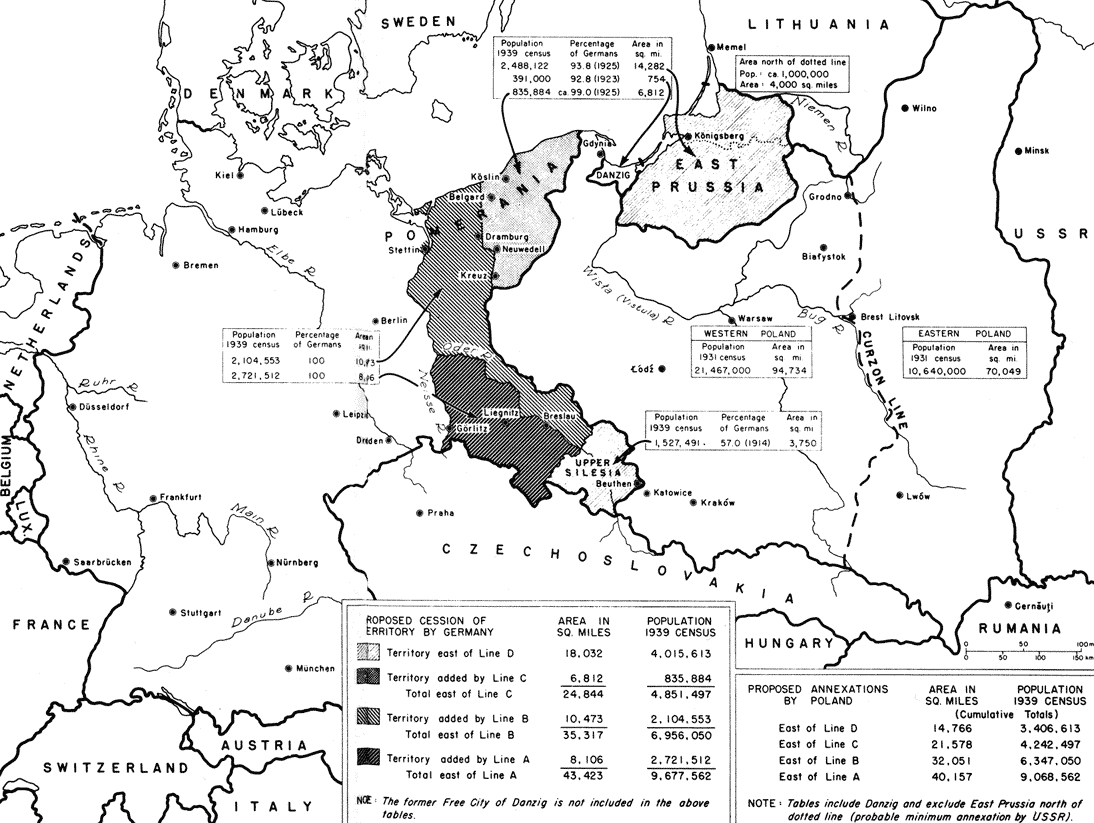
Mapa německé populace určené k vysídlení z území připadlých Polsku včetně Slezska

V letech 1945–1947 proběhl odsun většiny německého obyvatelstva ze Slezska, které nahradili polští přesídlenci z východních území postoupených Sovětskému svazu, polští resp. českoslovenští osadníci z vnitrozemí, polští resp. českoslovenští reemigranti a další skupiny. Poválečná výměna populace je podrobněji popsána v → sekci Obyvatelstvo.
Ve zničené Vratislavi se roku 1948 konala propagandistická Výstava znovuzískaných území a Světový kongres intelektuálů na obranu míru, kterého se zúčastnilo mnoho prominentních osobností poválečné Evropy jako například Pablo Picasso či Aldous Huxley. Od hlavního města Slezska si nové Polsko slibovalo, že svým způsobem nahradí ztracený Lvov, čemuž sloužil přesun některých lvovských vědců na Vratislavskou univerzitu, znovuzřízení polské Národní knihovny Ossolinských ve Vratislavi nebo obnovení na vratislavském náměstí lvovského pomníku Aleksandra Fredry. Nicméně teprve v 80. letech dosáhla Vratislav předválečného počtu obyvatel. Mnoho slezských městeček jak v Polsku, tak v Československu, se nikdy nepodařilo dosídlit a ztratila status města (Osoblaha, Andělská Hora, Dobromierz, Miedzianka, Chełmsko Śląskie a další). Při obnově zničených měst se jen zřídka počítalo s rekonstrukcí památek mladších nežli „piastovské“ gotické kostely a historická jádra často nahradila panelová zástavba. Docházelo rovněž k rozsáhlým asanacím ve městech, která nebyla zasažena válkou (např. Jelení Hora, Kladsko, Svídnice).

### Nejnovější dějiny

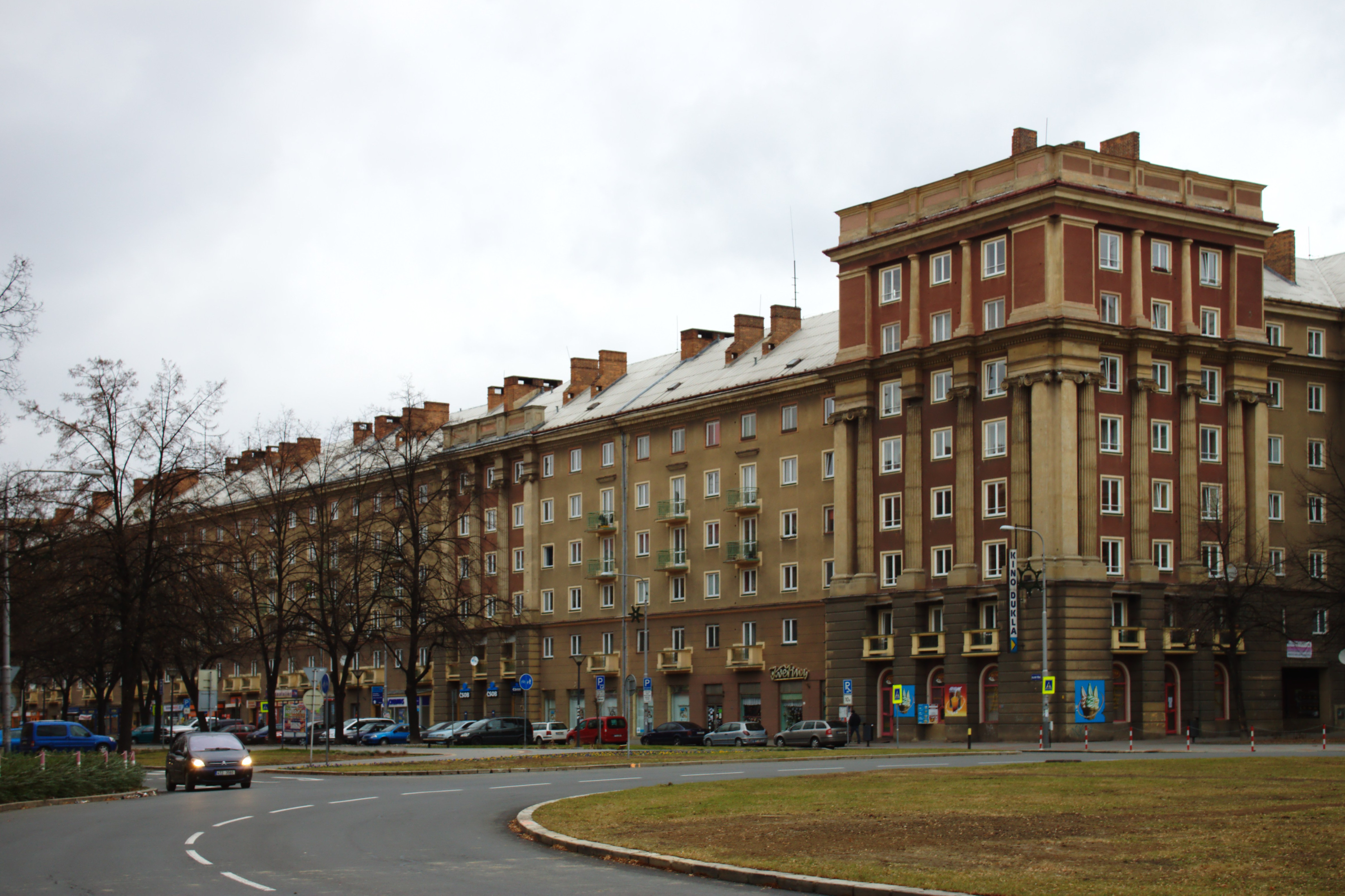
Sídliště Poruba v Ostravě

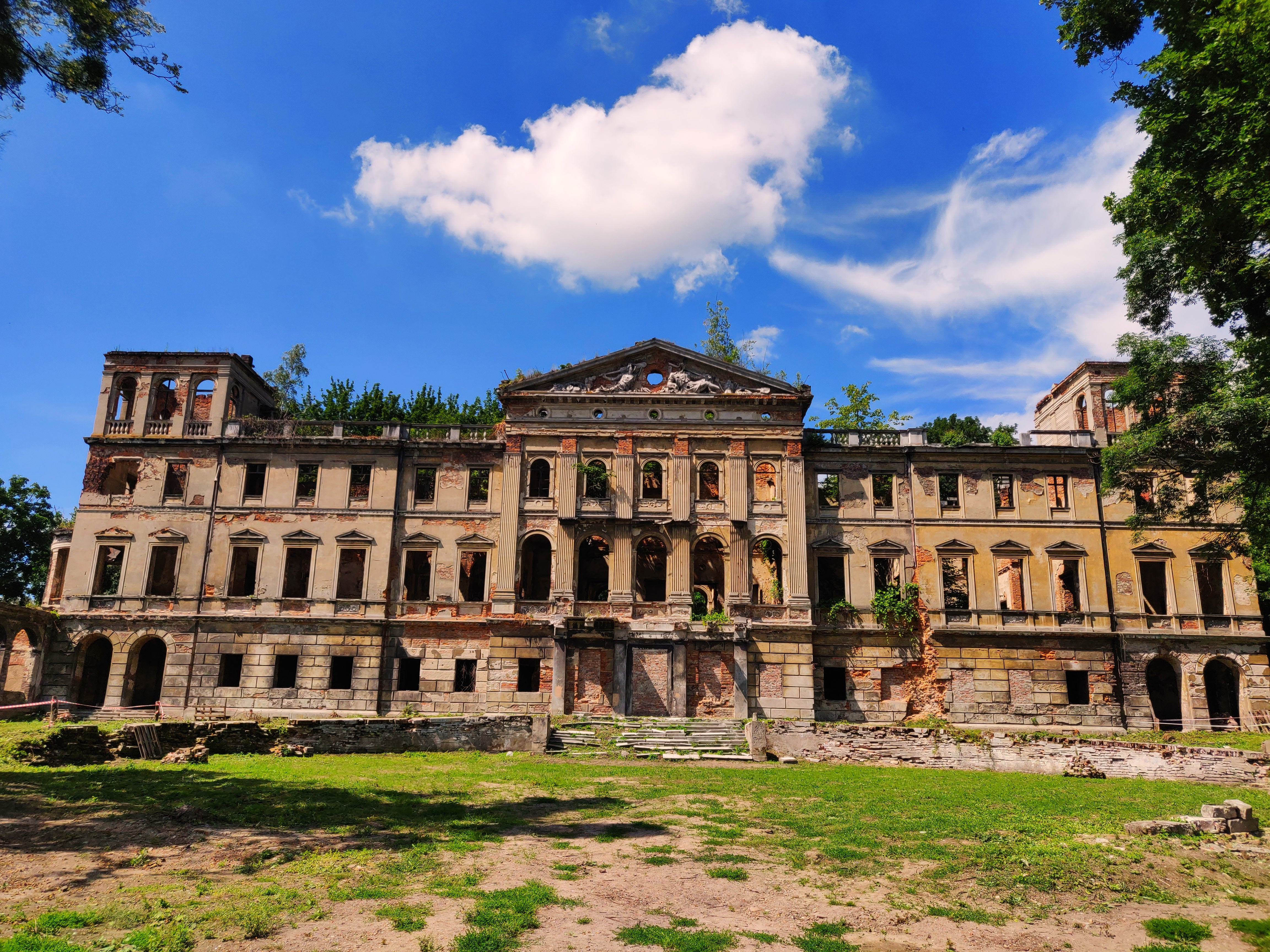
Zámek Sławików zdevastovaný v poválečném období

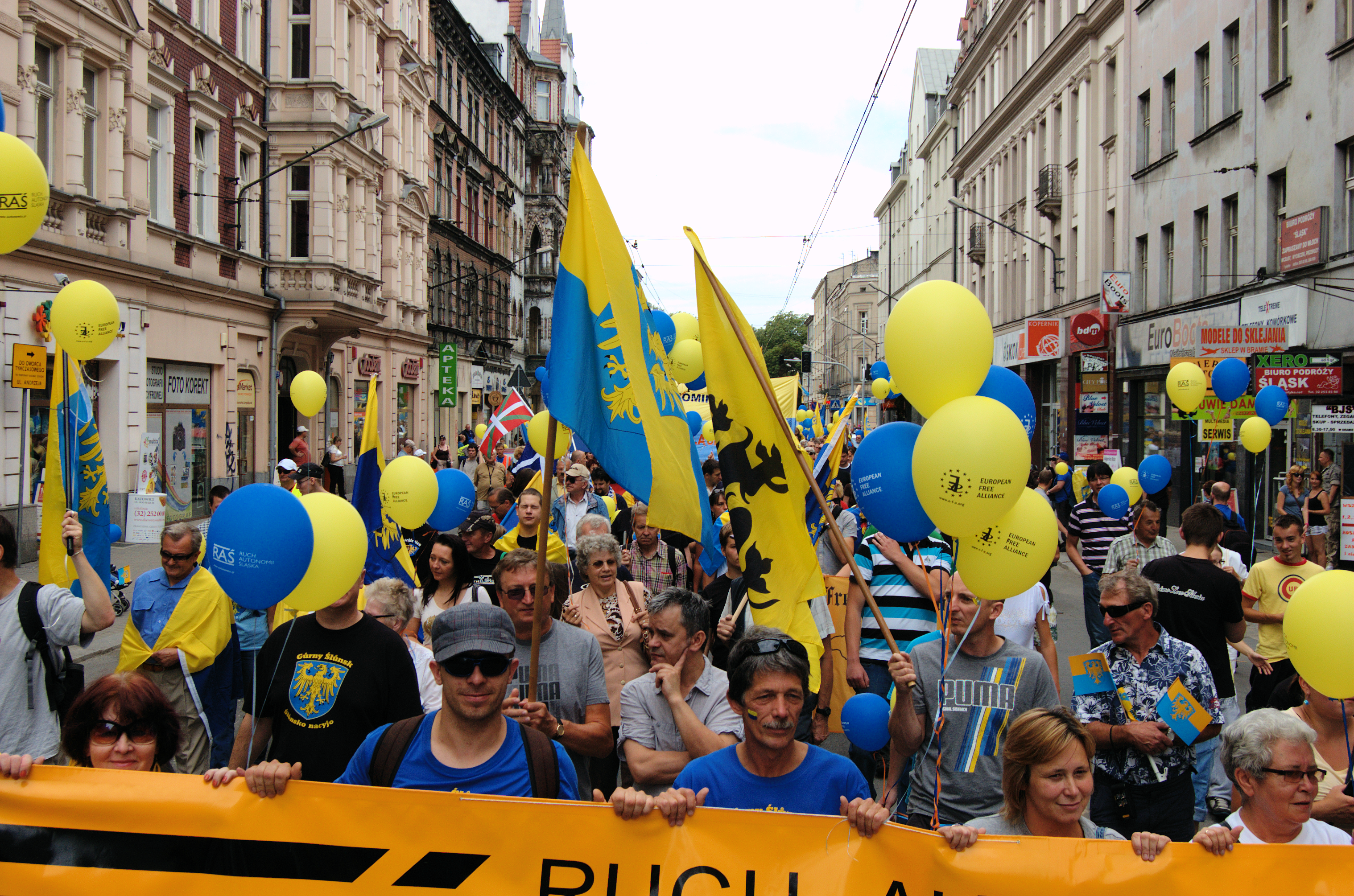
Pochod za autonomii Slezska v Katovicích v roce 2012

V období socialismu důraz byl kladen na rozvoj průmyslových oblastí Slezska. Po celé období Polské lidové republiky a ČSR se Horní Slezsko velmi silně rozvíjelo díky uhelným zdrojům, v polské části Horního Slezska se usadilo mnoho Poláků z různých částí Polska a mnoho Čechů z celého Československa se usadilo v Česká část. Katovice prošly v 60. a 70. letech velkolepou výstavbou nového centra a měly punc města protežovaného a lépe zásobovaného nežli zbytek Polska. Katovická konurbace postupně srostla se sousední Dąbrowskou pánví, s níž poprvé v dějinách ležela v jedné administrativní jednotce. V oblasti – zkratkovitě nazývané Slezsko (Śląsk), což vedlo k vytvoření stereotypu „Slezsko = uhlí“ a mylnému zaměňování rozsáhlé historické země za jedinou aglomeraci na jejím okraji – vznikl nespočet nových sídlišť, ve kterých se usadili přistěhovalci z polského vnitrozemí. Ostrava si vydobyla přezdívku „ocelové srdce republiky“ a taktéž zažila masivní příliv obyvatel z celého Československa a velké urbanistické proměny. Mezi stotisícová města se díky rozvoji průmyslu a přílivu nových obyvatel zařadily Valbřich nebo Bílsko-Bělá. Havířov, Tychy a Jastrzębie-Zdrój jsou příklady satelitních měst vystavěných na zelené louce pro zaměstnance těžkého průmyslu, částečně v duchu socialistického realismu. V 60. letech vznikla nová průmyslová oblast v Dolním Slezsku: Dolnoslezská měďařská pánev kolem Lehnice, Lubinu a Hlohova. Krajinu té části bývalé provincie Slezsko, která od roku 1949 patřila NDR, navždy proměnily povrchové hnědouhelné doly.
Stinnou stránkou reálněsocialistického vývoje bylo kulturní zglajchšaltování Slezska, potírání regionálních odlišností, překrucování historie, které někdy vedlo i k cílenému ničení historických památek („německých“ a „kapitalistických“). Zatímco se stavěla nová města a sídliště, mnohá v souvislosti s těžbou také zanikla, například původní Karviná nebo řada lužickosrbských obcí v Horní Lužici.

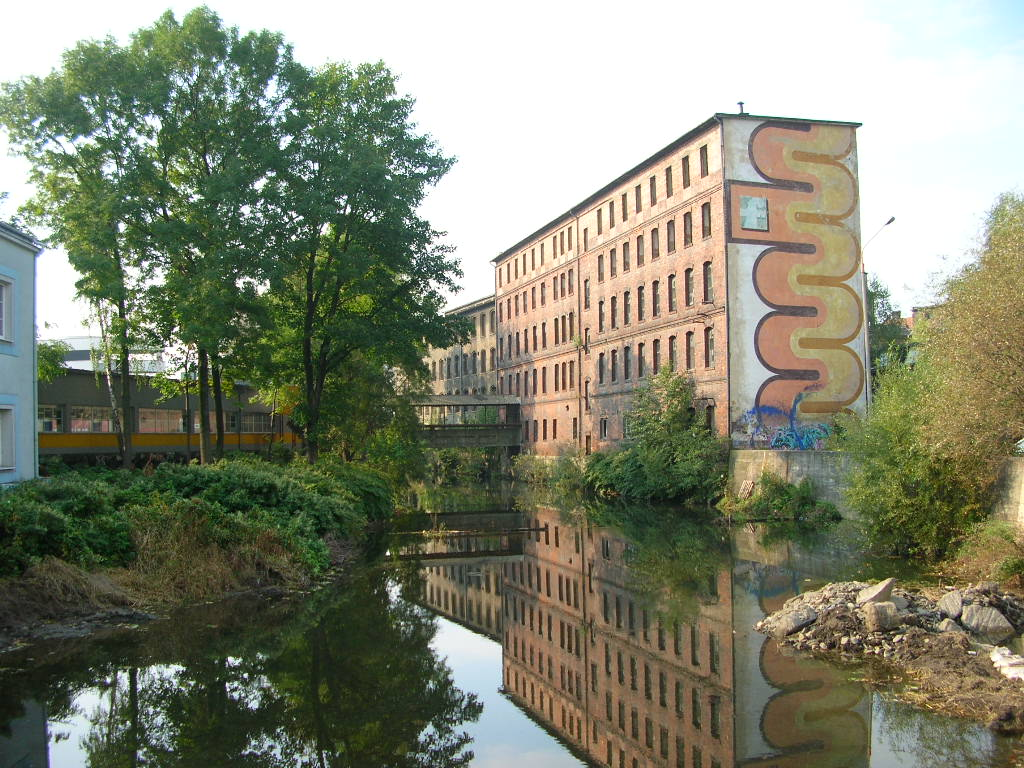
Opuštěné textilní závody v Bílsku-Bělé v roce 2006

Ekonomická transformace po roce 1989 vedla k uzavření mnoha průmyslových podniků ve Slezsku a uvrhla industriální města do dlouhodobé krize. Na Ostravsku, v katovické konurbaci a v podhůří Sudet vznikla řada sociálně vyloučených lokalit. Míra nezaměstnanosti činila například v roce 2002 27,1 % ve Valbřichu a 25,0 % v Bytomi. Tato dvě města nejsilněji vešla na přelomu století do obecného povědomí v Polsku jako symboly nezvládnutých reforem. Fenoménem 90. let se staly tzv. bídašachty (biedaszyby), v nichž se po uzavření dolů ilegálně a primitivním způsobem dobývalo uhlí. Situace se začala postupně zlepšovat po vstupu Polska a Česka do Evropské unie, byť některé strukturální problémy v postižených oblastech přetrvávají.
Na druhou stranu uvolnění politických poměrů přineslo zvýšený zájem o slezskou historii a kulturní dědictví regionu. Vznikly organizace německé menšiny a mnoho lidí se začalo opět hlásit ke slezské národnosti (přes 500 000 lidí z téměř 5 milionů obyvatel Horního Slezska), viz → sekce Obyvatelstvo. Důležitým politickým tématem se stalo obnovení autonomie pro polskou část Horního Slezska, o něž od roku 1991 usiluje Hnutí za autonomii Slezska. Vstup Polska a Česka do Schengenského prostoru v roce 2007 výrazně přispěl k procesu opětovné integrace rozdělené země.
Při správní reformě v Polsku v roce 1975 získaly status krajského města kromě Vratislavi, Katovic, Opolí a Zelené Hory také Bílsko-Bělá, Valbřich, Jelení Hora a Lehnice. Části Slezska byly připojeny k Čenstochovskému, Lešenskému a Kališskému vojvodství. Hranice těchto celků vůbec nerespektovaly historické a kulturní hranice Slezska. V roce 1998 je nahradila čtyři dodnes existující vojvodství, která do značné míry navázala na členění v letech 1950–1975: Slezské se sídlem v Katovicích, Opolské se sídlem v Opolí, Dolnoslezské se sídlem ve Vratislavi a Lubušské se sídlem v Zelené Hoře. Ani jejich hranice neodpovídají Slezsku v zemském smyslu. Československá a následně česká část Slezska byla od roku 1960 začleněna do Severomoravského kraje a při správní reformě v roce 2000 rozdělena mezi Olomoucký a Moravskoslezský kraj. Německé lužické Slezsko patří po znovusjednocení spolkové zemi Sasko.

## Obyvatelstvo

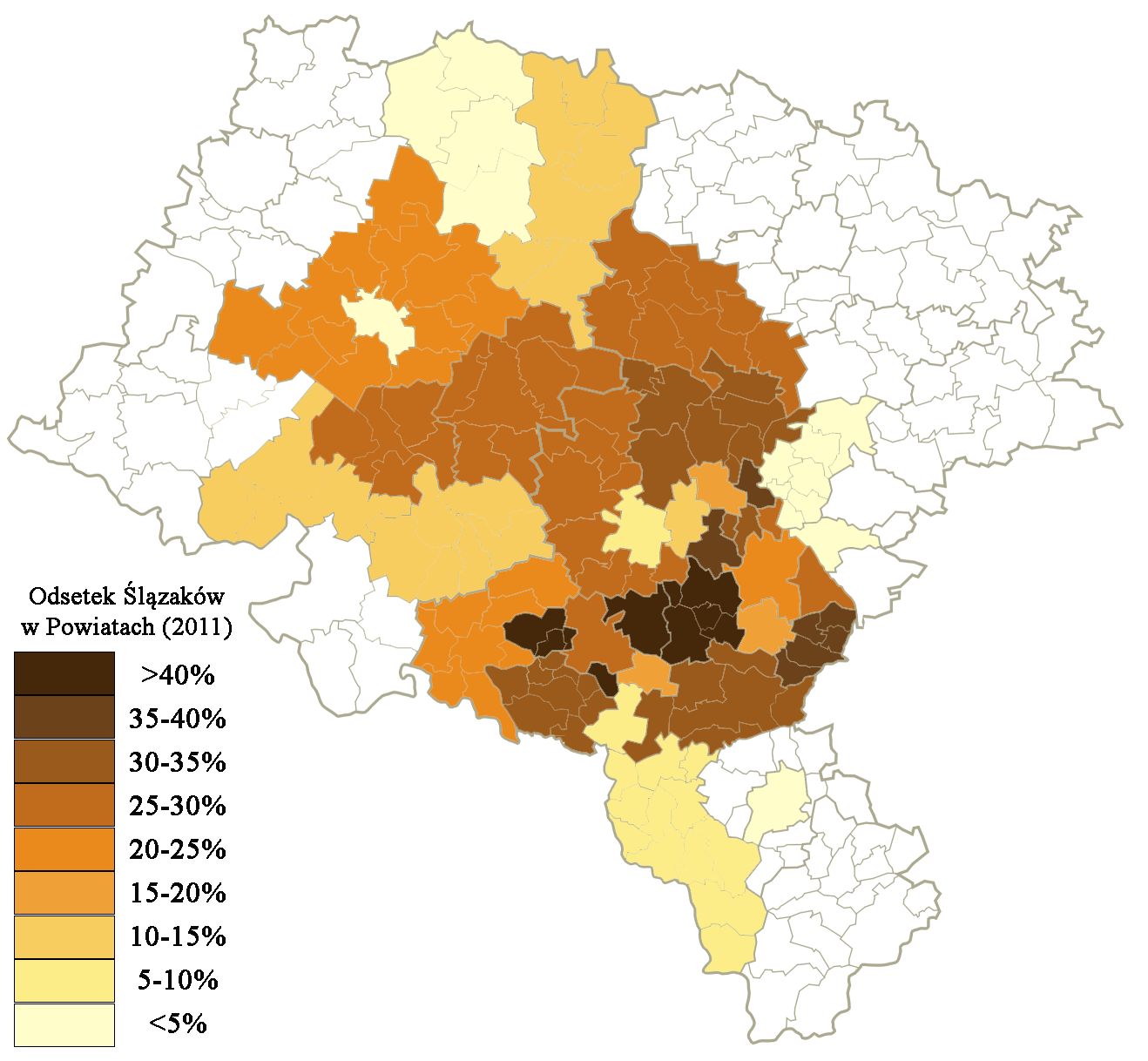
Slezská národnost v polském Slezsku v roce 2011

V době bronzové obývali dnešní Slezsko nositelé lužické kultury. V posledních staletích před naším letopočtem se objevily germánské kmeny, které byly v období stěhování národů kolem roku 550 až 600 nahrazeny Slovany. Germánské osídlení proběhlo prostřednictvím Vandalů. Mezi jejich hlavní kmeny patřili Silingové, první obyvatelé Slezska doložení v římských kronikách, od nichž je podle některých teorií odvozen název země. Archeologické nálezy dokazují, že v předgermánské době zde žili rovněž Keltové. Kultury obou společností časem splynuly, stejně jako v 6. století n. l. nově příchozí Slované splynuli s některými zůstavšími germánskými klany.

Slezské kmeny v 10. století
Existence kmene Głubczyce (Hlubčici) je sporná, někteří badatelé takto interpretují jméno Lupiglaa u Bavorského geografa.

Bavorský geograf se zmiňuje o čtyřech slezských kmenech: Slenzané (v Dolním Slezsku v okolí hory Ślęża), Dědošané (pravděpodobně na severozápadě Dolního Slezska v okolí Hlohova), Opolané (v Horním Slezsku v okolí města Opolí) a Holasici (na Těšínsku a Opavsku). Kosmova kronika česká uvádí také Bobřany (na řece Bobr) a Třebovany (pravděpodobně v okolí Třebnice). Některé polské zdroje řadí mezi slezské kmeny Běžunčany (Besunzane), jejich území se ale rozkládalo již v Horní Lužici a jedná se patrně o lužickosrbský kmen. V kronice kláštera Jindřichov byla roku 1270 zapsána věta day, ut ia pobrusa, a ti poziwai ve slovanské mluvě Dolního Slezska, která je nejstarším známým zápisem ve slezštině, případně staré polštině.

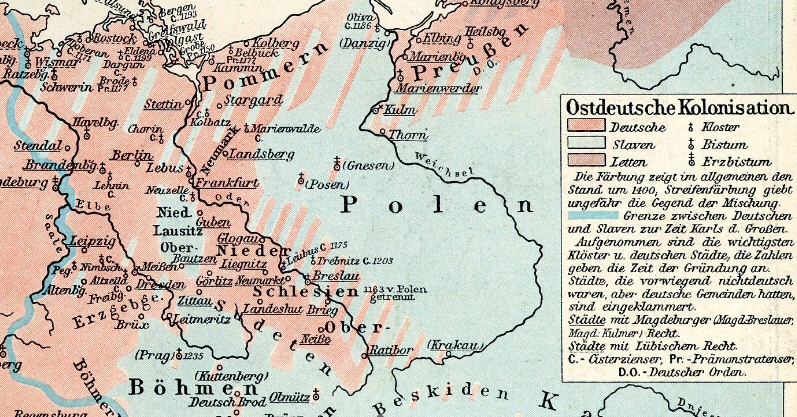
Německá východní kolonizace

Začátkem 13. století začala na popud Jindřicha I. Bradatého a Hedviky Slezské německá kolonizace Slezska. Prvním městem založeným podle magdeburského práva byl Goldberg (Złotoryja) v roce 1211. Ve velkém se německé osídlení rozběhlo po vpádu Mongolů v roce 1241, který zanechal Slezsko zpustošené a vylidněné. Dříve neosídlené horské a podhorské oblasti v Sudetech se záhy staly čistě německé, zatímco germanizace nížinné části Dolního Slezska byla dlouho trvajícím procesem završeným až v moderní době. Ještě na začátku 19. století se mluvilo slovansky na předměstích Vratislavi, v letech 1809–1824 sepsal Baltazar Działas z obce Beckern (Piekary) u Olavy slovník dolnoslezského nářečí. Od 17. století se pro slovansky mluvící Slezany ujal termín „Vasrpoláci“ (Wasserpolen, Wasserpolacken) odvozen od toho, že jedním z jejich typických povolání bylo plavení zboží po Odře.

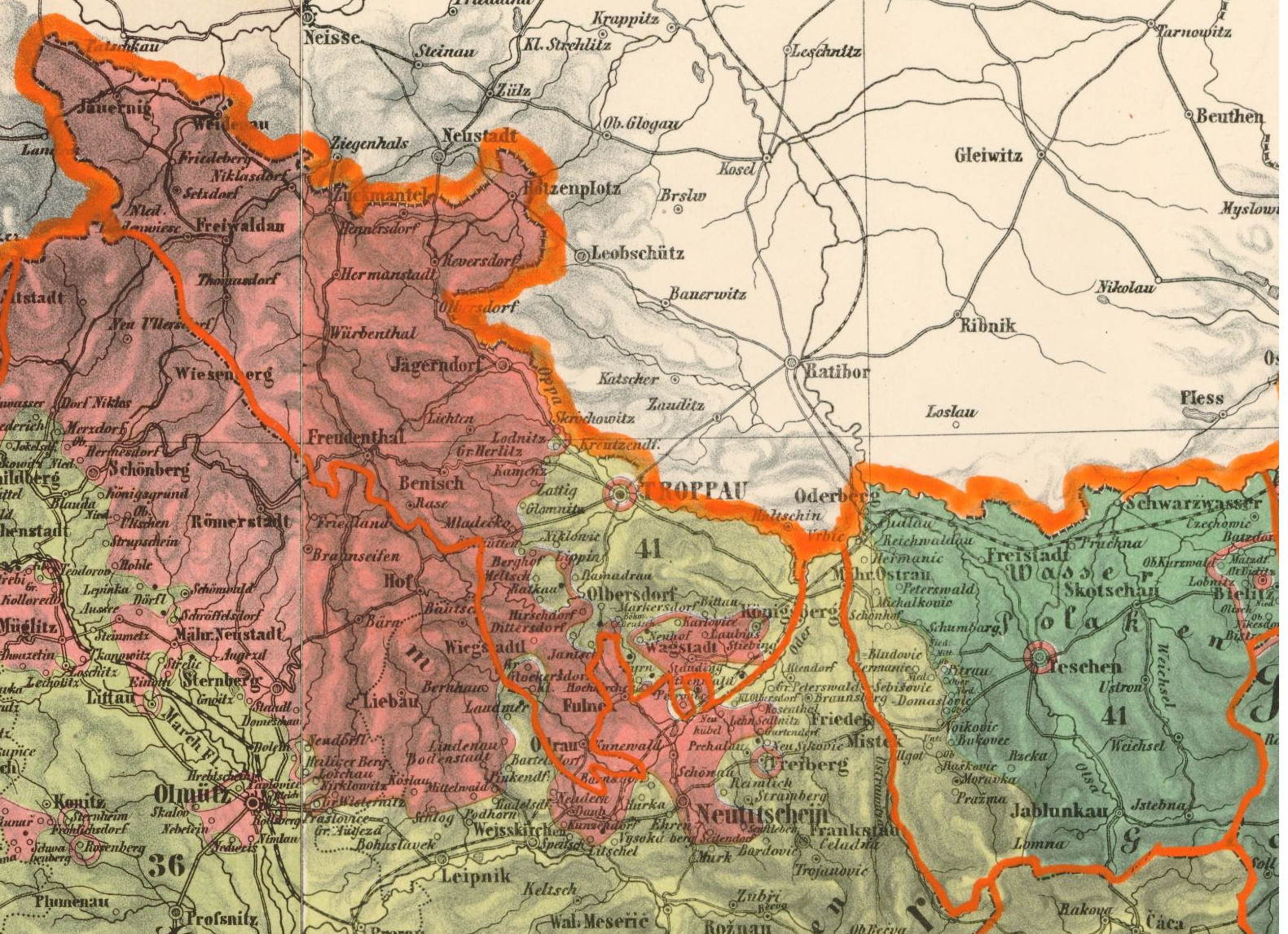
Etnická situace v Rakouském Slezsku kolem roku 1855

Jazykové poměry v pruské provincii Slezsko podle sčítání lidu 1905

Horní Slezsko si na rozdíl od Dolního udrželo etnicky smíšený charakter do období vzniku a rozmachu moderních národních hnutí v polovině 19. století. Současně s rostoucím germanizačním tlakem ze strany pruské administrativy pod Bismarckem se šířila mezi slovanskými Hornoslezany polská národní identita a standardní polština jako jazyk hornoslezského tisku a knih. Rovněž na Těšínsku získalo velký význam polské buditelské hnutí podporované navíc vlnou přistěhovalectví z Haliče. Na Opavsku a západním Těšínsku, mezi lidem, který používal lašská nářečí a sám sebe označoval za „moravský“, působili čeští buditelé.
Čtvrté vydání Meyers Konversations-Lexikon uvádí v celé pruské provincii Slezsko v roce 1885 77,8 % Němců, 20 % Poláků, 1,33 % Čechů (kromě Moravců v okresech Ratiboř a Hlubčice se jednalo o obyvatele tzv. Českého koutku v Kladském hrabství a potomky českých exulantů v Husinci, Nových Poděbradech a Friedrichově Hradci) a 0,7 % Lužických Srbů. Poměry v Rakouském Slezsku pro rok 1880 jsou popsány následovně: 49 % Němců, 28 % Poláků a 23 % Čechů. V Pruském Slezsku klesl podíl Němců do roku 1905 na 71,8 % (viz mapa) a v Rakouském Slezsku do roku 1910 na 43,9 %.
Před první světovou válkou se jako čtvrtá kulturně-politická orientace vyvinulo šlonzácké hnutí – zastánci svébytné slezské národnosti, kteří obzvlášť velkého významu nabyli během územních konfliktů a dělení regionu po roce 1918. Šlonzáčtí aktivisté však toužili především po zachování politického statu quo, zdůrazňovali hornoslezskou národnostní nevyhraněnost a jejich činnost neměla povahu klasického národního obrození, např. nesnažili se v té době o kodifikaci spisovného slezského jazyka a nadále používali ve svých publikacích hlavně polštinu a němčinu.
Náboženská reformace se prosadila především v dolnoslezských knížectvích a na Těšínsku. V Pruském Slezsku žilo v roce 1885 52,4 % katolíků (v dolnoslezských vládních obvodech Vratislav a Lehnice 31,3 %), 46,1 % evangelíků (v dolnoslezských obvodech 67,3 %), 1,71 % jiných křesťanů a 1,2 % židů. Rakouské Slezsko čítalo v roce 1880 84,4 % katolíků, 13,9 % evangelíků (z toho čtyři pětiny v okresech Těšín a Bílsko) a 1,5 % židů.
K převrácení národnostních, jazykových a náboženských poměrů došlo po druhé světové válce. V letech 1945–1947 proběhlo na základě ujednání Postupimské konference vysídlení Němců ze Slezska, kterému předcházely spontánní útěk před blížící se sovětskou armádou a „divoký odsun“ na jaře 1945. Část obyvatel však zůstala, a to na základě smíšených manželství nebo jako odborníci v průmyslu, kteří pro svou nepostradatelnost nebyli zařazeni k odsunu a naopak jim bylo zakázáno opustit nové Polsko, popř. Československo. Zejména v oblasti Valbřichu žily i po roce 1947 tisíce Němců zaměstnaných v hornickém a hutnickém průmyslu, oficiální údaje pro celé Vratislavské vojvodství z roku 1950 hovoří o 51 578 osobách. Po ukončení odsunu a vzniku NDR umožnila polská správa v Dolním Slezsku otevřít základní a střední školy s německým jazykem vyučovacím, založit německý kulturní spolek a vydávat německojazyčný týdeník (později deník) „Arbeiterstimme“. Velká část těchto zůstavších dolnoslezských Němců však dobrovolně opustila Polsko během vystěhovalecké vlny v letech 1955–1959. Naopak v Horním Slezsku byl odsun proveden v mnohem menším rozsahu (proběhla tzv. národnostní verifikace a původní obyvatelé mohli zpravidla zůstat, pokud složili příslib věrnosti polskému národu a státu), ale zato polská správa zavedla politiku násilné polonizace etnicky smíšeného a národnostně nevyhraněného obyvatelstva. Potíralo se používání němčiny a slezského dialektu považovaného za „zkomolenou polštinu“, na hornoslezských školách se na rozdíl od zbytku země vyučovala němčina i jako cizí jazyk jen ojediněle, byla provedena akce popolšťování křestních jmen a příjmení, regionální kulturní činnost se prakticky omezila na folklorní úroveň. Několik set tisíc Hornoslezanů se v letech 1950–1990 rozhodlo emigrovat do Západního Německa.

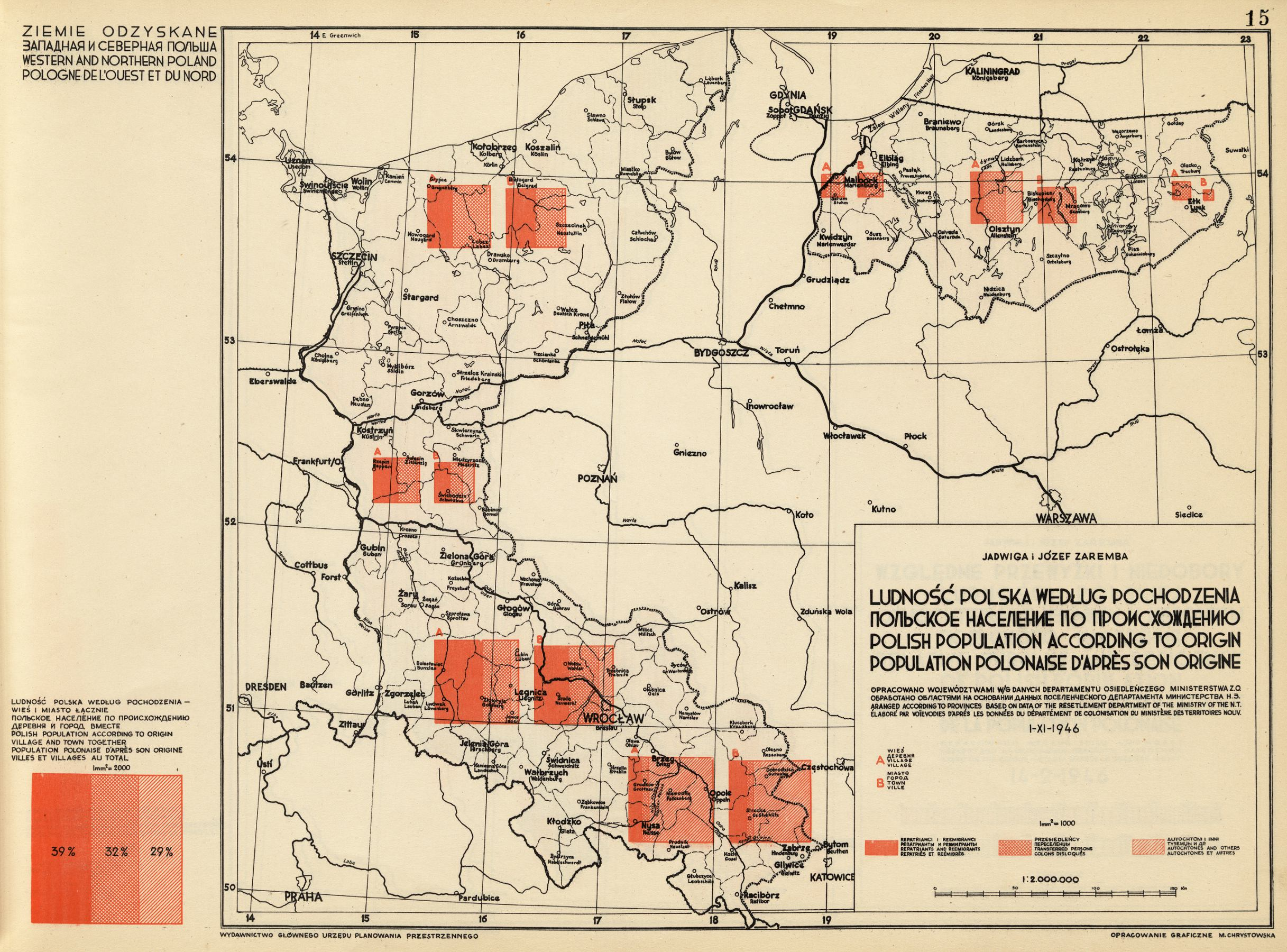
Původ obyvatel polských „Znovuzískaných území“ v roce 1946

Místo vysídlených Němců zaujali v polské části Slezska Poláci přesídlení z Kresů, tj. východních území postoupených Sovětskému svazu, osadníci z centrálního Polska, a také polští reemigranti z Porúří, Francie, Belgie apod. Ve Vratislavském vojvodství tvořili v roce 1950 přesídlenci z východu 34,9 % obyvatel, osadníci z vnitrozemí 53,9 %, reemigranti 4,9 %. Opolské a část Katovického vojvodství patřící před válkou Německu čítaly 18,34 % východních přesídlenců, 22,25 % vnitropolských osadníků a 1,81 % reemigrantů (přes polovinu tedy tvořili původní obyvatelé). Taktéž do československého Slezska přišly po odsunu Němců různorodé skupiny obyvatelstva z českých zemí a Slovenska, jakož i částečně čeští reemigranti (viz osídlování pohraničí). Dzierżoniów (Reichenbach) byl v prvních poválečných letech významným střediskem židovské komunity, Židé vracející se z různých koutů Evropy tvořili v roce 1948 třetinu obyvatel. V Krnově a polském Zhořelci se na konci 40. let usadil velký počet řeckých emigrantů prchajících před občanskou válkou. V rámci Operace Visla bylo mnoho polských občanů ukrajinské a rusínské národnosti přesunuto do Dolního Slezska (okolí Lubinu, Lehnice a Volova). Na Jesenicku byly po zrušení klášterů v Československu v roce 1950 shromážděny řeholnice z celé republiky. Lehnici se pro velký počet tam žijících sovětských vojáků a důstojníků i s rodinami přezdívalo Malá Moskva. Tyto menšiny výrazně poznamenaly Slezsko v poválečných dekádách, ovšem v důsledku pozdější emigrace a postupné asimilace mají „poněmecké“ oblasti v současnosti monokulturní ráz – polský anebo český. Rovněž náboženské poměry odpovídají situaci ve zbytku země: v Polsku převládají římskokatoličtí věřící, v Česku osoby bez vyznání.
Další příliv nových obyvatel do Slezska byl spojen především s růstem průmyslových aglomerací: katovické a ostravsko-karvinské. Na Ostravsku se usadilo mnoho lidí původem ze Slovenska včetně slovenských Romů, kteří nyní představují v některých obcích významnou menšinu.
Slezsko ve smyslu bývalé pruské provincie zasahuje na západě do území historicky obývaného Lužickými Srby. Následkem asimilace a extenzivní těžby hnědého uhlí, která v poválečných desetiletích zničila řadu tradičně lužických vesnic a přivedla usedlíky z jiných regionů NDR, žije tam už jen zanedbatelný počet osob ovládajících hornolužickou srbštinu, přestože mnoho obcí má oficiální dvojjazyčné pojmenování a je úředně zařazeno do tzv. Lužickosrbské sídelní oblasti (Sorbisches Siedlungsgebiet).

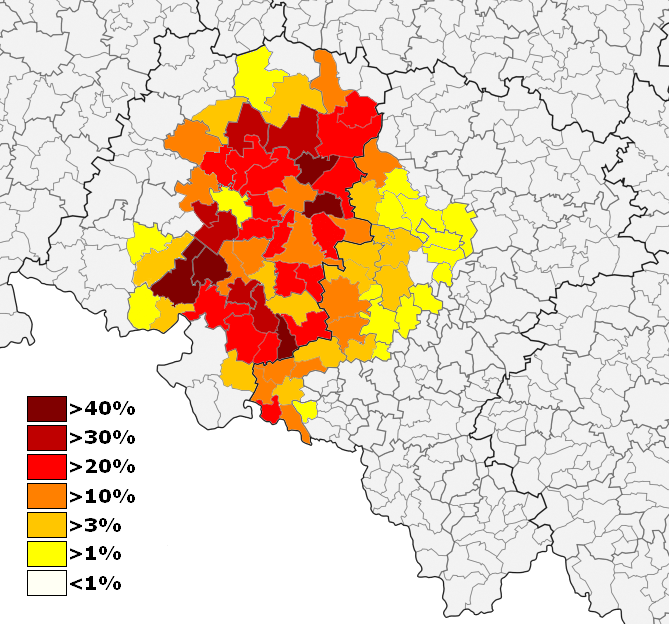
Německá národnost v polském Slezsku v roce 2002

Po uvolnění poměrů v roce 1989 se o slovo přihlásily menšiny v polském Horním Slezsku. Od roku 1990 aktivně působí v regionu německé kulturní spolky a politická reprezentace německé menšiny – strana Mniejszość Niemiecka – Deutsche Minderheit, která je v mnoha obcích Opolského vojvodství nejsilnějším uskupením. Ve 31 hornoslezských gminách platí nyní dvojjazyčnost. Při sčítání lidu v roce 2002 se k německé národnosti přihlásilo 138 737 osob v Opolském a Slezském vojvodství, v roce 2011 pak 113 782. Německou identitu v současnosti přijímají často potomci někdejších „Vasrpoláků“ a Moravců, jejichž rodnou řečí není němčina, nýbrž slovanská nářečí, a jedná se tak především o projev regionální příslušnosti a vymezení se proti polské většině.
V počátcích 21. století zažívá svou renesancí slezské hnutí. V roce 2011 se ke slezské národnosti přihlásilo 847 tisíc polských občanů. V okrese Rybnik dosáhl podíl Slezanů dokonce 41,5 %, v Katovicích se za Slezany označilo 24,4 % obyvatel. 529,4 tisíc osob uvedlo jako obcovací jazyk slezštinu, která si razí cestu k tomu stát se dalším spisovným západoslovanským jazykem. Vychází v ní stále více knih, je stále více přítomná ve veřejném prostoru a v komunitě slezských aktivistů sílí snahy o její kodifikaci – prosazení jednotného pravopisu, vydání kompletního slovníku a vytvoření jazykového korpusu. V České republice se ve stejném roce ke slezské národnosti přihlásilo 12 214 osob, nejvíce v obcích na Hlučínsku. Do roku 2021 se počet českých Slezanů zvýšil na 30 451, z toho 12 451 uvedlo slezskou národnost jako jedinou. Celkově 2,7 % obyvatel Českého Slezska se považovalo za Slezany v národnostním smyslu, přičemž v rámci Hlučínska 9,7 %. Naopak v Polsku klesl počet příslušníků slezské národností na 585 700 a počet uživatelů slezského jazyka na 457 900 (z toho jen pro 53,3 tisíc to byl jediný obcovací jazyk).
V české části Těšínska žije téměř 30 tisíc příslušníků polské menšiny, která disponuje vyvinutou sítí škol s polským jazykem vyučovacím a kulturně-osvětových spolků. V obcích s více než 10% podílem Poláků (nejvíce v obci Hrádek – 31 %) platí dvojjazyčnost. Běžnou mluvou podstatné části obyvatel toho kraje je nehledě na národnostní deklarace (Poláci, Češi, Slezané a nevyhranění tustelocy) smíšené nářečí ponašymu založené na libovolném kombinování prvků češtiny, slezštiny, polštiny a slovenštiny. Těšínské Slezsko patří mezi regiony s nejvyšší mírou religiozity v Česku, přičemž relativně silně jsou zastoupeni jak římští katolíci, tak evangelíci.

### Literatura

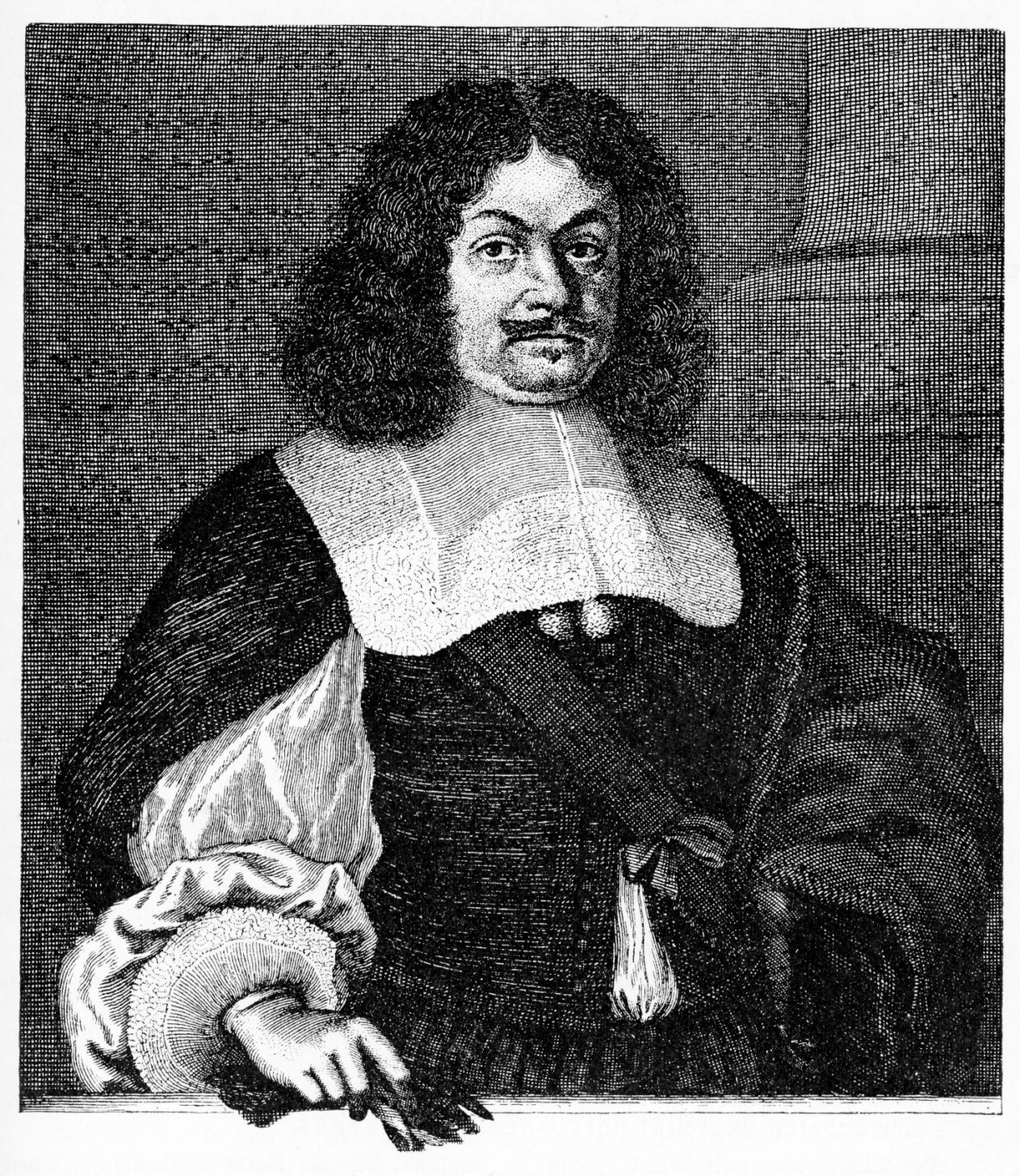
Andreas Gryphius

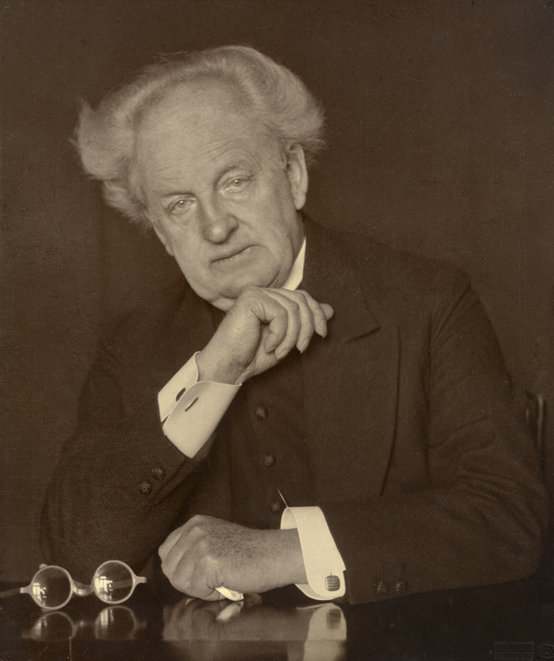
Gerhart Hauptmann

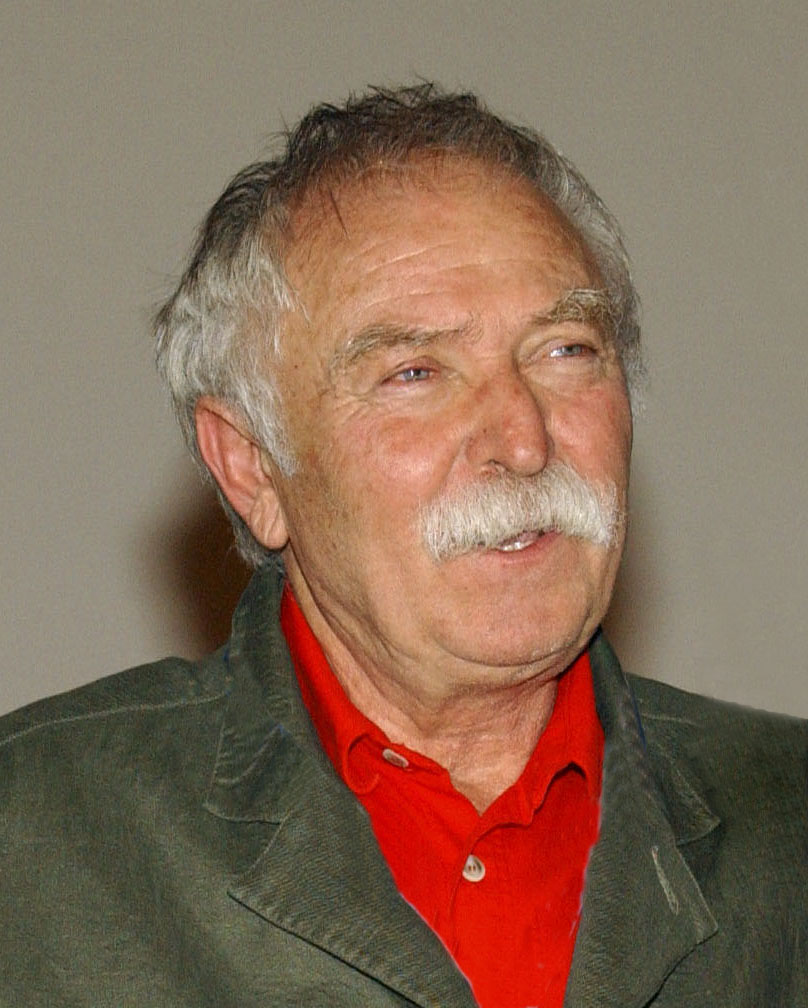
Janosch

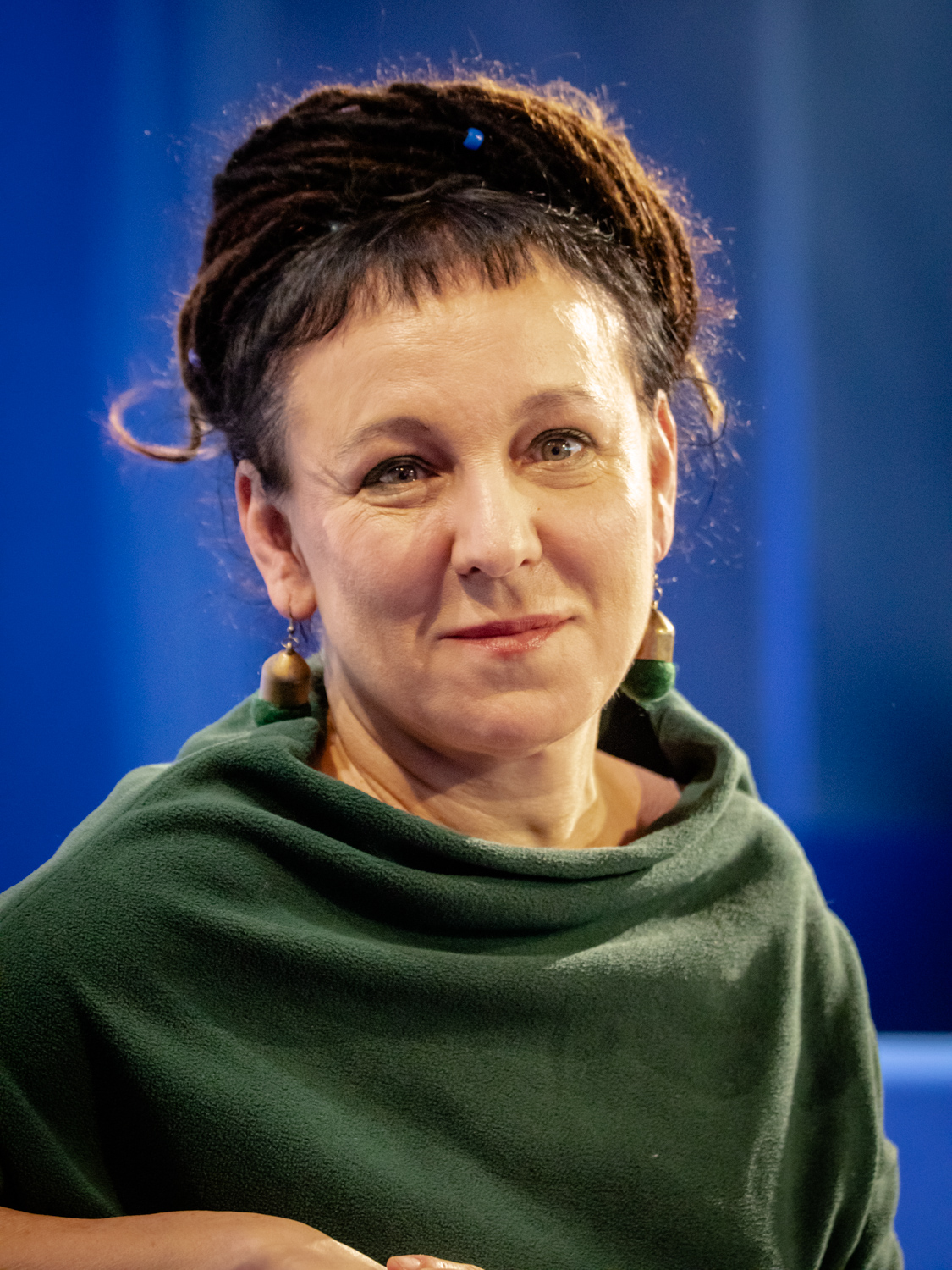
Olga Tokarczuková

## Osobnosti

### Hudba

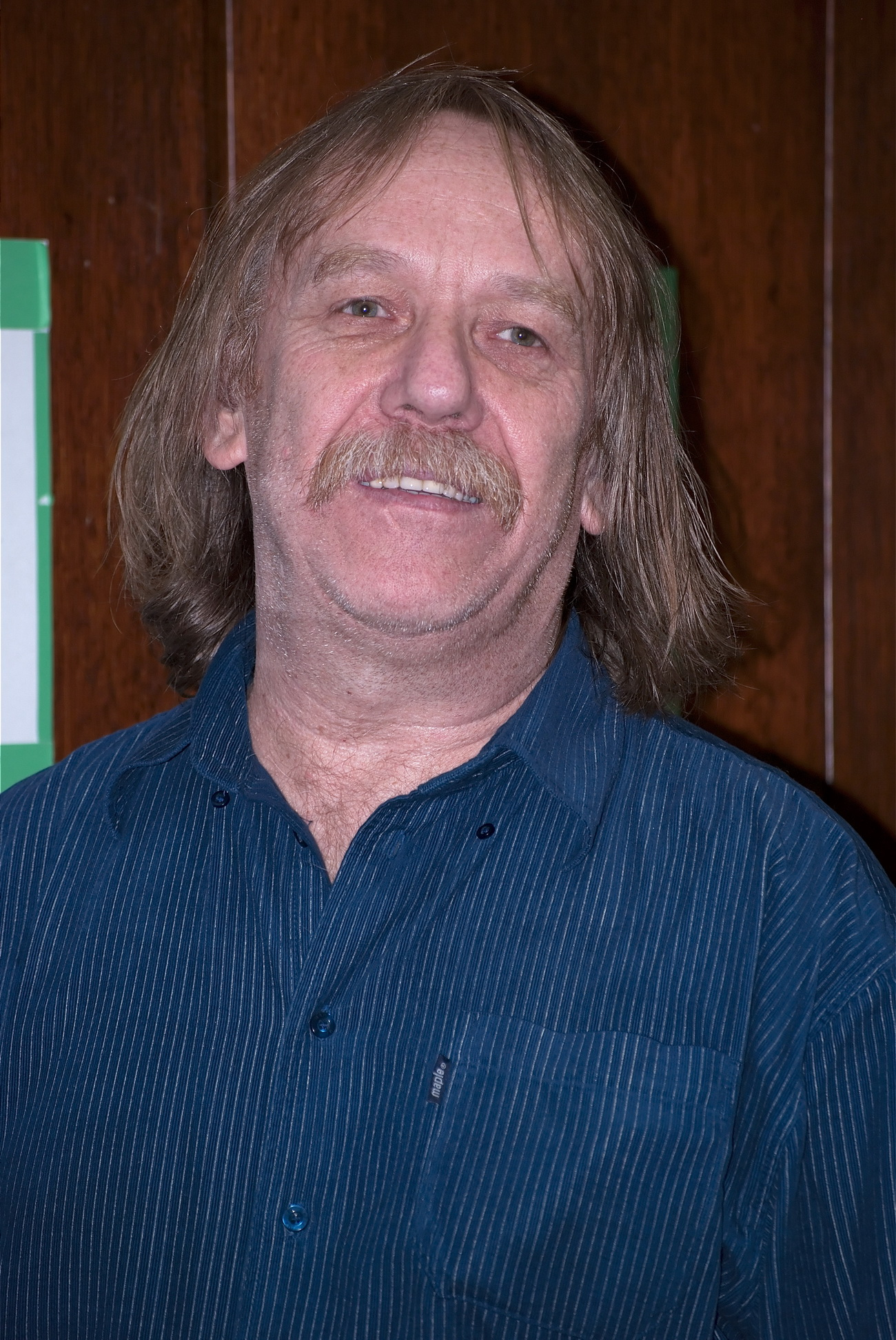
Jaromír Nohavica

Z Těšína pocházel houslista Max Rostal a skladatel Viktor Ullmann, z Vratislavi dirigent a skladatel Otto Klemperer. V dnešním Grodkówě se narodil Józef Elsner, učitel Fryderyka Chopina. Franz Eckert z Nové Rudy složil v roce 1901 korejskou hymnu Ägukga a podílel se na vzniku japonské hymny Kimigajo. Holasovice u Opavy byly rodištěm Pavla Křížkovského. V Katovicích žili a působili skladatelé Henryk Górecki a Wojciech Kilar. Ze Zabrze pochází klávirista Krystian Zimerman.
Slezská reálie jsou častým námětem písniček ostravského rodáka Jaromíra Nohavicy. V Petřkovicích se narodila Hana Zagorová. Výraznou osobností české alternativní hudební scény je Iva Bittová z Bruntálu. Z Třince pochází Renata Drössler a Tomáš Klus, z Vendryně Ewa Farna, z ostravské městské části Hrušov Marie Rottrová a z Jeseníku Jaromír Švejdík známý pod pseudonymem Jaromír 99, frontman kapely Priessnitz a spoluautor komiksu Alois Nebel. V Ostravě byla Radkem Pastrňákem v roce 1986 založena populární kapela Buty. V Myslovicích vznikla roku 1992 rocková skupina Myslovitz v čele s Arturem Rojkem. Představitelem stylu post-punk a new wave je vratislavský zpěvák Lech Janerka, ve slezské metropoli se také narodili Maria Peszek a Jan Borysewicz, zakladatel skupiny Lady Pank. Z Pačkova pochází Paweł Kukiz, z Čechovic-Dědic Stachursky, z Wojcieszówa Maciej Maleńczuk, ze Zelené Hory Maryla Rodowicz. Katovice daly světu šlágrového zpěváka Krzysztofa Krawczyka, sousední Chořov bluesovou hvězdu Ryszarda Riedela.

### Film, divadlo a výtvarná umění

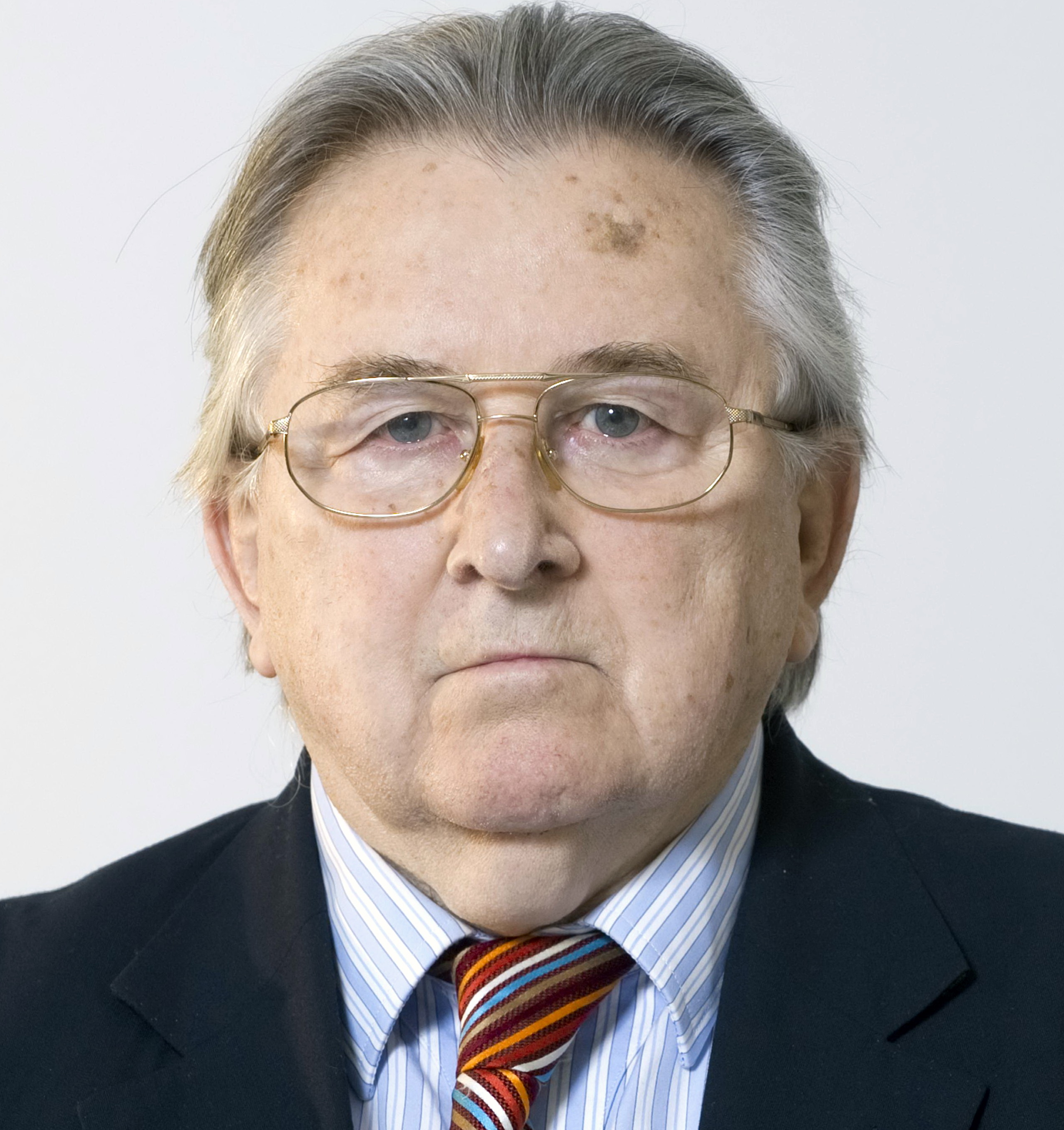
Kazimierz Kutz

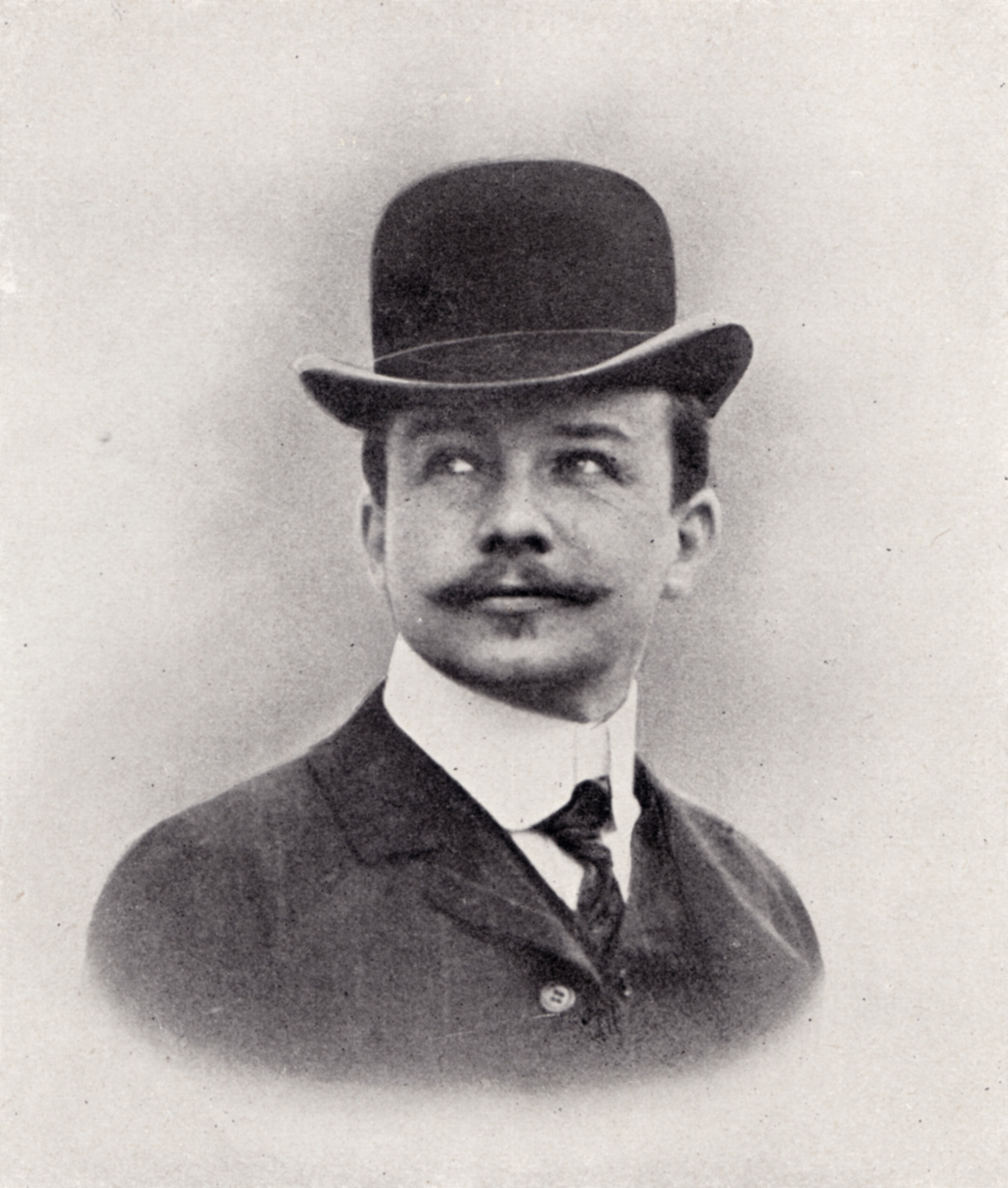
Joseph Maria Olbrich

Důležitým představitelem polské filmové školy byl Kazimierz Kutz ze Szopienic (nyní městská část Katovic), který natočil mj. filmovou trilogii na téma hornoslezské historie 20. století: Sůl černé země (Sól ziemi czarnej, 1969), Perla v koruně (Perła w koronie, 1971) a Jako korálky v růženci (Paciorki jednego różańca, 1979). Jan Jakub Kolski pochází z Vratislavi, Lech Majewski z Katovic, Bohdan Sláma z Opavy. Věra Chytilová, režisérka české nové vlny, se narodila v Ostravě, stejně jako Radim Špaček. Bernhard Grzimek z Nisy natočil spolu se synem Michaelem dokumentární film Ráj divokých zvířat (Serengeti darf nicht sterben) o Národním parku Serengeti, který byl oceněn Oscarem v roce 1960.
V Opolí a následně ve Vratislavi působil Jerzy Grotowski, významný experimentátor a reformátor divadelního projevu. Důležitou osobností současného slezského divadla je katovický herec, režisér a producent Robert Talarczyk.
Mezi populární soudobé německé herečky původem ze Slezska patří Judy Winterová z Friedlandu (Korfantów) a Hanna Schygulla z Chořova. Hvězdou německého kina první poloviny 20. století byl Willy Fritsch z Katovic. Z polských herců se ve Slezsku narodili mj. Tomasz Kot (Lehnice), Marian Dziędziel (Gołkowice), Anna Dymná (Lehnice), Franciszek Pieczka (Godów) a Robert Więckiewicz (Nowa Ruda). Ve Vratislavi žil a působil Zbigniew Cybulski označovaný za „polského Jamesa Deana“. Vlastimil Brodský pocházel z Hrušova, populárním ostravským hercem je Norbert Lichý.
Významnými architekty ze Slezska byli Vratislavan Hans Poelzig, Leopold Bauer z Krnova a opavský rodák Joseph Maria Olbrich, který patřil mezi čelné představitele Vídeňské secese.
Z Katovic pocházel surrealistický malíř Hans Bellmer, z Bernstadtu (Bierutów) expresionista Ludwig Meidner. Představitelem realismu byl Adolf von Menzel z Vratislavi. Janowská skupina byla skupina naivních umělců z katovické městské části Janów-Nikiszowiec založená v roce 1946 kolem Teofila Ociepky. Jejími členy byli mj. Ewald Gawlik, Erwin Sówka a Gerhard Urbanek.

### Věda

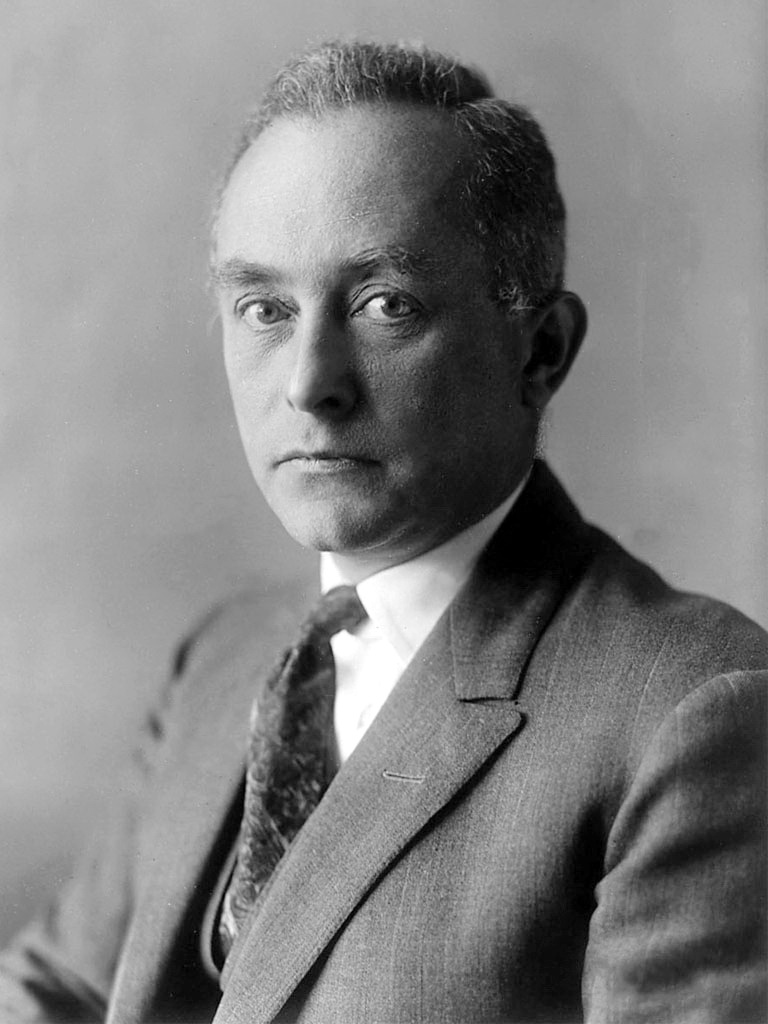
Max Born

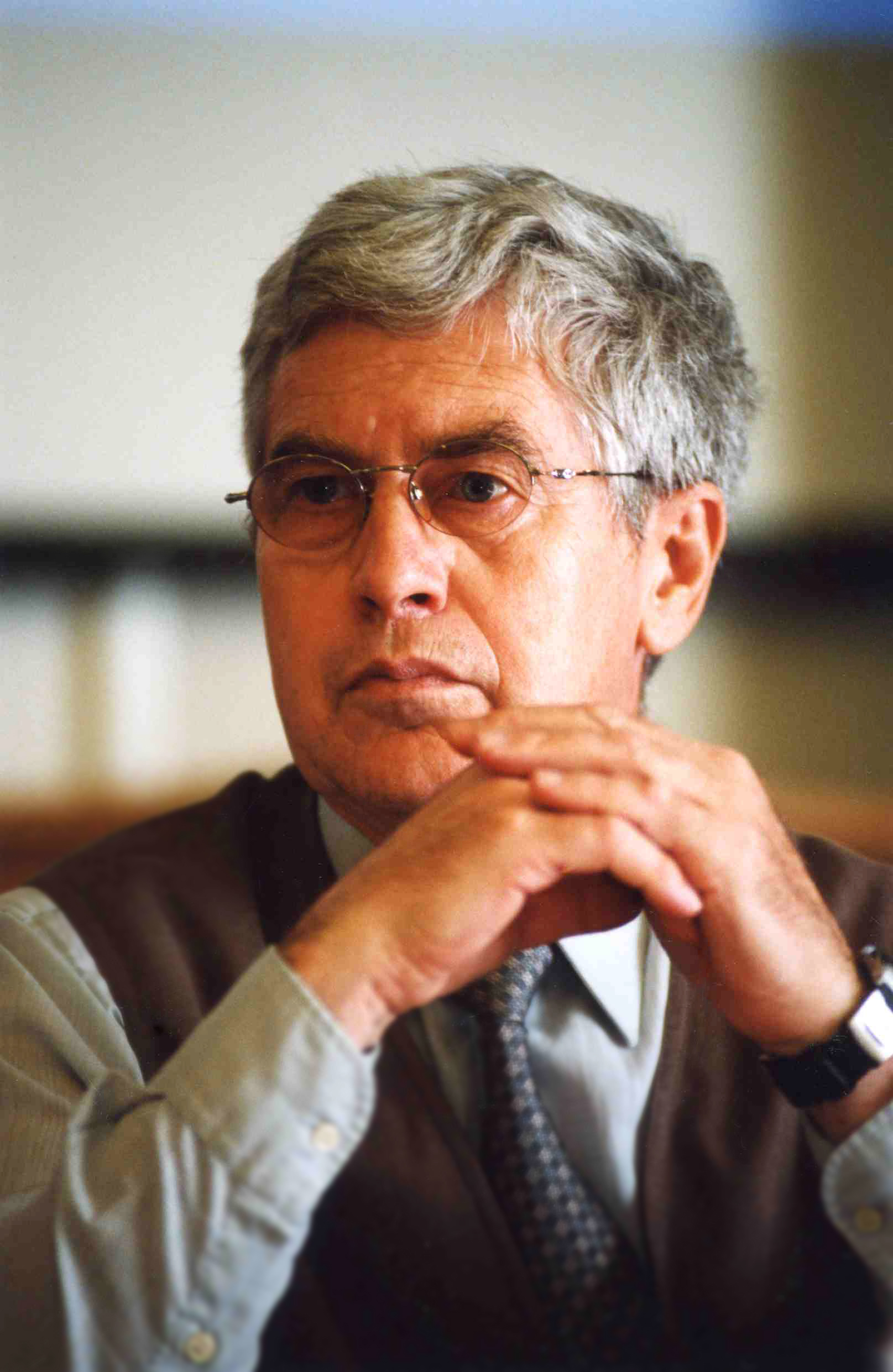
Jiří Grygar

Slezským představitelem renesance je Jan z Hlohova – filosof, astronom, matematik a učitel Mikuláše Koperníka (jehož předkové z otcovy strany pocházeli z obce Koperniki u Nisy). V Zelené Hoře se narodil a působil Bartholomaeus Pitiscus, který v roce 1595 poprvé použil výraz „trigonometrie“.
Josef Božek z obce Běry u Bílska-Bělé zvaný „slezským Stephensonem“ je známý konstrukcí prvního parovozu ve Střední Evropě v roce 1815.
Nobelovu cenu za fyziku obdrželi Otto Stern z Žárova (1943), který objevil magnetický moment protonu, Max Born z Vratislavi (1950), přední badatel v oblasti kvantové mechaniky, Maria Göppert-Mayer z Katovic za svůj výzkum atomového jádra (1964) a Hans Georg Dehmelt ze Zhořelce za vyvinutí metody iontových pastí (1989). Philipp Lenard (Nobelova cena 1905) přednášel na Vratislavské univerzitě. Theodor Kaluza z Opolí byl spoluautorem Kaluzovy-Kleinovy teorie zahrnující polní rovnice v pětirozměrném prostoročasu. Hedwig Kohnová pocházela z Vratislavi a na tamní univerzitě získala jako jedna z prvních žen na světě habilitaci.
Nositeli Nobelovy ceny za chemii byli Vratislavané Fritz Haber (1918), vynálezce průmyslové metody výroby amoniaku zvaný „otcem chemické války“, a Friedrich Bergius (1931), jenž vymyslel Bergiusův proces, při kterém se vyrábí syntetické palivo z uhlí, a také Kurt Alder z Chořova (1950), objevitel syntézy dienů. Profesorem Vratislavské univerzity byl též Eduard Buchner (Nobelova cena 1907). Moritz Traube z Ratiboře poprvé navrhl použití chloru při dezinfekci pitné vody.
Za fyziologii a medicínu obdrželi Nobelovu cenu Paul Ehrlich ze Střelína za objev salvarsanu (1908), Konrad Bloch z Nisy za vysvětlení mechanismu a způsobu regulace látkové přeměny cholesterolu a mastných kyselin (1964), Günter Blobel z dnešních Niegosławic u Zaháně za objev signálu řídících pohyb proteinů v buňce (1999). Carla Wernickeho z Tarnovských Hor proslavil objev tzv. Wernickeovy oblasti v mozku zodpovědné za porozumění řeči. Kurt Goldstein z Katovic byl průkopníkem neuropsychologie a psychosomatiky, Vinzenz Priessnitz, zakladatel jesenických lázní, zase průkopníkem moderní hydroterapie. Oskar Troplowitz, vynálezce univerzálního krému Nivea, pocházel z Hlivic. Alois Alzheimer působil na Vratislavské univerzitě a v hlavním městě Slezska zemřel.
Zakladatel genetiky Gregor Mendel se narodil v Hynčicích na samém jižním okraji Slezska a vystudoval opavské gymnázium. Johann Dzierzon z Łowkowic u Kluczborku objevil partenogenezi u včel a je považován za „otce moderního včelařství“, na jeho počest bylo dolnoslezské město Rychbach v roce 1946 přejmenované na Dzierżoniów.
Reinhard Selten z Vratislavi obdržel za svůj přínos k teorii her Nobelovu cenu za ekonomii v roce 1994. Samotnou teorii her spoluzakládal zhořelecký rodák Oskar Morgenstern. Richard Courant z Lublince položil matematické základy metody konečných prvků. V Pruském Jindřichově (Dziewiętlice) se narodil astronom a astrofyzik, popularizátor vědy v oblasti astronomie v Česku, Jiří Grygar.
Benno Landsberger byl významným asyriologem původem z Frýdku. Richard Pipes, historik specializující se na ruské dějiny a poradce prezidenta USA Ronalda Reagana, se narodil v Těšíně. Z Bílska-Bělé pochází izraelský politolog Šlomo Avineri (původním jménem Jerzy Wiener).

### Politika

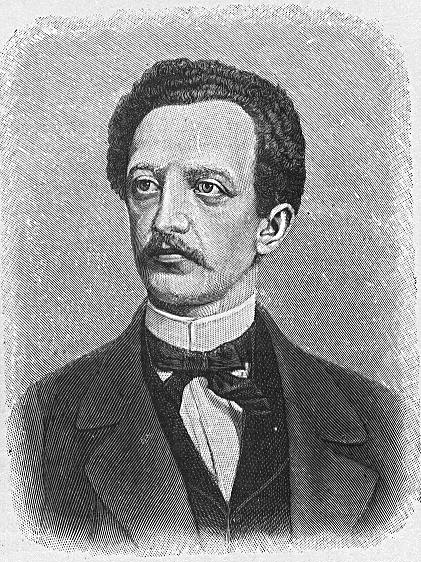
Ferdinand Lassalle

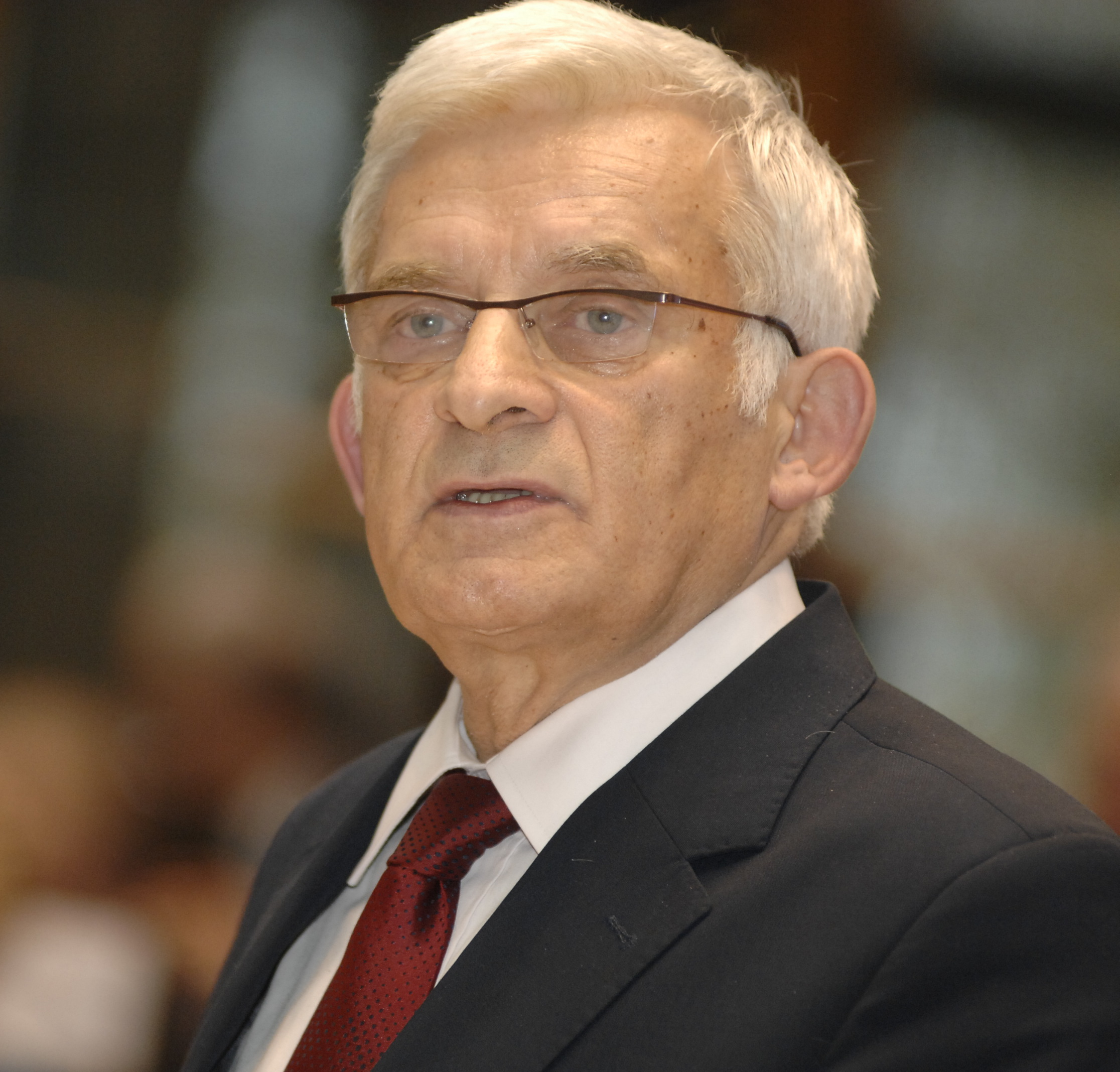
Jerzy Buzek

Prvním slezským knížetem a zakladatelem slezské větve Piastovců byl Vladislav II. Vyhnanec. Ze středověkých panovníků vešli do dějin zejména zakladatel měst a iniciátor německé kolonizace Jindřich I. Bradatý spolu se svou manželkou Hedvikou Slezskou, která byla prohlášena za svatou a stala se hlavní patronkou země, a jejich syn Jindřich II. Pobožný padlý v bitvě u Lehnice.
Ferdinand Lassalle z Vratislavi založil v roce 1863 Allgemeiner Deutscher Arbeiterverein (Všeobecný německý dělnický spolek), první socialistickou stranu na světě. Hans Kudlich z Úvalna je známý jako „osvoboditel sedláků“, neboť během revolučního roku 1848 podal v rakouském Říšském sněmu návrh na zrušení poddanství.
Skočovský učitel Josef Koždoň (zakladatel Slezské lidové strany) a ratibořský právník Ewald Latacz byli na začátku 20. století hlavními ideology slezské národnosti a propagátory nezávislosti Horního Slezska po první světové válce. Z Bavorova pocházel Carl Ulitzka, tvůrce Katolické lidové strany Horního Slezska a taktéž zastánce nezávislosti. Lídrem moderního Hnutí autonomie Slezska je Jerzy Gorzelik z Katovic.
Mezi hlavní polské národní buditelé ve Slezsku patřili Wojciech Korfanty ze Siemianowic, Arka Bożek z Markowic, Józef Londzin ze Zábřeha a Paweł Stalmach z Bažanovic. Čelným českým buditelem Slezska byl František Sláma. Herbert Hupka z Ratiboře a Herbert Czaja z Těšína po mnoho let zastupovali německé vyhnance v Západním Německu, zatímco Henryk Kroll se stal po roce 1989 lídrem zůstavší německé menšiny v Horním Slezsku.
Vratislavan Dietrich Bonhoeffer byl jedním z lídrů Vyznávající církve a odpůrcem nacistické diktatury. Helmuth James von Moltke založil protinacisticky zaměřený Kreisavský kroužek pojmenovaný podle obce, kde se jeho členové scházeli na Moltkově statek. Naopak mezi prominentní nacisty patřil Kurt Daluege z Kluczborku, zastupující říšský protektor v Čechách a na Moravě v letech 1942–1943, a Hans Lammers z Lublince, šéf Říšské kanceláře po celých dvanáct let Hitlerovy vlády. V Osvětimi zahynula vratislavská katolická filosofka a světice Terezie Benedikta od Kříže (vlastním jménem Edith Stein). Významným představitelem zahraničního československého protinacistického odboje a po únorovém převratu obětí komunistického režimu byl generál Heliodor Píka ze Štítiny.
V 80. letech působilo ve Vratislavi protikomunistické hnutí Oranžová alternativa, které spojovalo odpor proti režimu s prvky studentské recese a uměleckého happeningu inspirovaného dadaismem. Jeho lídrem byl Waldemar Fydrych.
Ve Smilovicích se narodil Jerzy Buzek, bývalý polský premiér a předseda Evropského parlamentu. Elżbieta Bieńkowská z Katovic působila jako komisařka pro vnitřní trh, průmysl, podnikání a malé a střední podniky v Junckerově evropské komisi. Polský premiér Mateusz Morawiecki pochází z Vratislavi, český ministr kultury Lubomír Zaorálek ze slezské části Ostravy. LGBT aktivista Czeslaw Walek vyrůstal v Třinci, bývalý český prezidentský kandidát Jiří Drahoš v Jablunkově.

### Sport

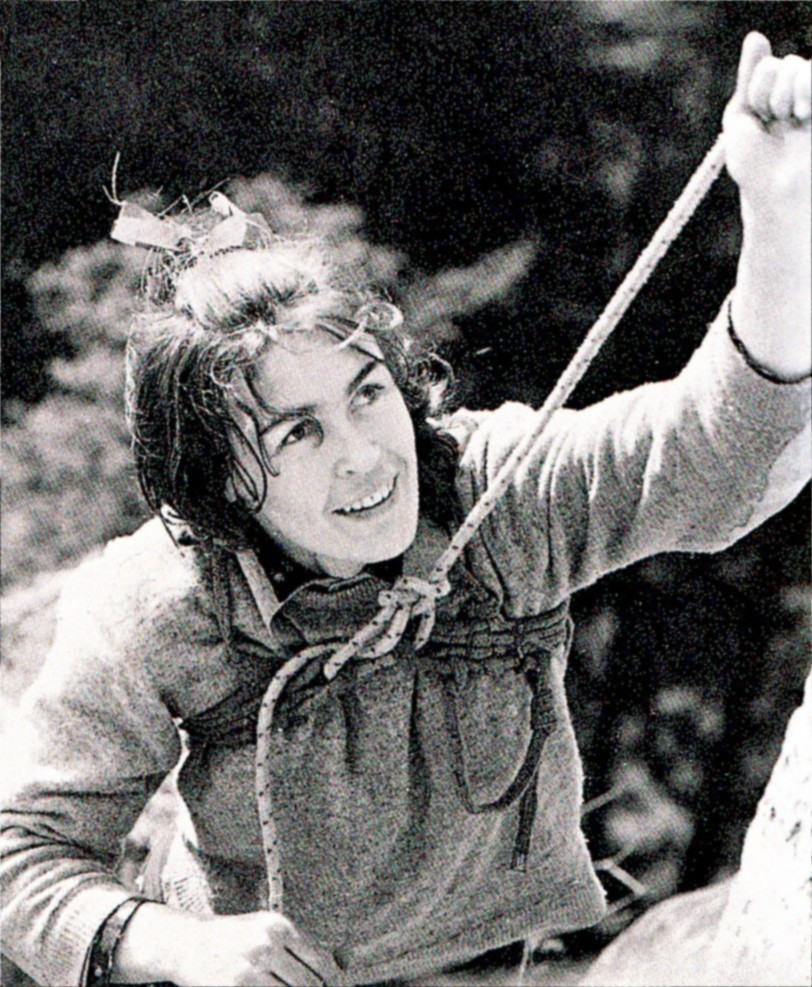
Wanda Rutkiewiczová

Z Horního Slezska pocházejí slavní němečtí fotbalisté Miroslav Klose (z Opolí) a Lukas Podolski (z Hlivic). Legendou slezského fotbalu ve 30. a 40. letech 20. století byl katovický rodák Ernest Wilimowski hrající jak za polskou, tak za německou reprezentaci.
Wanda Rutkiewiczová, první žena na K2 a třetí na Mount Everestu vyrůstala ve Vratislavi. Jerzy Kukuczka z Katovic jako druhý člověk na světě zdolal všech 14 osmitisícovek. Z Visly pocházejí slavní skokani na lyžích: Adam Małysz a Piotr Żyła, z Bílovce tenistka Petra Kvitová, z Katovic hokejista Josef Kompalla.
Mnohonásobná medailistka v plavání Otylia Jędrzejczaková se narodila ve Slezské Rudě. Józef Schmidt z Bytomi jako první člověk na světě skočil v trojskoku více než 17 metrů. Hanna Reitsch z Jelení Hory byla úspěšná pilotka, která zdolala přes 40 rekordů ve všech třídách a u všech druhů letadel.

## Významné turistické cíle

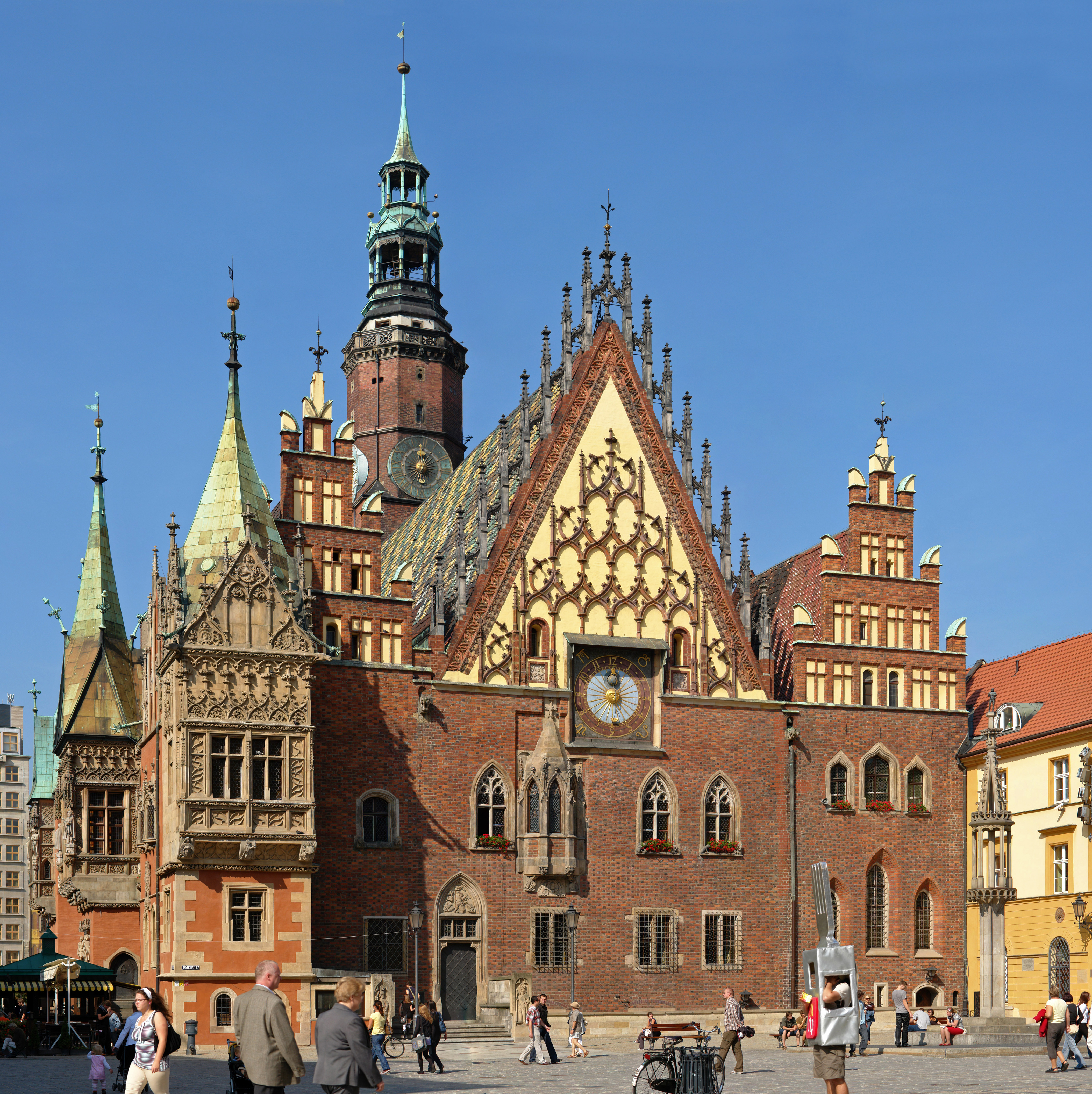
Vratislavská radnice

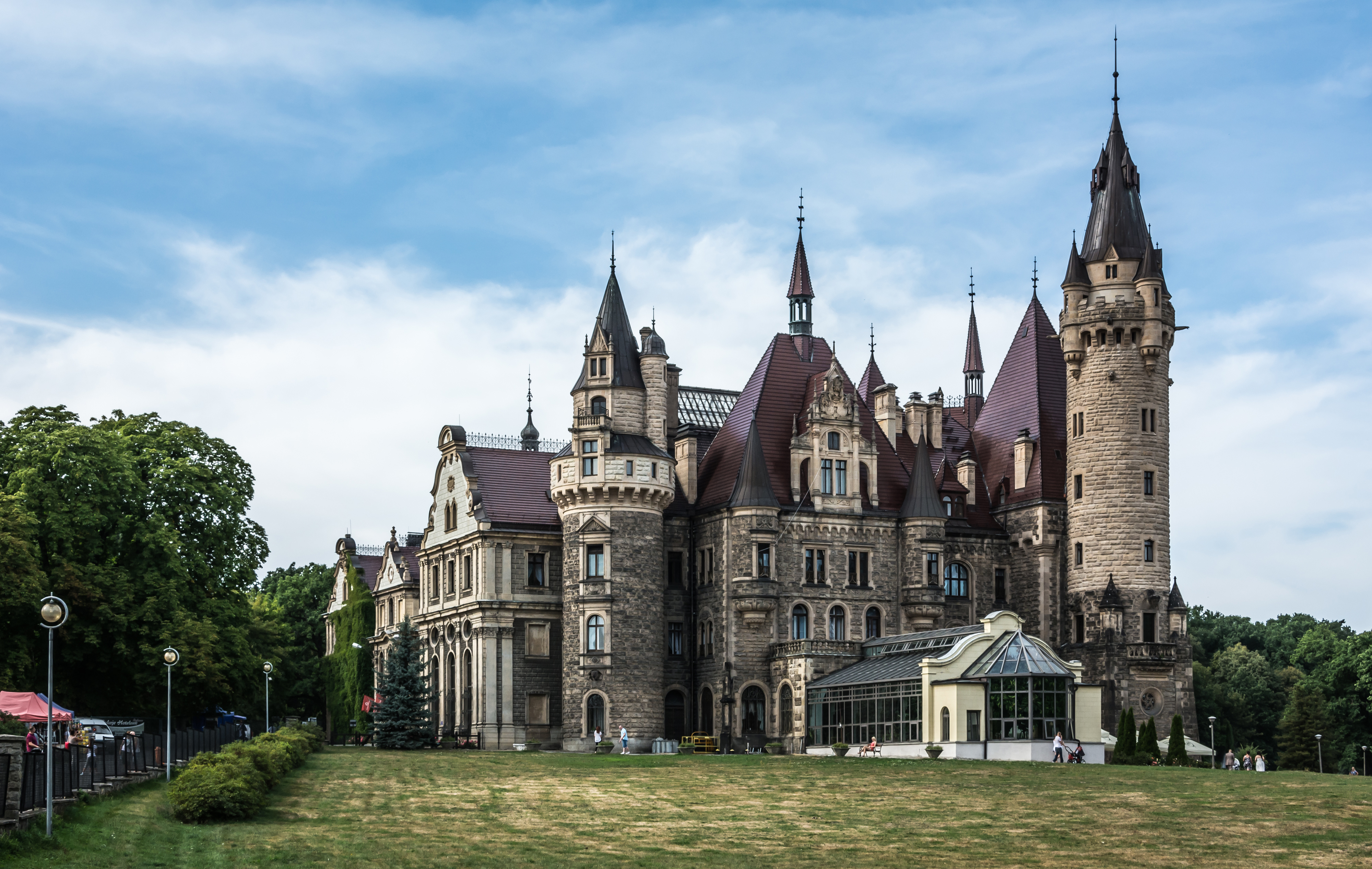
Zámek Moszna

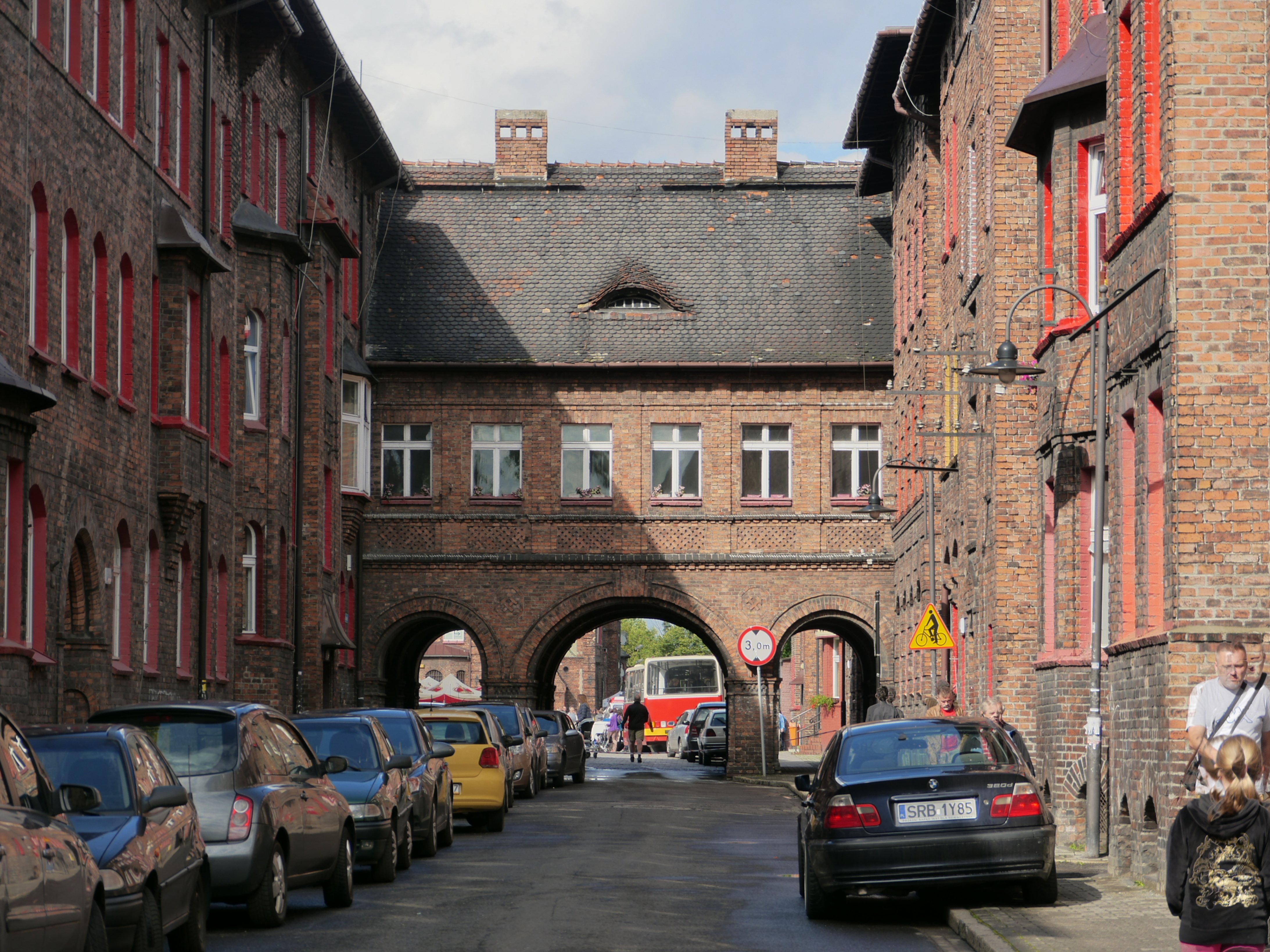
Nikiszowiec

### Kulturní
- Historické jádro Vratislavi včetně Vratislavské radnice a Auly Leopoldiny
- Hala století ve Vratislavi (zapsaná na seznam Světového dědictví UNESCO)
- Historické jádro Těšína včetně rotundy svatého Mikuláše a svatého Václava
- Historické jádro Zhořelce
- Nikiszowiec a další historické dělnické kolonie (viz familoky) v katovické konurbaci
- Lázeňské obce Jeseník, Karlova Studánka, Ustroň, Goczałkowice-Zdrój, Szczawno-Zdrój, Cieplice Śląskie-Zdrój (část Jelení Hory), Świeradów-Zdrój, Landek (Lądek-Zdrój), Starý Bor (Polanica-Zdrój), Dušníky (Duszniki-Zdrój), Lázně Chudoba (Kudowa-Zdrój)
- Hrad Książ/Fürstenstein a zámek Pština (Pszczyna) – rodová sídla Hochbergů
- Hrad Czocha
- Romantický zámek Moszna
- Pücklerův krajinářský park Mužakov (zapsaný na seznam Světového dědictví UNESCO)
- Pevnost Stříbrná Hora
- Pevnost Kladsko
- Středověké opevnění Pačkova
- Kostely míru ve Svídnici a Javoru (zapsané na seznam Světového dědictví UNESCO)
- Kostel Wang w Karpaczi
- Kostnice v Čermné
- Poutní komplex ve Vambeřicích zvaný Slezský Jeruzalém
- Poutní místo Hora Svaté Anny
- Cisterciácká opatství Lubuš (Lubiąż), Křesobor (Krzeszów), Jindřichov (Henryków), Kamenec (Kamieniec Ząbkowicki) a Rudy
- Důl Guido v Zabrzi, Landek Park v Ostravě-Petřkovicích[pozn. 2] a další technické památky Hornoslezské uhelné pánve
- Stříbrné, olověné a zinkové doly v Tarnovských Horách a jejich vodohospodářský systém (zapsané na seznam Světového dědictví UNESCO)
- Podzemní stavby v Sovích horách postavené v rámci nacistického Projektu Riese
- Bývalý nacistický koncentrační tábor Gross-Rosen

### Přírodní

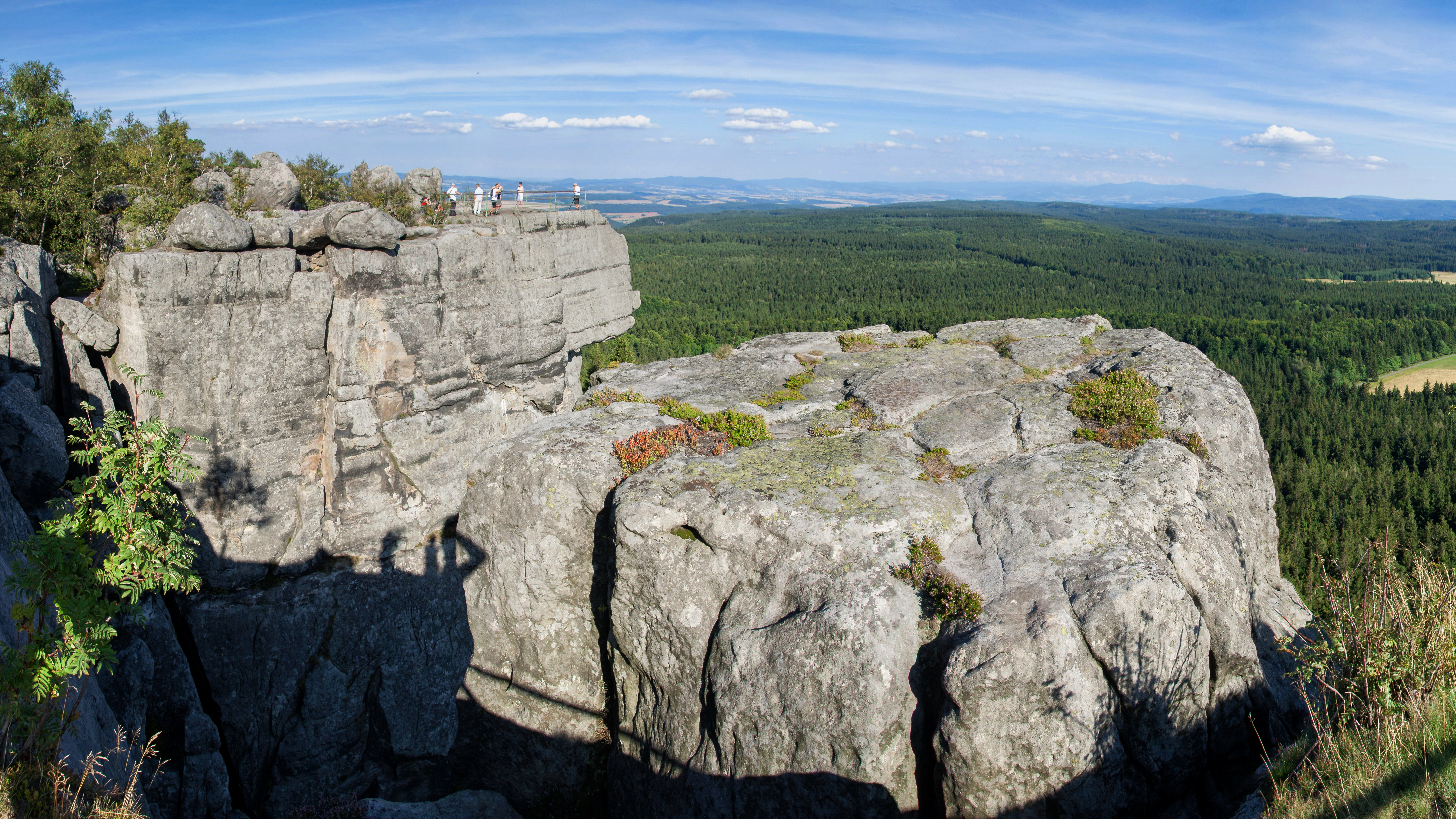
Národní park Stolové hory (Velká Hejšovina)

- Krkonošský národní park (polská část) a Sněžka
- Národní park Stolové hory
- Hlavní sudetská magistrála
- Praděd
- Hora Ślęża
- Slezské Beskydy a horské středisko Visla
- Moravskoslezské Beskydy a Lysá hora
- Chráněná krajinná oblast Údolí Barycze a Miliczské rybníky

## Ekonomika

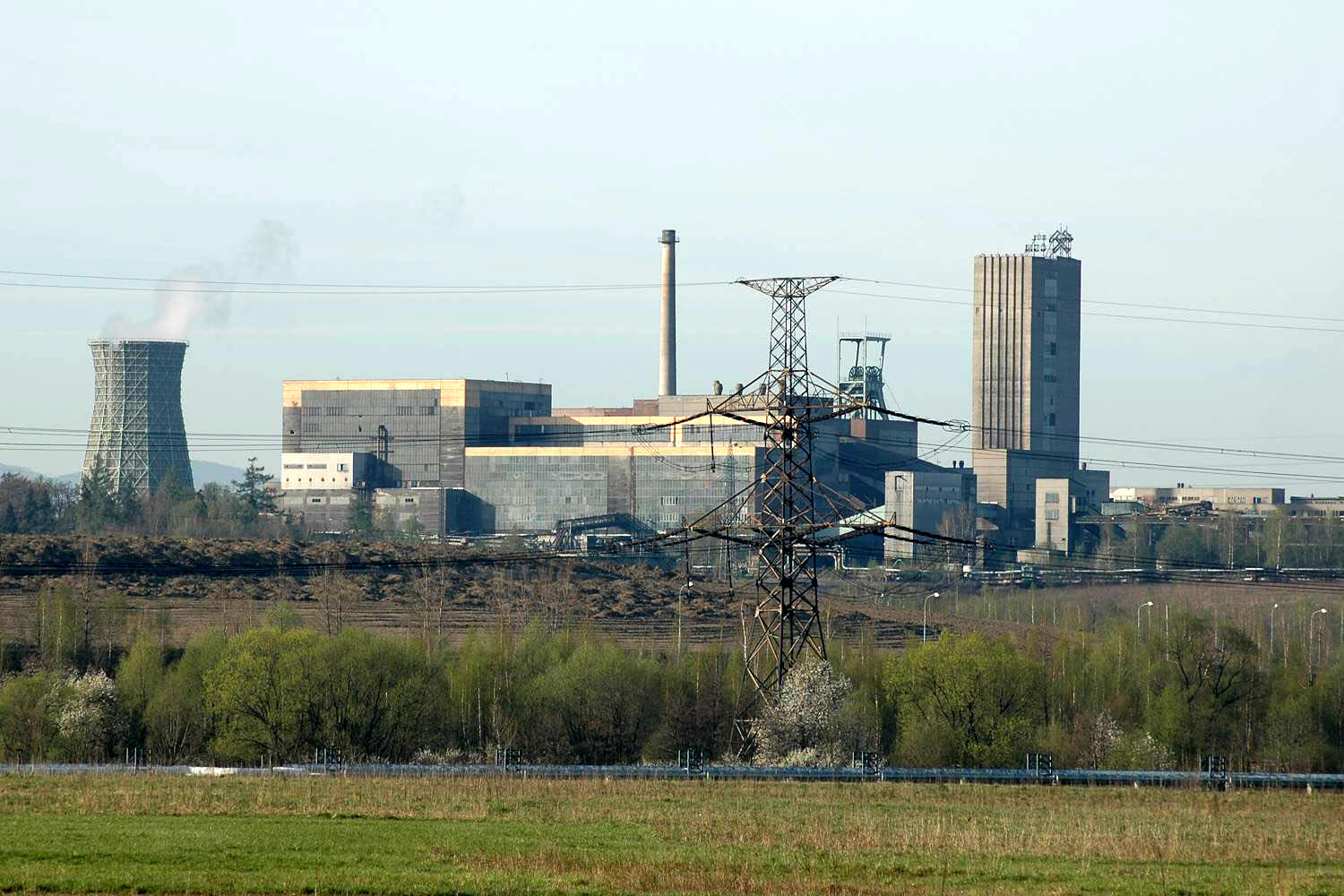
Černouhelný důl ČSM ve Stonavě

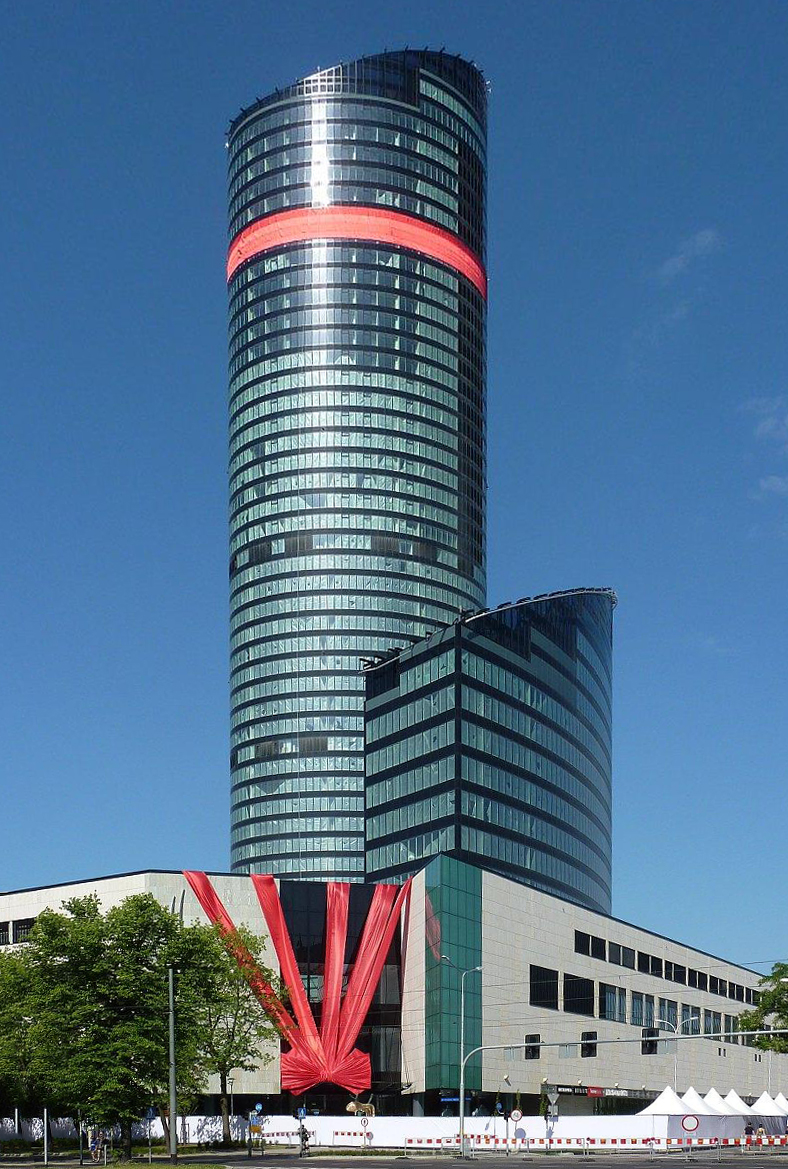
Sky Tower – nejvyšší budova Vratislavi a celého Slezska

Rozsáhlé oblasti ve Slezsku jsou silně poznamenány industrializací. Těžba černého uhlí a na ni navazující odvětví proměnila v 19. a 20. století krajinu východního Horního Slezska (viz Hornoslezská uhelná pánev), kde vyrostly průmyslové aglomerace: ostravská, rybnická a katovická. Rovněž okolí Valbřichu v Dolním Slezsku bylo významným střediskem těžby černého uhlí. Po roce 1989 došlo k výraznému útlumu dolů. V roce 2021 jich bylo v provozu ještě 15 v polské části Horního Slezska a jeden na Ostravsku (důl ČSM).
Hnědé uhlí se ve velkém těžilo v Horní Lužici, po roce 1989 byla většina povrchových dolů uzavřena a rekultivována (viz Lužická jezera). Z rozlehlé hnědouhelné pánve zbyly v roce 2021 lomy Nochten, Reichswalde a také Turów, jehož plánované rozšíření je předmětem sporu polské vlády s Českem a Německem, jelikož se nachází v těsném sousedství polsko-česko-německého trojmezí. Kolem Lehnice, Lubinu a Hlohova se rozkládá Dolnoslezská měďařská pánev. Ve třech dolech (Lubin, Rudna a Polkowice-Sieroszowice) a třech hutích (Legnica, Głogów a Cedynia) státní podnik KGHM Polska Miedź těží a zpracovává měď. V podhůří Sudet se v minulosti nacházely uranové doly. Třinecké železárny a Nová huť v Ostravě-Kunčicích jsou největšími železárenskými kombináty ve Slezsku. V obci Miasteczko Śląskie se nachází velká zinková huť.
Bílsko-Bělá, Tychy a Hlivice jsou důležitými centry automobilového průmyslu (Fiat, Opel), stejně jako obec Nošovice na Těšínsku (Hyundai). V minulosti bylo Bílsko-Bělá také významným střediskem textilního průmyslu, stejně jako Krnov či Bielawa, Valbřich pak byl známý výrobou skla a porcelánu. Mezinárodně proslulá je keramika z Boleslavi. Ze Slezska pocházejí značky Kofola, Opavia, Prince Polo nebo pivo Tyskie.
Útlum průmyslu po roce 1989 a přechod do ekonomického modelu založeného na službách nebyl v silně industrializovaném Slezsku jednoduchý a dodnes se některé oblasti – zejména v katovické konurbaci, na Ostravsku, v podhůří Sudet a v Lužici – potýkají s vážnými strukturálními problémy. Města jako Valbřich, Bytom či Orlová ztratily za třicet let více než pětinu obyvatel, lužické Hojeřice (Hoyerswerda) dokonce polovinu.
Naopak stoupá počet obyvatel Vratislavi, která je v žebříčku Globalization and World Cities Research Network řazena jako globální město kategorie Gamma. Katovice byly zařazeny do kategorie Gamma–. V těchto dvou slezských metropolích se koncentrují moderní služby a high-tech průmysl. Ostravsko a katovická konurbace poskytují mnoho brownfieldů.
Zemědělství má spíše velkoplošný charakter a koncentruje se především v nížinách Opolského a Dolnoslezského vojvodství. U Zelené Hory se nachází jedna z nejsevernějších vinařských oblastí Evropy. Cestovní ruch je významný zejména pro podhorské oblasti, nejdůležitějšími horskými středisky jsou Visla ve Slezských Beskydech a také Karpacz a Szklarska Poręba v Krkonoších.

## Doprava

### Letecká

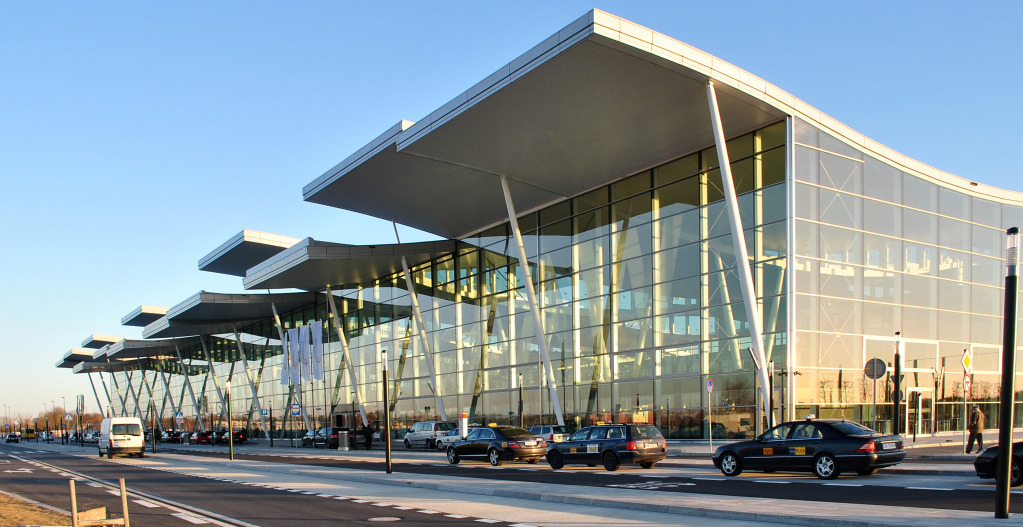
Letiště Vratislav

Na slezském území leží jedno mezinárodní letiště: Letiště Mikuláše Koperníka Vratislav (Strachowice). Leteckou obsluhu katovické konurbace a velké části Horního Slezska zajišťuje Letiště Katovice, které se nachází v obci Pyrzowice pouhých 5 km od východní hranice Slezska. Stejně tak Letiště Leoše Janáčka Ostrava v Mošnově leží v těsné blízkosti (2 km) moravsko-slezské zemské hranice.

### Silniční

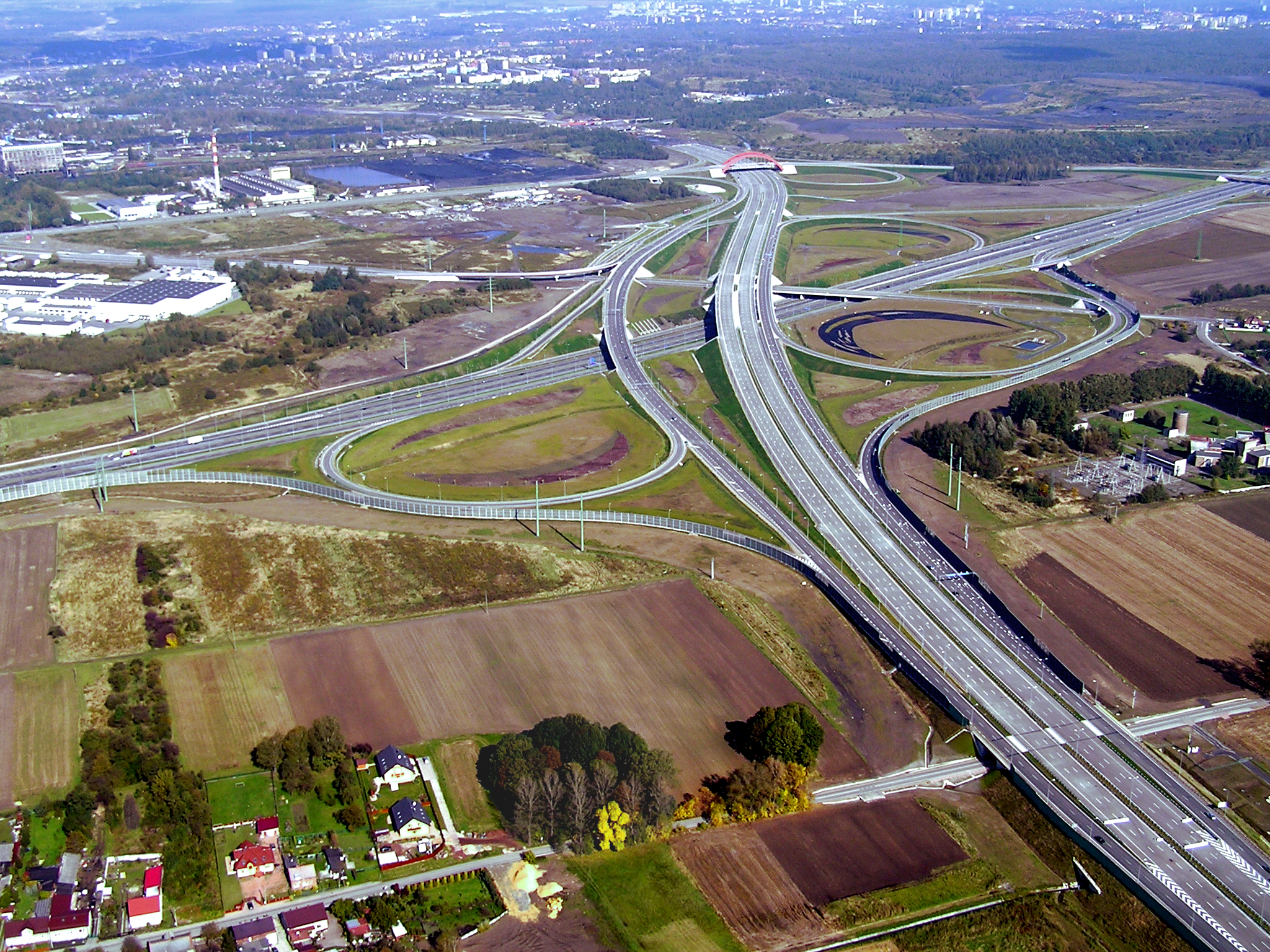
Dálniční křižovatka Sośnica

Páteřní slezskou komunikací je dálnice A4, která vede od německé (saské) hranice přes Lehnici, Vratislav do Katovic a dále směrem na Krakov a k ukrajinské hranici. Její severozápadní větev ve směru Braniborska a Berlína tvoří dálnice A18. Ta vznikla stejně jako některé úseky dnešní A4 už ve 30. letech 20. století v rámci nacistického programu na výstavbu dálnic.
Katovickou a rybnickou aglomeraci v Horním Slezsku protíná v ose sever–jih dálnice A1, na kterou navazuje česká D1 sloužící i jako obchvat Ostravy. Křižovatka A1 a A4 v hlivické městské části Sośnica bývá považována za jednu z největších dálničních křižovatek v Evropě. Páteřní silnicí Těšínska je dálnice D48 pokračující od Těšína do Bílska-Bělé jako rychlostní silnice S52.
Dálniční obchvat Vratislavi nese označení A8. Rychlostní silnice S8 spojuje slezskou metropoli s centrálním Polskem a po dostavění povede též na jih k české hranici (Náchod/Lázně Chudoba). Z Vratislavi na sever přes Třebnici do Velkopolska vede rychlostní silnice S5. Probíhá výstavba rychlostní silnice S3, která má v roce 2023 propojit Lehnici, Zelenou Horu a města na severozápadě Polska s českou hranicí (Královec/Lubawka).

### Železniční

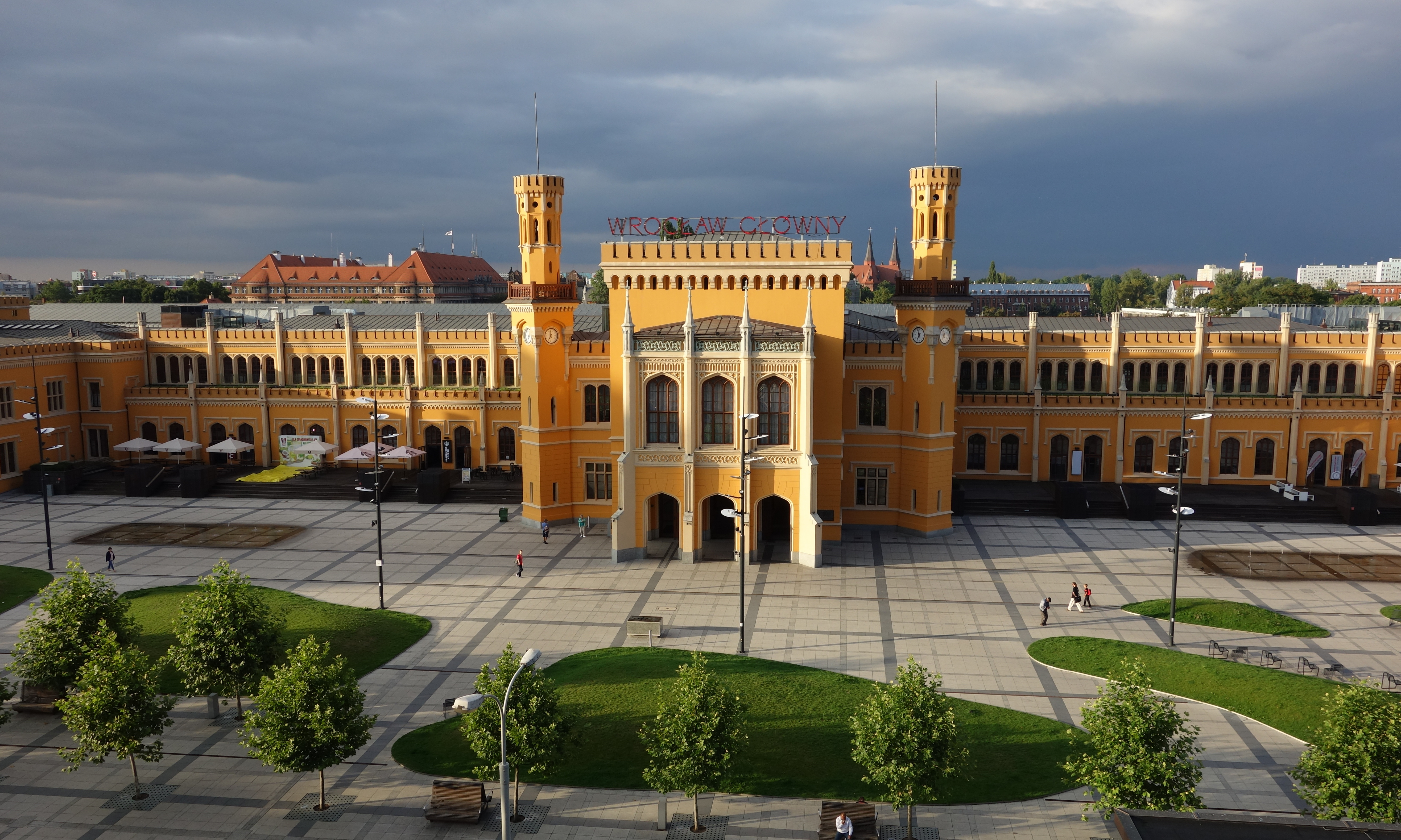
Hlavní nádraží ve Vratislavi

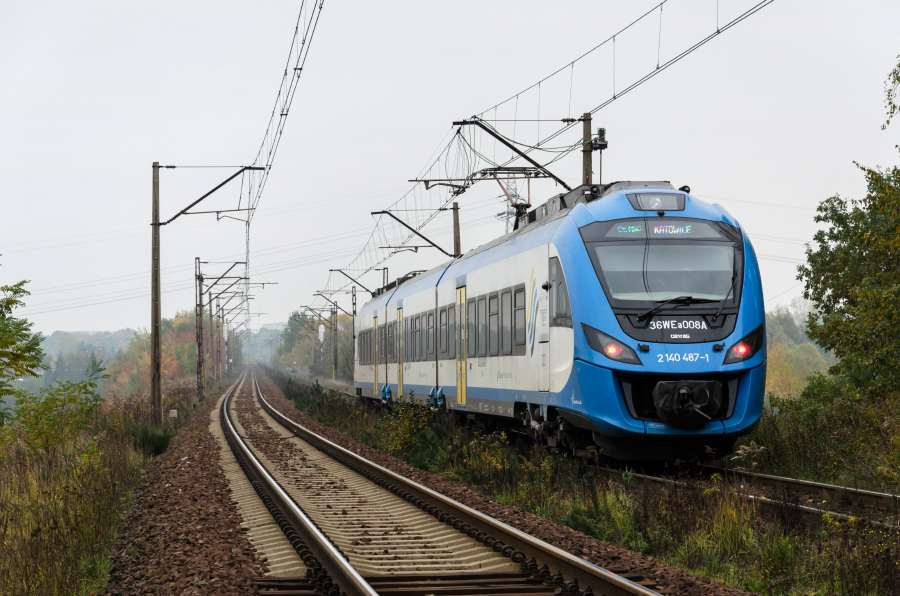
Vlak společnosti Koleje Śląskie

Nejvýznamnější železniční magistrály Slezska představují bývalá Hornoslezská dráha spojující Vratislav s Opolím a Katovicemi (nyní polská trať 132, součást III. panevropského dopravního koridoru) spolu s Vilémovou dráhou (polská trať 151, spojení s Bohumínem), Severní dráha císaře Ferdinanda procházející Ostravou, Bohumínem a Čechovicemi-Dědicemi (česká trať 271/001 a polská trať 93) spolu s Košicko-bohumínskou dráhou (česká trať 320) a tratě vybíhající z Vratislavi severním a západním směrem do Poznaně (polská trať 271), přes Zelenou Horu do Štětína (polská trať 273) a přes Lehnici do Berlína (Dolnoslezsko-markická dráha, nyní polská trať 275).
Nejfrekventovanějším slezským nádražím je vratislavské hlavní nádraží (Wrocław Główny) s denním průměrem 57,7 tisíc odbavených cestujících v roce 2019, následované nádražím Katovice (Katowice) se 43 tisíci pasažérů.
Dálkové vlaky projíždějící slezským územím vypravují České dráhy a PKP Intercity (včetně vlaků Nightjet ve spolupráci s ÖBB), a také Regiojet a Leo Express. Regionální dopravu zajišťují v české části Slezska především České dráhy, ve Slezském vojvodství společnost Koleje Śląskie (Slezské dráhy), v Opolském vojvodství dopravce Polregio a v Dolnoslezském vojvodství Koleje Dolnośląskie (Dolnoslezské dráhy), přičemž část linek obsluhuje také Polregio. Počítáme-li k Slezsku i slezskou Lužici, pak mezi slezské dopravce patří rovněž Deutsche Bahn, Ostdeutsche Eisenbahn a Die Länderbahn.
Dříve velmi hustá síť lokálek byla v polské části Slezska po druhé světové válce zanedbána a mnoho tratí zrušeno v průběhu 90. a 00. let. Po roce 2010 dochází k postupné obnově některých zlikvidovaných tratí zejména v Dolnoslezském vojvodství. Železniční trať Třemešná ve Slezsku – Osoblaha je poslední úzkokolejnou dráhou ve Slezsku s pravidelným osobním provozem.

### Městská a příměstská

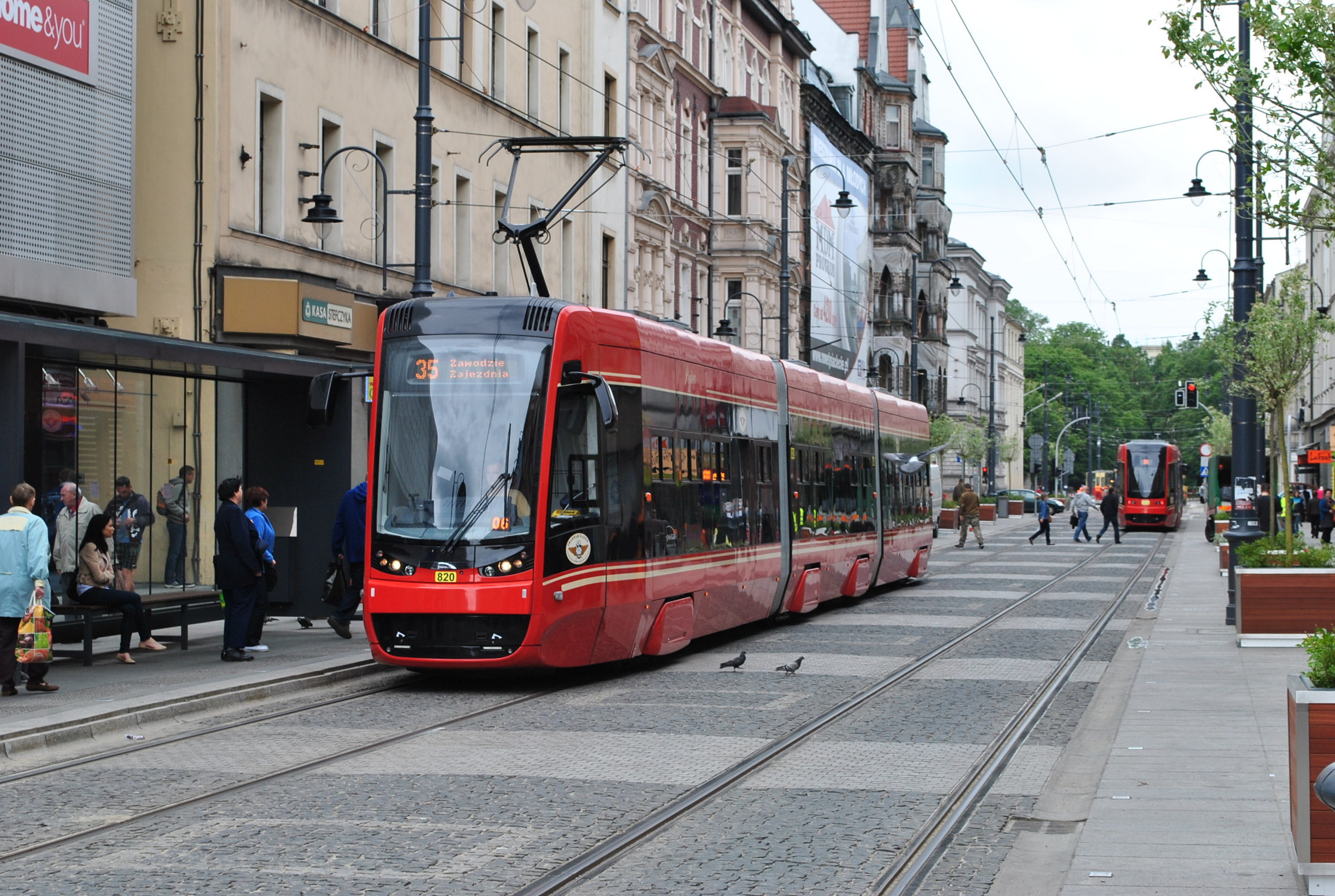
Tramvaj v Katovicích

Ve Slezsku existují v současnosti čtyři tramvajové systémy: ve Vratislavi, Ostravě, katovické konurbaci a také v německé části Zhořelce. Trolejbusy jsou v provozu v Ostravě, Opavě a Tychách. V minulosti tramvaje jezdily rovněž v Bílsku-Bělé, Těšíně, Jelení Hoře, Lehnici, Valbřichu a na Karvinsku, trolejbusy pak ve Valbřichu a velmi krátce v Lehnici a Vratislavi. Nejrozsáhlejší systém MHD se zhruba 450 linkami a sedmi tisíci zastávek má katovická konurbace. Žádné slezské město nemá metro ani typický S-Bahn, ale v katovické konurbaci, Vratislavi a Ostravě má železnice velký význam i pro vnitroměstskou dopravu a je s ostatními druhy MHD alespoň částečně integrována.
Kvalita příměstské autobusové dopravy se v různých částech Slezska výrazně liší. Zatímco na území Moravskoslezského a Olomouckého kraje je integrována v rámci ODIS a IDSOK, v polském Slezsku jsou běžným jevem soukromí minibusoví dopravci a mnoho venkovských oblastí se po zániku nebo rozsáhlém omezení provozu někdejšího státního dopravce PKS potýká s problémem tzv. dopravního vyloučení.